# David Cook (cantante)
David Roland Cook (Houston, 20 dicembre 1982) è un cantante statunitense.
Il 21 maggio 2008 ha vinto la settima stagione di American Idol battendo il diciassettenne David Archuleta. Prima di partecipare ad "Idol" ha pubblicato un album intitolato "Analog Heart" e il suo album successivo ad "Idol", "David Cook", prodotto da Rob Cavallo, è stato pubblicato il 18 novembre 2008.

## Biografia
Cook è nato a Houston (Texas), è cresciuto a Blue Springs, Missouri, e attualmente vive a Tulsa, Oklahoma. I suoi genitori sono Beth e Stan Cook. È il secondo di tre fratelli. Adam è il maggiore, Andrew il minore. Il fratello maggiore Adam sta combattendo contro il cancro da una decina d'anni. Ha iniziato a cantare in seconda elementare, quando la sua maestra di musica gli assegnò un assolo da cantare in uno spettacolo del coro scolastico. Ha ricevuto la sua prima chitarra, una Fender Stratocaster, all'età di 12 anni. Alle scuole superiori si è anche esibito in musical come "The Music Man", "West Side Story", and "Cantando sotto la pioggia". Dopo essersi laureato nel 2006, si è trasferito a Tulsa, Oklahoma, per continuare la propria carriera musicale dicendo alla sua famiglia: "Voglio darmi tempo fino ai 26 anni prima di mollare la musica e trovarmi un lavoro."

## Carriera musicale
Cook è stato il frontman e il chitarrista del gruppo Axium dal 1999 al 2006. Ha fondato il gruppo durante il primo anno di scuola superiore con il batterista Bobby Kerr.
Cook ha pubblicato un album solista, "Analog Heart", nel 2006.
L'album è stato decretato dal sito internet "Music Equals Life" il quarto miglior cd pubblicato nel 2006.
Le sue influenze musicali sono Our Lady Peace, Alice in Chains, Big Wreck, Pearl Jam, Chris Cornell, Switchfoot, Bon Jovi e Collective Soul.

## American Idol

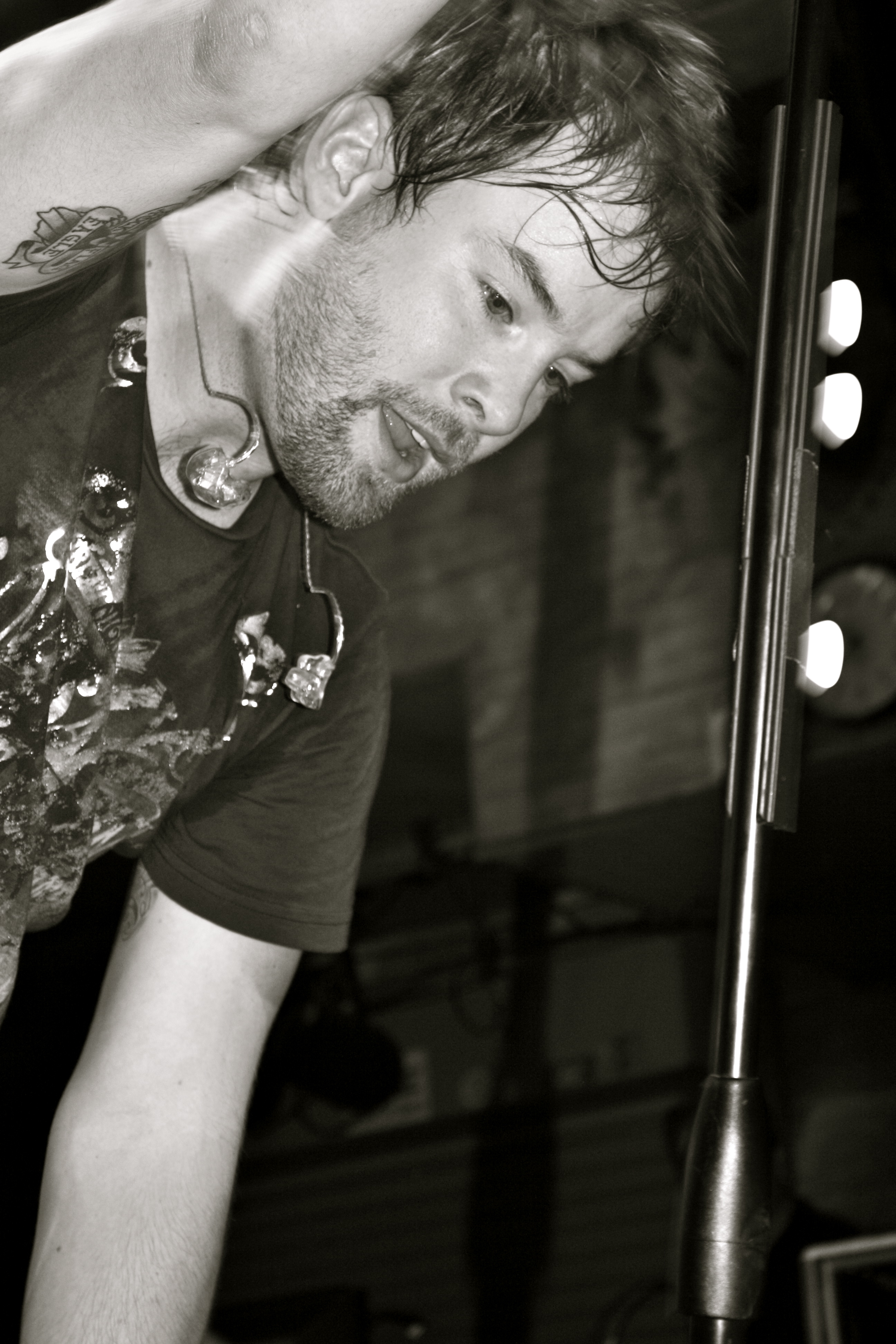
Cook in concerto.

Cook ha fatto le audizioni in Nebraska, con la canzone di Bon Jovi Livin' on a Prayer. Originariamente si era presentato non per fare il provino, ma solo per accompagnare il fratello minore Andrew. Per la sua prima audizione ad Hollywood, Cook ha cantato (Everything I Do) I Do It for You di Bryan Adams, accompagnandosi con la chitarra acustica. Come seconda canzone ha cantato I'll Be di Edwin McCain. Cook ha suonato la chitarra nelle esibizioni All Right Now, Hello, Day Tripper, I'm Alive, Baba O'Riley, Dare You to Move, e Dream Big, e quella acustica in Little Sparrow, All I Really Need Is You e The World I Know.
La sua chitarra elettrica, bianca e per mancini, ha sopra scritte le lettere "AC", il cui significato è stato spiegato da Cook a TV Guide: "Ho due fratelli, Adam and Andrew. Quindi, per superstizione, ho messo le loro iniziali su tutto."

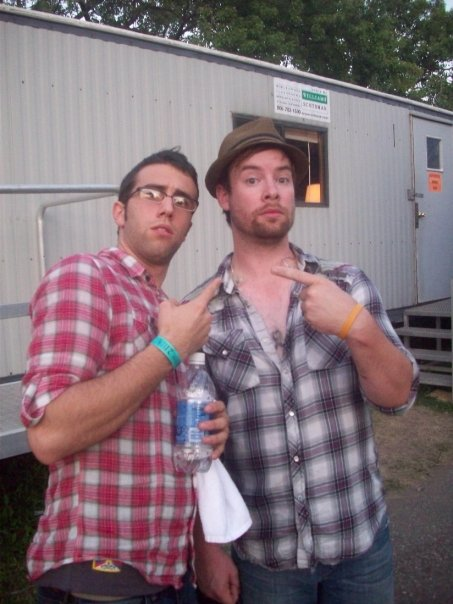
David Cook insieme al batterista Cristiano Castellitto ad un concerto in Michigan

La performance di Cook della canzone di Michael Jackson Billie Jean ha ricevuto molti complimenti da tutti e tre i giudici, soprattutto Simon Cowell. Cowell ha poi detto in un'intervista ad "Entertainment Weekly" che la performance "era su un altro pianeta rispetto a tutte quelle che abbiamo sentito fino ad ora in questa stagione".

### Performance e risultati
| Settimana numero   | Settimana numero   | Settimana numero   | Settimana numero   | Settimana numero   | Settimana numero   | Settimana numero   | Settimana numero   | Settimana numero   | Settimana numero   | Settimana numero   | Settimana numero   | Settimana numero   | Settimana numero   | Settimana numero   | Settimana numero   | Settimana numero   | Settimana numero   | Settimana numero   | Settimana numero   | Settimana numero   | Settimana numero   | Settimana numero   | Settimana numero   | Settimana numero   | Settimana numero   | Settimana numero   | Settimana numero   | Settimana numero   | Settimana numero   | Settimana numero   | Settimana numero   | Settimana numero   | Settimana numero   | Settimana numero   | Settimana numero   | Settimana numero   | Settimana numero   | Settimana numero   | Settimana numero   | Settimana numero   | Settimana numero   | Settimana numero   | Settimana numero   | Settimana numero   | Settimana numero   | Settimana numero   | Settimana numero   | Settimana numero   | Settimana numero   | Settimana numero   | Settimana numero   | Settimana numero   | Settimana numero   | Settimana numero   | Settimana numero   | Settimana numero   | Settimana numero   | Settimana numero   | Settimana numero   | Settimana numero   | Settimana numero   | Settimana numero   | Settimana numero   | Settimana numero   | Settimana numero   | Settimana numero   | Settimana numero   | Settimana numero   | Settimana numero   | Settimana numero   | Settimana numero   | Settimana numero   | Settimana numero   | Settimana numero   | Settimana numero   | Settimana numero   | Settimana numero   | Settimana numero   | Settimana numero   | Settimana numero   | Settimana numero   | Settimana numero   | Settimana numero   | Settimana numero   | Settimana numero   | Settimana numero   | Settimana numero   | Settimana numero   | Settimana numero   | Tema                        | Tema                        | Tema                        | Tema                        | Tema                        | Tema                        | Tema                        | Tema                        | Tema                        | Tema                        | Tema                        | Tema                        | Tema                        | Tema                        | Tema                        | Tema                        | Tema                        | Tema                        | Tema                        | Tema                        | Tema                        | Tema                        | Tema                        | Tema                        | Tema                        | Tema                        | Tema                        | Tema                        | Tema                        | Tema                        | Tema                        | Tema                        | Tema                        | Tema                        | Tema                        | Tema                        | Tema                        | Tema                        | Tema                        | Tema                        | Tema                        | Tema                        | Tema                        | Tema                        | Tema                        | Tema                        | Tema                        | Tema                        | Tema                        | Tema                        | Tema                        | Tema                        | Tema                        | Tema                        | Tema                        | Tema                        | Tema                        | Tema                        | Tema                        | Tema                        | Tema                        | Tema                        | Tema                        | Tema                        | Tema                        | Tema                        | Tema                        | Tema                        | Tema                        | Tema                        | Tema                        | Tema                        | Tema                        | Tema                        | Tema                        | Tema                        | Tema                        | Tema                        | Tema                        | Tema                        | Tema                        | Tema                        | Tema                        | Tema                        | Tema                        | Tema                        | Tema                        | Tema                        | Tema                        | Tema                        | Tema                        | Tema                        | Tema                        | Tema                        | Tema                        | Tema                        | Tema                        | Tema                        | Tema                        | Tema                        | Canzone eseguita                      | Canzone eseguita                      | Canzone eseguita                      | Canzone eseguita                      | Canzone eseguita                      | Canzone eseguita                      | Canzone eseguita                      | Canzone eseguita                      | Canzone eseguita                      | Canzone eseguita                      | Canzone eseguita                      | Canzone eseguita                      | Canzone eseguita                      | Canzone eseguita                      | Canzone eseguita                      | Canzone eseguita                      | Canzone eseguita                      | Canzone eseguita                      | Canzone eseguita                      | Canzone eseguita                      | Canzone eseguita                      | Canzone eseguita                      | Canzone eseguita                      | Canzone eseguita                      | Canzone eseguita                      | Canzone eseguita                      | Canzone eseguita                      | Canzone eseguita                      | Canzone eseguita                      | Canzone eseguita                      | Canzone eseguita                      | Canzone eseguita                      | Canzone eseguita                      | Canzone eseguita                      | Canzone eseguita                      | Canzone eseguita                      | Canzone eseguita                      | Canzone eseguita                      | Canzone eseguita                      | Canzone eseguita                      | Canzone eseguita                      | Canzone eseguita                      | Canzone eseguita                      | Canzone eseguita                      | Canzone eseguita                      | Canzone eseguita                      | Canzone eseguita                      | Canzone eseguita                      | Canzone eseguita                      | Canzone eseguita                      | Canzone eseguita                      | Canzone eseguita                      | Canzone eseguita                      | Canzone eseguita                      | Canzone eseguita                      | Canzone eseguita                      | Canzone eseguita                      | Canzone eseguita                      | Canzone eseguita                      | Canzone eseguita                      | Canzone eseguita                      | Canzone eseguita                      | Canzone eseguita                      | Canzone eseguita                      | Canzone eseguita                      | Canzone eseguita                      | Canzone eseguita                      | Canzone eseguita                      | Canzone eseguita                      | Canzone eseguita                      | Canzone eseguita                      | Canzone eseguita                      | Canzone eseguita                      | Canzone eseguita                      | Canzone eseguita                      | Canzone eseguita                      | Canzone eseguita                      | Canzone eseguita                      | Canzone eseguita                      | Canzone eseguita                      | Canzone eseguita                      | Canzone eseguita                      | Canzone eseguita                      | Canzone eseguita                      | Canzone eseguita                      | Canzone eseguita                      | Canzone eseguita                      | Canzone eseguita                      | Canzone eseguita                      | Canzone eseguita                      | Canzone eseguita                      | Canzone eseguita                      | Canzone eseguita                      | Canzone eseguita                      | Canzone eseguita                      | Canzone eseguita                      | Canzone eseguita                      | Canzone eseguita                      | Canzone eseguita                      | Canzone eseguita                      | Canzone eseguita                      | Canzone eseguita                      | Canzone eseguita                      | Canzone eseguita                      | Canzone eseguita                      | Canzone eseguita                      | Canzone eseguita                      | Canzone eseguita                      | Canzone eseguita                      | Canzone eseguita                      | Canzone eseguita                      | Canzone eseguita                      | Canzone eseguita                      | Canzone eseguita                      | Canzone eseguita                      | Canzone eseguita                      | Canzone eseguita                      | Canzone eseguita                      | Canzone eseguita                      | Canzone eseguita                      | Canzone eseguita                      | Canzone eseguita                      | Canzone eseguita                      | Canzone eseguita                      | Canzone eseguita                      | Canzone eseguita                      | Canzone eseguita                      | Canzone eseguita                      | Canzone eseguita                      | Canzone eseguita                      | Artista originale      | Artista originale      | Artista originale      | Artista originale      | Artista originale      | Artista originale      | Artista originale      | Artista originale      | Artista originale      | Artista originale      | Artista originale      | Artista originale      | Artista originale      | Artista originale      | Artista originale      | Artista originale      | Artista originale      | Artista originale      | Artista originale      | Artista originale      | Artista originale      | Artista originale      | Artista originale      | Artista originale      | Artista originale      | Artista originale      | Artista originale      | Artista originale      | Artista originale      | Artista originale      | Artista originale      | Artista originale      | Artista originale      | Artista originale      | Artista originale      | Artista originale      | Artista originale      | Artista originale      | Artista originale      | Artista originale      | Artista originale      | Artista originale      | Artista originale      | Artista originale      | Artista originale      | Artista originale      | Artista originale      | Artista originale      | Artista originale      | Artista originale      | Artista originale      | Artista originale      | Artista originale      | Artista originale      | Artista originale      | Artista originale      | Artista originale      | Artista originale      | Artista originale      | Artista originale      | Artista originale      | Artista originale      | Artista originale      | Artista originale      | Artista originale      | Artista originale      | Artista originale      | Artista originale      | Artista originale      | Artista originale      | Artista originale      | Artista originale      | Artista originale      | Artista originale      | Artista originale      | Artista originale      | Artista originale      | Artista originale      | Artista originale      | Artista originale      | Artista originale      | Artista originale      | Artista originale      | Artista originale      | Artista originale      | Artista originale      | Artista originale      | Artista originale      | Artista originale      | Artista originale      | Artista originale      | Artista originale      | Artista originale      | Artista originale      | Artista originale      | Artista originale      | Artista originale      | Artista originale      | Artista originale      | Artista originale      | Ordine | Ordine | Ordine | Ordine | Ordine | Ordine | Ordine | Ordine | Ordine | Ordine | Ordine | Ordine | Ordine | Ordine | Ordine | Ordine | Ordine | Ordine | Ordine | Ordine | Ordine | Ordine | Ordine | Ordine | Ordine | Ordine | Ordine | Ordine | Ordine | Ordine | Ordine | Ordine | Ordine | Ordine | Ordine | Ordine | Ordine | Ordine | Ordine | Ordine | Ordine | Ordine | Ordine | Ordine | Ordine | Ordine | Ordine | Ordine | Ordine | Ordine | Ordine | Ordine | Ordine | Ordine | Ordine | Ordine | Ordine | Ordine | Ordine | Ordine | Ordine | Ordine | Ordine | Ordine | Ordine | Ordine | Ordine | Ordine | Ordine | Ordine | Ordine | Ordine | Ordine | Ordine | Ordine | Ordine | Ordine | Ordine | Ordine | Ordine | Ordine | Ordine | Ordine | Ordine | Ordine | Ordine | Ordine | Ordine | Ordine | Ordine | Ordine | Ordine | Ordine | Ordine | Ordine | Ordine | Ordine | Ordine | Ordine | Ordine | Risultato   | Risultato   | Risultato   | Risultato   | Risultato   | Risultato   | Risultato   | Risultato   | Risultato   | Risultato   | Risultato   | Risultato   | Risultato   | Risultato   | Risultato   | Risultato   | Risultato   | Risultato   | Risultato   | Risultato   | Risultato   | Risultato   | Risultato   | Risultato   | Risultato   | Risultato   | Risultato   | Risultato   | Risultato   | Risultato   | Risultato   | Risultato   | Risultato   | Risultato   | Risultato   | Risultato   | Risultato   | Risultato   | Risultato   | Risultato   | Risultato   | Risultato   | Risultato   | Risultato   | Risultato   | Risultato   | Risultato   | Risultato   | Risultato   | Risultato   | Risultato   | Risultato   | Risultato   | Risultato   | Risultato   | Risultato   | Risultato   | Risultato   | Risultato   | Risultato   | Risultato   | Risultato   | Risultato   | Risultato   | Risultato   | Risultato   | Risultato   | Risultato   | Risultato   | Risultato   |
| ------------------ | ------------------ | ------------------ | ------------------ | ------------------ | ------------------ | ------------------ | ------------------ | ------------------ | ------------------ | ------------------ | ------------------ | ------------------ | ------------------ | ------------------ | ------------------ | ------------------ | ------------------ | ------------------ | ------------------ | ------------------ | ------------------ | ------------------ | ------------------ | ------------------ | ------------------ | ------------------ | ------------------ | ------------------ | ------------------ | ------------------ | ------------------ | ------------------ | ------------------ | ------------------ | ------------------ | ------------------ | ------------------ | ------------------ | ------------------ | ------------------ | ------------------ | ------------------ | ------------------ | ------------------ | ------------------ | ------------------ | ------------------ | ------------------ | ------------------ | ------------------ | ------------------ | ------------------ | ------------------ | ------------------ | ------------------ | ------------------ | ------------------ | ------------------ | ------------------ | ------------------ | ------------------ | ------------------ | ------------------ | ------------------ | ------------------ | ------------------ | ------------------ | ------------------ | ------------------ | ------------------ | ------------------ | ------------------ | ------------------ | ------------------ | ------------------ | ------------------ | ------------------ | ------------------ | ------------------ | ------------------ | ------------------ | ------------------ | ------------------ | ------------------ | ------------------ | ------------------ | ------------------ | ------------------ | ------------------ | --------------------------- | --------------------------- | --------------------------- | --------------------------- | --------------------------- | --------------------------- | --------------------------- | --------------------------- | --------------------------- | --------------------------- | --------------------------- | --------------------------- | --------------------------- | --------------------------- | --------------------------- | --------------------------- | --------------------------- | --------------------------- | --------------------------- | --------------------------- | --------------------------- | --------------------------- | --------------------------- | --------------------------- | --------------------------- | --------------------------- | --------------------------- | --------------------------- | --------------------------- | --------------------------- | --------------------------- | --------------------------- | --------------------------- | --------------------------- | --------------------------- | --------------------------- | --------------------------- | --------------------------- | --------------------------- | --------------------------- | --------------------------- | --------------------------- | --------------------------- | --------------------------- | --------------------------- | --------------------------- | --------------------------- | --------------------------- | --------------------------- | --------------------------- | --------------------------- | --------------------------- | --------------------------- | --------------------------- | --------------------------- | --------------------------- | --------------------------- | --------------------------- | --------------------------- | --------------------------- | --------------------------- | --------------------------- | --------------------------- | --------------------------- | --------------------------- | --------------------------- | --------------------------- | --------------------------- | --------------------------- | --------------------------- | --------------------------- | --------------------------- | --------------------------- | --------------------------- | --------------------------- | --------------------------- | --------------------------- | --------------------------- | --------------------------- | --------------------------- | --------------------------- | --------------------------- | --------------------------- | --------------------------- | --------------------------- | --------------------------- | --------------------------- | --------------------------- | --------------------------- | --------------------------- | --------------------------- | --------------------------- | --------------------------- | --------------------------- | --------------------------- | --------------------------- | --------------------------- | --------------------------- | --------------------------- | --------------------------- | ------------------------------------- | ------------------------------------- | ------------------------------------- | ------------------------------------- | ------------------------------------- | ------------------------------------- | ------------------------------------- | ------------------------------------- | ------------------------------------- | ------------------------------------- | ------------------------------------- | ------------------------------------- | ------------------------------------- | ------------------------------------- | ------------------------------------- | ------------------------------------- | ------------------------------------- | ------------------------------------- | ------------------------------------- | ------------------------------------- | ------------------------------------- | ------------------------------------- | ------------------------------------- | ------------------------------------- | ------------------------------------- | ------------------------------------- | ------------------------------------- | ------------------------------------- | ------------------------------------- | ------------------------------------- | ------------------------------------- | ------------------------------------- | ------------------------------------- | ------------------------------------- | ------------------------------------- | ------------------------------------- | ------------------------------------- | ------------------------------------- | ------------------------------------- | ------------------------------------- | ------------------------------------- | ------------------------------------- | ------------------------------------- | ------------------------------------- | ------------------------------------- | ------------------------------------- | ------------------------------------- | ------------------------------------- | ------------------------------------- | ------------------------------------- | ------------------------------------- | ------------------------------------- | ------------------------------------- | ------------------------------------- | ------------------------------------- | ------------------------------------- | ------------------------------------- | ------------------------------------- | ------------------------------------- | ------------------------------------- | ------------------------------------- | ------------------------------------- | ------------------------------------- | ------------------------------------- | ------------------------------------- | ------------------------------------- | ------------------------------------- | ------------------------------------- | ------------------------------------- | ------------------------------------- | ------------------------------------- | ------------------------------------- | ------------------------------------- | ------------------------------------- | ------------------------------------- | ------------------------------------- | ------------------------------------- | ------------------------------------- | ------------------------------------- | ------------------------------------- | ------------------------------------- | ------------------------------------- | ------------------------------------- | ------------------------------------- | ------------------------------------- | ------------------------------------- | ------------------------------------- | ------------------------------------- | ------------------------------------- | ------------------------------------- | ------------------------------------- | ------------------------------------- | ------------------------------------- | ------------------------------------- | ------------------------------------- | ------------------------------------- | ------------------------------------- | ------------------------------------- | ------------------------------------- | ------------------------------------- | ------------------------------------- | ------------------------------------- | ------------------------------------- | ------------------------------------- | ------------------------------------- | ------------------------------------- | ------------------------------------- | ------------------------------------- | ------------------------------------- | ------------------------------------- | ------------------------------------- | ------------------------------------- | ------------------------------------- | ------------------------------------- | ------------------------------------- | ------------------------------------- | ------------------------------------- | ------------------------------------- | ------------------------------------- | ------------------------------------- | ------------------------------------- | ------------------------------------- | ------------------------------------- | ------------------------------------- | ------------------------------------- | ------------------------------------- | ------------------------------------- | ------------------------------------- | ------------------------------------- | ------------------------------------- | ---------------------- | ---------------------- | ---------------------- | ---------------------- | ---------------------- | ---------------------- | ---------------------- | ---------------------- | ---------------------- | ---------------------- | ---------------------- | ---------------------- | ---------------------- | ---------------------- | ---------------------- | ---------------------- | ---------------------- | ---------------------- | ---------------------- | ---------------------- | ---------------------- | ---------------------- | ---------------------- | ---------------------- | ---------------------- | ---------------------- | ---------------------- | ---------------------- | ---------------------- | ---------------------- | ---------------------- | ---------------------- | ---------------------- | ---------------------- | ---------------------- | ---------------------- | ---------------------- | ---------------------- | ---------------------- | ---------------------- | ---------------------- | ---------------------- | ---------------------- | ---------------------- | ---------------------- | ---------------------- | ---------------------- | ---------------------- | ---------------------- | ---------------------- | ---------------------- | ---------------------- | ---------------------- | ---------------------- | ---------------------- | ---------------------- | ---------------------- | ---------------------- | ---------------------- | ---------------------- | ---------------------- | ---------------------- | ---------------------- | ---------------------- | ---------------------- | ---------------------- | ---------------------- | ---------------------- | ---------------------- | ---------------------- | ---------------------- | ---------------------- | ---------------------- | ---------------------- | ---------------------- | ---------------------- | ---------------------- | ---------------------- | ---------------------- | ---------------------- | ---------------------- | ---------------------- | ---------------------- | ---------------------- | ---------------------- | ---------------------- | ---------------------- | ---------------------- | ---------------------- | ---------------------- | ---------------------- | ---------------------- | ---------------------- | ---------------------- | ---------------------- | ---------------------- | ---------------------- | ---------------------- | ---------------------- | ---------------------- | ------ | ------ | ------ | ------ | ------ | ------ | ------ | ------ | ------ | ------ | ------ | ------ | ------ | ------ | ------ | ------ | ------ | ------ | ------ | ------ | ------ | ------ | ------ | ------ | ------ | ------ | ------ | ------ | ------ | ------ | ------ | ------ | ------ | ------ | ------ | ------ | ------ | ------ | ------ | ------ | ------ | ------ | ------ | ------ | ------ | ------ | ------ | ------ | ------ | ------ | ------ | ------ | ------ | ------ | ------ | ------ | ------ | ------ | ------ | ------ | ------ | ------ | ------ | ------ | ------ | ------ | ------ | ------ | ------ | ------ | ------ | ------ | ------ | ------ | ------ | ------ | ------ | ------ | ------ | ------ | ------ | ------ | ------ | ------ | ------ | ------ | ------ | ------ | ------ | ------ | ------ | ------ | ------ | ------ | ------ | ------ | ------ | ------ | ------ | ------ | ----------- | ----------- | ----------- | ----------- | ----------- | ----------- | ----------- | ----------- | ----------- | ----------- | ----------- | ----------- | ----------- | ----------- | ----------- | ----------- | ----------- | ----------- | ----------- | ----------- | ----------- | ----------- | ----------- | ----------- | ----------- | ----------- | ----------- | ----------- | ----------- | ----------- | ----------- | ----------- | ----------- | ----------- | ----------- | ----------- | ----------- | ----------- | ----------- | ----------- | ----------- | ----------- | ----------- | ----------- | ----------- | ----------- | ----------- | ----------- | ----------- | ----------- | ----------- | ----------- | ----------- | ----------- | ----------- | ----------- | ----------- | ----------- | ----------- | ----------- | ----------- | ----------- | ----------- | ----------- | ----------- | ----------- | ----------- | ----------- | ----------- | ----------- |
| Audizione          | Audizione          | Audizione          | Audizione          | Audizione          | Audizione          | Audizione          | Audizione          | Audizione          | Audizione          | Audizione          | Audizione          | Audizione          | Audizione          | Audizione          | Audizione          | Audizione          | Audizione          | Audizione          | Audizione          | Audizione          | Audizione          | Audizione          | Audizione          | Audizione          | Audizione          | Audizione          | Audizione          | Audizione          | Audizione          | Audizione          | Audizione          | Audizione          | Audizione          | Audizione          | Audizione          | Audizione          | Audizione          | Audizione          | Audizione          | Audizione          | Audizione          | Audizione          | Audizione          | Audizione          | Audizione          | Audizione          | Audizione          | Audizione          | Audizione          | Audizione          | Audizione          | Audizione          | Audizione          | Audizione          | Audizione          | Audizione          | Audizione          | Audizione          | Audizione          | Audizione          | Audizione          | Audizione          | Audizione          | Audizione          | Audizione          | Audizione          | Audizione          | Audizione          | Audizione          | Audizione          | Audizione          | Audizione          | Audizione          | Audizione          | Audizione          | Audizione          | Audizione          | Audizione          | Audizione          | Audizione          | Audizione          | Audizione          | Audizione          | Audizione          | Audizione          | Audizione          | Audizione          | Audizione          | Audizione          | N/A                         | N/A                         | N/A                         | N/A                         | N/A                         | N/A                         | N/A                         | N/A                         | N/A                         | N/A                         | N/A                         | N/A                         | N/A                         | N/A                         | N/A                         | N/A                         | N/A                         | N/A                         | N/A                         | N/A                         | N/A                         | N/A                         | N/A                         | N/A                         | N/A                         | N/A                         | N/A                         | N/A                         | N/A                         | N/A                         | N/A                         | N/A                         | N/A                         | N/A                         | N/A                         | N/A                         | N/A                         | N/A                         | N/A                         | N/A                         | N/A                         | N/A                         | N/A                         | N/A                         | N/A                         | N/A                         | N/A                         | N/A                         | N/A                         | N/A                         | N/A                         | N/A                         | N/A                         | N/A                         | N/A                         | N/A                         | N/A                         | N/A                         | N/A                         | N/A                         | N/A                         | N/A                         | N/A                         | N/A                         | N/A                         | N/A                         | N/A                         | N/A                         | N/A                         | N/A                         | N/A                         | N/A                         | N/A                         | N/A                         | N/A                         | N/A                         | N/A                         | N/A                         | N/A                         | N/A                         | N/A                         | N/A                         | N/A                         | N/A                         | N/A                         | N/A                         | N/A                         | N/A                         | N/A                         | N/A                         | N/A                         | N/A                         | N/A                         | N/A                         | N/A                         | N/A                         | N/A                         | N/A                         | N/A                         | N/A                         | "Livin' on a Prayer"                  | "Livin' on a Prayer"                  | "Livin' on a Prayer"                  | "Livin' on a Prayer"                  | "Livin' on a Prayer"                  | "Livin' on a Prayer"                  | "Livin' on a Prayer"                  | "Livin' on a Prayer"                  | "Livin' on a Prayer"                  | "Livin' on a Prayer"                  | "Livin' on a Prayer"                  | "Livin' on a Prayer"                  | "Livin' on a Prayer"                  | "Livin' on a Prayer"                  | "Livin' on a Prayer"                  | "Livin' on a Prayer"                  | "Livin' on a Prayer"                  | "Livin' on a Prayer"                  | "Livin' on a Prayer"                  | "Livin' on a Prayer"                  | "Livin' on a Prayer"                  | "Livin' on a Prayer"                  | "Livin' on a Prayer"                  | "Livin' on a Prayer"                  | "Livin' on a Prayer"                  | "Livin' on a Prayer"                  | "Livin' on a Prayer"                  | "Livin' on a Prayer"                  | "Livin' on a Prayer"                  | "Livin' on a Prayer"                  | "Livin' on a Prayer"                  | "Livin' on a Prayer"                  | "Livin' on a Prayer"                  | "Livin' on a Prayer"                  | "Livin' on a Prayer"                  | "Livin' on a Prayer"                  | "Livin' on a Prayer"                  | "Livin' on a Prayer"                  | "Livin' on a Prayer"                  | "Livin' on a Prayer"                  | "Livin' on a Prayer"                  | "Livin' on a Prayer"                  | "Livin' on a Prayer"                  | "Livin' on a Prayer"                  | "Livin' on a Prayer"                  | "Livin' on a Prayer"                  | "Livin' on a Prayer"                  | "Livin' on a Prayer"                  | "Livin' on a Prayer"                  | "Livin' on a Prayer"                  | "Livin' on a Prayer"                  | "Livin' on a Prayer"                  | "Livin' on a Prayer"                  | "Livin' on a Prayer"                  | "Livin' on a Prayer"                  | "Livin' on a Prayer"                  | "Livin' on a Prayer"                  | "Livin' on a Prayer"                  | "Livin' on a Prayer"                  | "Livin' on a Prayer"                  | "Livin' on a Prayer"                  | "Livin' on a Prayer"                  | "Livin' on a Prayer"                  | "Livin' on a Prayer"                  | "Livin' on a Prayer"                  | "Livin' on a Prayer"                  | "Livin' on a Prayer"                  | "Livin' on a Prayer"                  | "Livin' on a Prayer"                  | "Livin' on a Prayer"                  | "Livin' on a Prayer"                  | "Livin' on a Prayer"                  | "Livin' on a Prayer"                  | "Livin' on a Prayer"                  | "Livin' on a Prayer"                  | "Livin' on a Prayer"                  | "Livin' on a Prayer"                  | "Livin' on a Prayer"                  | "Livin' on a Prayer"                  | "Livin' on a Prayer"                  | "Livin' on a Prayer"                  | "Livin' on a Prayer"                  | "Livin' on a Prayer"                  | "Livin' on a Prayer"                  | "Livin' on a Prayer"                  | "Livin' on a Prayer"                  | "Livin' on a Prayer"                  | "Livin' on a Prayer"                  | "Livin' on a Prayer"                  | "Livin' on a Prayer"                  | "Livin' on a Prayer"                  | "Livin' on a Prayer"                  | "Livin' on a Prayer"                  | "Livin' on a Prayer"                  | "Livin' on a Prayer"                  | "Livin' on a Prayer"                  | "Livin' on a Prayer"                  | "Livin' on a Prayer"                  | "Livin' on a Prayer"                  | "Livin' on a Prayer"                  | "Livin' on a Prayer"                  | "Livin' on a Prayer"                  | "Livin' on a Prayer"                  | "Livin' on a Prayer"                  | "Livin' on a Prayer"                  | "Livin' on a Prayer"                  | "Livin' on a Prayer"                  | "Livin' on a Prayer"                  | "Livin' on a Prayer"                  | "Livin' on a Prayer"                  | "Livin' on a Prayer"                  | "Livin' on a Prayer"                  | "Livin' on a Prayer"                  | "Livin' on a Prayer"                  | "Livin' on a Prayer"                  | "Livin' on a Prayer"                  | "Livin' on a Prayer"                  | "Livin' on a Prayer"                  | "Livin' on a Prayer"                  | "Livin' on a Prayer"                  | "Livin' on a Prayer"                  | "Livin' on a Prayer"                  | "Livin' on a Prayer"                  | "Livin' on a Prayer"                  | "Livin' on a Prayer"                  | "Livin' on a Prayer"                  | "Livin' on a Prayer"                  | "Livin' on a Prayer"                  | "Livin' on a Prayer"                  | "Livin' on a Prayer"                  | Bon Jovi               | Bon Jovi               | Bon Jovi               | Bon Jovi               | Bon Jovi               | Bon Jovi               | Bon Jovi               | Bon Jovi               | Bon Jovi               | Bon Jovi               | Bon Jovi               | Bon Jovi               | Bon Jovi               | Bon Jovi               | Bon Jovi               | Bon Jovi               | Bon Jovi               | Bon Jovi               | Bon Jovi               | Bon Jovi               | Bon Jovi               | Bon Jovi               | Bon Jovi               | Bon Jovi               | Bon Jovi               | Bon Jovi               | Bon Jovi               | Bon Jovi               | Bon Jovi               | Bon Jovi               | Bon Jovi               | Bon Jovi               | Bon Jovi               | Bon Jovi               | Bon Jovi               | Bon Jovi               | Bon Jovi               | Bon Jovi               | Bon Jovi               | Bon Jovi               | Bon Jovi               | Bon Jovi               | Bon Jovi               | Bon Jovi               | Bon Jovi               | Bon Jovi               | Bon Jovi               | Bon Jovi               | Bon Jovi               | Bon Jovi               | Bon Jovi               | Bon Jovi               | Bon Jovi               | Bon Jovi               | Bon Jovi               | Bon Jovi               | Bon Jovi               | Bon Jovi               | Bon Jovi               | Bon Jovi               | Bon Jovi               | Bon Jovi               | Bon Jovi               | Bon Jovi               | Bon Jovi               | Bon Jovi               | Bon Jovi               | Bon Jovi               | Bon Jovi               | Bon Jovi               | Bon Jovi               | Bon Jovi               | Bon Jovi               | Bon Jovi               | Bon Jovi               | Bon Jovi               | Bon Jovi               | Bon Jovi               | Bon Jovi               | Bon Jovi               | Bon Jovi               | Bon Jovi               | Bon Jovi               | Bon Jovi               | Bon Jovi               | Bon Jovi               | Bon Jovi               | Bon Jovi               | Bon Jovi               | Bon Jovi               | Bon Jovi               | Bon Jovi               | Bon Jovi               | Bon Jovi               | Bon Jovi               | Bon Jovi               | Bon Jovi               | Bon Jovi               | Bon Jovi               | Bon Jovi               | N/A    | N/A    | N/A    | N/A    | N/A    | N/A    | N/A    | N/A    | N/A    | N/A    | N/A    | N/A    | N/A    | N/A    | N/A    | N/A    | N/A    | N/A    | N/A    | N/A    | N/A    | N/A    | N/A    | N/A    | N/A    | N/A    | N/A    | N/A    | N/A    | N/A    | N/A    | N/A    | N/A    | N/A    | N/A    | N/A    | N/A    | N/A    | N/A    | N/A    | N/A    | N/A    | N/A    | N/A    | N/A    | N/A    | N/A    | N/A    | N/A    | N/A    | N/A    | N/A    | N/A    | N/A    | N/A    | N/A    | N/A    | N/A    | N/A    | N/A    | N/A    | N/A    | N/A    | N/A    | N/A    | N/A    | N/A    | N/A    | N/A    | N/A    | N/A    | N/A    | N/A    | N/A    | N/A    | N/A    | N/A    | N/A    | N/A    | N/A    | N/A    | N/A    | N/A    | N/A    | N/A    | N/A    | N/A    | N/A    | N/A    | N/A    | N/A    | N/A    | N/A    | N/A    | N/A    | N/A    | N/A    | N/A    | N/A    | N/A    | Selezionato | Selezionato | Selezionato | Selezionato | Selezionato | Selezionato | Selezionato | Selezionato | Selezionato | Selezionato | Selezionato | Selezionato | Selezionato | Selezionato | Selezionato | Selezionato | Selezionato | Selezionato | Selezionato | Selezionato | Selezionato | Selezionato | Selezionato | Selezionato | Selezionato | Selezionato | Selezionato | Selezionato | Selezionato | Selezionato | Selezionato | Selezionato | Selezionato | Selezionato | Selezionato | Selezionato | Selezionato | Selezionato | Selezionato | Selezionato | Selezionato | Selezionato | Selezionato | Selezionato | Selezionato | Selezionato | Selezionato | Selezionato | Selezionato | Selezionato | Selezionato | Selezionato | Selezionato | Selezionato | Selezionato | Selezionato | Selezionato | Selezionato | Selezionato | Selezionato | Selezionato | Selezionato | Selezionato | Selezionato | Selezionato | Selezionato | Selezionato | Selezionato | Selezionato | Selezionato |
| Hollywood          | Hollywood          | Hollywood          | Hollywood          | Hollywood          | Hollywood          | Hollywood          | Hollywood          | Hollywood          | Hollywood          | Hollywood          | Hollywood          | Hollywood          | Hollywood          | Hollywood          | Hollywood          | Hollywood          | Hollywood          | Hollywood          | Hollywood          | Hollywood          | Hollywood          | Hollywood          | Hollywood          | Hollywood          | Hollywood          | Hollywood          | Hollywood          | Hollywood          | Hollywood          | Hollywood          | Hollywood          | Hollywood          | Hollywood          | Hollywood          | Hollywood          | Hollywood          | Hollywood          | Hollywood          | Hollywood          | Hollywood          | Hollywood          | Hollywood          | Hollywood          | Hollywood          | Hollywood          | Hollywood          | Hollywood          | Hollywood          | Hollywood          | Hollywood          | Hollywood          | Hollywood          | Hollywood          | Hollywood          | Hollywood          | Hollywood          | Hollywood          | Hollywood          | Hollywood          | Hollywood          | Hollywood          | Hollywood          | Hollywood          | Hollywood          | Hollywood          | Hollywood          | Hollywood          | Hollywood          | Hollywood          | Hollywood          | Hollywood          | Hollywood          | Hollywood          | Hollywood          | Hollywood          | Hollywood          | Hollywood          | Hollywood          | Hollywood          | Hollywood          | Hollywood          | Hollywood          | Hollywood          | Hollywood          | Hollywood          | Hollywood          | Hollywood          | Hollywood          | Hollywood          | N/A                         | N/A                         | N/A                         | N/A                         | N/A                         | N/A                         | N/A                         | N/A                         | N/A                         | N/A                         | N/A                         | N/A                         | N/A                         | N/A                         | N/A                         | N/A                         | N/A                         | N/A                         | N/A                         | N/A                         | N/A                         | N/A                         | N/A                         | N/A                         | N/A                         | N/A                         | N/A                         | N/A                         | N/A                         | N/A                         | N/A                         | N/A                         | N/A                         | N/A                         | N/A                         | N/A                         | N/A                         | N/A                         | N/A                         | N/A                         | N/A                         | N/A                         | N/A                         | N/A                         | N/A                         | N/A                         | N/A                         | N/A                         | N/A                         | N/A                         | N/A                         | N/A                         | N/A                         | N/A                         | N/A                         | N/A                         | N/A                         | N/A                         | N/A                         | N/A                         | N/A                         | N/A                         | N/A                         | N/A                         | N/A                         | N/A                         | N/A                         | N/A                         | N/A                         | N/A                         | N/A                         | N/A                         | N/A                         | N/A                         | N/A                         | N/A                         | N/A                         | N/A                         | N/A                         | N/A                         | N/A                         | N/A                         | N/A                         | N/A                         | N/A                         | N/A                         | N/A                         | N/A                         | N/A                         | N/A                         | N/A                         | N/A                         | N/A                         | N/A                         | N/A                         | N/A                         | N/A                         | N/A                         | N/A                         | N/A                         | "(Everything I Do) I Do It for You"   | "(Everything I Do) I Do It for You"   | "(Everything I Do) I Do It for You"   | "(Everything I Do) I Do It for You"   | "(Everything I Do) I Do It for You"   | "(Everything I Do) I Do It for You"   | "(Everything I Do) I Do It for You"   | "(Everything I Do) I Do It for You"   | "(Everything I Do) I Do It for You"   | "(Everything I Do) I Do It for You"   | "(Everything I Do) I Do It for You"   | "(Everything I Do) I Do It for You"   | "(Everything I Do) I Do It for You"   | "(Everything I Do) I Do It for You"   | "(Everything I Do) I Do It for You"   | "(Everything I Do) I Do It for You"   | "(Everything I Do) I Do It for You"   | "(Everything I Do) I Do It for You"   | "(Everything I Do) I Do It for You"   | "(Everything I Do) I Do It for You"   | "(Everything I Do) I Do It for You"   | "(Everything I Do) I Do It for You"   | "(Everything I Do) I Do It for You"   | "(Everything I Do) I Do It for You"   | "(Everything I Do) I Do It for You"   | "(Everything I Do) I Do It for You"   | "(Everything I Do) I Do It for You"   | "(Everything I Do) I Do It for You"   | "(Everything I Do) I Do It for You"   | "(Everything I Do) I Do It for You"   | "(Everything I Do) I Do It for You"   | "(Everything I Do) I Do It for You"   | "(Everything I Do) I Do It for You"   | "(Everything I Do) I Do It for You"   | "(Everything I Do) I Do It for You"   | "(Everything I Do) I Do It for You"   | "(Everything I Do) I Do It for You"   | "(Everything I Do) I Do It for You"   | "(Everything I Do) I Do It for You"   | "(Everything I Do) I Do It for You"   | "(Everything I Do) I Do It for You"   | "(Everything I Do) I Do It for You"   | "(Everything I Do) I Do It for You"   | "(Everything I Do) I Do It for You"   | "(Everything I Do) I Do It for You"   | "(Everything I Do) I Do It for You"   | "(Everything I Do) I Do It for You"   | "(Everything I Do) I Do It for You"   | "(Everything I Do) I Do It for You"   | "(Everything I Do) I Do It for You"   | "(Everything I Do) I Do It for You"   | "(Everything I Do) I Do It for You"   | "(Everything I Do) I Do It for You"   | "(Everything I Do) I Do It for You"   | "(Everything I Do) I Do It for You"   | "(Everything I Do) I Do It for You"   | "(Everything I Do) I Do It for You"   | "(Everything I Do) I Do It for You"   | "(Everything I Do) I Do It for You"   | "(Everything I Do) I Do It for You"   | "(Everything I Do) I Do It for You"   | "(Everything I Do) I Do It for You"   | "(Everything I Do) I Do It for You"   | "(Everything I Do) I Do It for You"   | "(Everything I Do) I Do It for You"   | "(Everything I Do) I Do It for You"   | "(Everything I Do) I Do It for You"   | "(Everything I Do) I Do It for You"   | "(Everything I Do) I Do It for You"   | "(Everything I Do) I Do It for You"   | "(Everything I Do) I Do It for You"   | "(Everything I Do) I Do It for You"   | "(Everything I Do) I Do It for You"   | "(Everything I Do) I Do It for You"   | "(Everything I Do) I Do It for You"   | "(Everything I Do) I Do It for You"   | "(Everything I Do) I Do It for You"   | "(Everything I Do) I Do It for You"   | "(Everything I Do) I Do It for You"   | "(Everything I Do) I Do It for You"   | "(Everything I Do) I Do It for You"   | "(Everything I Do) I Do It for You"   | "(Everything I Do) I Do It for You"   | "(Everything I Do) I Do It for You"   | "(Everything I Do) I Do It for You"   | "(Everything I Do) I Do It for You"   | "(Everything I Do) I Do It for You"   | "(Everything I Do) I Do It for You"   | "(Everything I Do) I Do It for You"   | "(Everything I Do) I Do It for You"   | "(Everything I Do) I Do It for You"   | "(Everything I Do) I Do It for You"   | "(Everything I Do) I Do It for You"   | "(Everything I Do) I Do It for You"   | "(Everything I Do) I Do It for You"   | "(Everything I Do) I Do It for You"   | "(Everything I Do) I Do It for You"   | "(Everything I Do) I Do It for You"   | "(Everything I Do) I Do It for You"   | "(Everything I Do) I Do It for You"   | "(Everything I Do) I Do It for You"   | "(Everything I Do) I Do It for You"   | "(Everything I Do) I Do It for You"   | "(Everything I Do) I Do It for You"   | "(Everything I Do) I Do It for You"   | "(Everything I Do) I Do It for You"   | "(Everything I Do) I Do It for You"   | "(Everything I Do) I Do It for You"   | "(Everything I Do) I Do It for You"   | "(Everything I Do) I Do It for You"   | "(Everything I Do) I Do It for You"   | "(Everything I Do) I Do It for You"   | "(Everything I Do) I Do It for You"   | "(Everything I Do) I Do It for You"   | "(Everything I Do) I Do It for You"   | "(Everything I Do) I Do It for You"   | "(Everything I Do) I Do It for You"   | "(Everything I Do) I Do It for You"   | "(Everything I Do) I Do It for You"   | "(Everything I Do) I Do It for You"   | "(Everything I Do) I Do It for You"   | "(Everything I Do) I Do It for You"   | "(Everything I Do) I Do It for You"   | "(Everything I Do) I Do It for You"   | "(Everything I Do) I Do It for You"   | "(Everything I Do) I Do It for You"   | "(Everything I Do) I Do It for You"   | "(Everything I Do) I Do It for You"   | "(Everything I Do) I Do It for You"   | "(Everything I Do) I Do It for You"   | Bryan Adams            | Bryan Adams            | Bryan Adams            | Bryan Adams            | Bryan Adams            | Bryan Adams            | Bryan Adams            | Bryan Adams            | Bryan Adams            | Bryan Adams            | Bryan Adams            | Bryan Adams            | Bryan Adams            | Bryan Adams            | Bryan Adams            | Bryan Adams            | Bryan Adams            | Bryan Adams            | Bryan Adams            | Bryan Adams            | Bryan Adams            | Bryan Adams            | Bryan Adams            | Bryan Adams            | Bryan Adams            | Bryan Adams            | Bryan Adams            | Bryan Adams            | Bryan Adams            | Bryan Adams            | Bryan Adams            | Bryan Adams            | Bryan Adams            | Bryan Adams            | Bryan Adams            | Bryan Adams            | Bryan Adams            | Bryan Adams            | Bryan Adams            | Bryan Adams            | Bryan Adams            | Bryan Adams            | Bryan Adams            | Bryan Adams            | Bryan Adams            | Bryan Adams            | Bryan Adams            | Bryan Adams            | Bryan Adams            | Bryan Adams            | Bryan Adams            | Bryan Adams            | Bryan Adams            | Bryan Adams            | Bryan Adams            | Bryan Adams            | Bryan Adams            | Bryan Adams            | Bryan Adams            | Bryan Adams            | Bryan Adams            | Bryan Adams            | Bryan Adams            | Bryan Adams            | Bryan Adams            | Bryan Adams            | Bryan Adams            | Bryan Adams            | Bryan Adams            | Bryan Adams            | Bryan Adams            | Bryan Adams            | Bryan Adams            | Bryan Adams            | Bryan Adams            | Bryan Adams            | Bryan Adams            | Bryan Adams            | Bryan Adams            | Bryan Adams            | Bryan Adams            | Bryan Adams            | Bryan Adams            | Bryan Adams            | Bryan Adams            | Bryan Adams            | Bryan Adams            | Bryan Adams            | Bryan Adams            | Bryan Adams            | Bryan Adams            | Bryan Adams            | Bryan Adams            | Bryan Adams            | Bryan Adams            | Bryan Adams            | Bryan Adams            | Bryan Adams            | Bryan Adams            | Bryan Adams            | N/A    | N/A    | N/A    | N/A    | N/A    | N/A    | N/A    | N/A    | N/A    | N/A    | N/A    | N/A    | N/A    | N/A    | N/A    | N/A    | N/A    | N/A    | N/A    | N/A    | N/A    | N/A    | N/A    | N/A    | N/A    | N/A    | N/A    | N/A    | N/A    | N/A    | N/A    | N/A    | N/A    | N/A    | N/A    | N/A    | N/A    | N/A    | N/A    | N/A    | N/A    | N/A    | N/A    | N/A    | N/A    | N/A    | N/A    | N/A    | N/A    | N/A    | N/A    | N/A    | N/A    | N/A    | N/A    | N/A    | N/A    | N/A    | N/A    | N/A    | N/A    | N/A    | N/A    | N/A    | N/A    | N/A    | N/A    | N/A    | N/A    | N/A    | N/A    | N/A    | N/A    | N/A    | N/A    | N/A    | N/A    | N/A    | N/A    | N/A    | N/A    | N/A    | N/A    | N/A    | N/A    | N/A    | N/A    | N/A    | N/A    | N/A    | N/A    | N/A    | N/A    | N/A    | N/A    | N/A    | N/A    | N/A    | N/A    | N/A    | Selezionato | Selezionato | Selezionato | Selezionato | Selezionato | Selezionato | Selezionato | Selezionato | Selezionato | Selezionato | Selezionato | Selezionato | Selezionato | Selezionato | Selezionato | Selezionato | Selezionato | Selezionato | Selezionato | Selezionato | Selezionato | Selezionato | Selezionato | Selezionato | Selezionato | Selezionato | Selezionato | Selezionato | Selezionato | Selezionato | Selezionato | Selezionato | Selezionato | Selezionato | Selezionato | Selezionato | Selezionato | Selezionato | Selezionato | Selezionato | Selezionato | Selezionato | Selezionato | Selezionato | Selezionato | Selezionato | Selezionato | Selezionato | Selezionato | Selezionato | Selezionato | Selezionato | Selezionato | Selezionato | Selezionato | Selezionato | Selezionato | Selezionato | Selezionato | Selezionato | Selezionato | Selezionato | Selezionato | Selezionato | Selezionato | Selezionato | Selezionato | Selezionato | Selezionato | Selezionato |
| Top 50             | Top 50             | Top 50             | Top 50             | Top 50             | Top 50             | Top 50             | Top 50             | Top 50             | Top 50             | Top 50             | Top 50             | Top 50             | Top 50             | Top 50             | Top 50             | Top 50             | Top 50             | Top 50             | Top 50             | Top 50             | Top 50             | Top 50             | Top 50             | Top 50             | Top 50             | Top 50             | Top 50             | Top 50             | Top 50             | Top 50             | Top 50             | Top 50             | Top 50             | Top 50             | Top 50             | Top 50             | Top 50             | Top 50             | Top 50             | Top 50             | Top 50             | Top 50             | Top 50             | Top 50             | Top 50             | Top 50             | Top 50             | Top 50             | Top 50             | Top 50             | Top 50             | Top 50             | Top 50             | Top 50             | Top 50             | Top 50             | Top 50             | Top 50             | Top 50             | Top 50             | Top 50             | Top 50             | Top 50             | Top 50             | Top 50             | Top 50             | Top 50             | Top 50             | Top 50             | Top 50             | Top 50             | Top 50             | Top 50             | Top 50             | Top 50             | Top 50             | Top 50             | Top 50             | Top 50             | Top 50             | Top 50             | Top 50             | Top 50             | Top 50             | Top 50             | Top 50             | Top 50             | Top 50             | Top 50             | N/A                         | N/A                         | N/A                         | N/A                         | N/A                         | N/A                         | N/A                         | N/A                         | N/A                         | N/A                         | N/A                         | N/A                         | N/A                         | N/A                         | N/A                         | N/A                         | N/A                         | N/A                         | N/A                         | N/A                         | N/A                         | N/A                         | N/A                         | N/A                         | N/A                         | N/A                         | N/A                         | N/A                         | N/A                         | N/A                         | N/A                         | N/A                         | N/A                         | N/A                         | N/A                         | N/A                         | N/A                         | N/A                         | N/A                         | N/A                         | N/A                         | N/A                         | N/A                         | N/A                         | N/A                         | N/A                         | N/A                         | N/A                         | N/A                         | N/A                         | N/A                         | N/A                         | N/A                         | N/A                         | N/A                         | N/A                         | N/A                         | N/A                         | N/A                         | N/A                         | N/A                         | N/A                         | N/A                         | N/A                         | N/A                         | N/A                         | N/A                         | N/A                         | N/A                         | N/A                         | N/A                         | N/A                         | N/A                         | N/A                         | N/A                         | N/A                         | N/A                         | N/A                         | N/A                         | N/A                         | N/A                         | N/A                         | N/A                         | N/A                         | N/A                         | N/A                         | N/A                         | N/A                         | N/A                         | N/A                         | N/A                         | N/A                         | N/A                         | N/A                         | N/A                         | N/A                         | N/A                         | N/A                         | N/A                         | N/A                         | "I'll Be"                             | "I'll Be"                             | "I'll Be"                             | "I'll Be"                             | "I'll Be"                             | "I'll Be"                             | "I'll Be"                             | "I'll Be"                             | "I'll Be"                             | "I'll Be"                             | "I'll Be"                             | "I'll Be"                             | "I'll Be"                             | "I'll Be"                             | "I'll Be"                             | "I'll Be"                             | "I'll Be"                             | "I'll Be"                             | "I'll Be"                             | "I'll Be"                             | "I'll Be"                             | "I'll Be"                             | "I'll Be"                             | "I'll Be"                             | "I'll Be"                             | "I'll Be"                             | "I'll Be"                             | "I'll Be"                             | "I'll Be"                             | "I'll Be"                             | "I'll Be"                             | "I'll Be"                             | "I'll Be"                             | "I'll Be"                             | "I'll Be"                             | "I'll Be"                             | "I'll Be"                             | "I'll Be"                             | "I'll Be"                             | "I'll Be"                             | "I'll Be"                             | "I'll Be"                             | "I'll Be"                             | "I'll Be"                             | "I'll Be"                             | "I'll Be"                             | "I'll Be"                             | "I'll Be"                             | "I'll Be"                             | "I'll Be"                             | "I'll Be"                             | "I'll Be"                             | "I'll Be"                             | "I'll Be"                             | "I'll Be"                             | "I'll Be"                             | "I'll Be"                             | "I'll Be"                             | "I'll Be"                             | "I'll Be"                             | "I'll Be"                             | "I'll Be"                             | "I'll Be"                             | "I'll Be"                             | "I'll Be"                             | "I'll Be"                             | "I'll Be"                             | "I'll Be"                             | "I'll Be"                             | "I'll Be"                             | "I'll Be"                             | "I'll Be"                             | "I'll Be"                             | "I'll Be"                             | "I'll Be"                             | "I'll Be"                             | "I'll Be"                             | "I'll Be"                             | "I'll Be"                             | "I'll Be"                             | "I'll Be"                             | "I'll Be"                             | "I'll Be"                             | "I'll Be"                             | "I'll Be"                             | "I'll Be"                             | "I'll Be"                             | "I'll Be"                             | "I'll Be"                             | "I'll Be"                             | "I'll Be"                             | "I'll Be"                             | "I'll Be"                             | "I'll Be"                             | "I'll Be"                             | "I'll Be"                             | "I'll Be"                             | "I'll Be"                             | "I'll Be"                             | "I'll Be"                             | "I'll Be"                             | "I'll Be"                             | "I'll Be"                             | "I'll Be"                             | "I'll Be"                             | "I'll Be"                             | "I'll Be"                             | "I'll Be"                             | "I'll Be"                             | "I'll Be"                             | "I'll Be"                             | "I'll Be"                             | "I'll Be"                             | "I'll Be"                             | "I'll Be"                             | "I'll Be"                             | "I'll Be"                             | "I'll Be"                             | "I'll Be"                             | "I'll Be"                             | "I'll Be"                             | "I'll Be"                             | "I'll Be"                             | "I'll Be"                             | "I'll Be"                             | "I'll Be"                             | "I'll Be"                             | "I'll Be"                             | "I'll Be"                             | "I'll Be"                             | Edwin McCain           | Edwin McCain           | Edwin McCain           | Edwin McCain           | Edwin McCain           | Edwin McCain           | Edwin McCain           | Edwin McCain           | Edwin McCain           | Edwin McCain           | Edwin McCain           | Edwin McCain           | Edwin McCain           | Edwin McCain           | Edwin McCain           | Edwin McCain           | Edwin McCain           | Edwin McCain           | Edwin McCain           | Edwin McCain           | Edwin McCain           | Edwin McCain           | Edwin McCain           | Edwin McCain           | Edwin McCain           | Edwin McCain           | Edwin McCain           | Edwin McCain           | Edwin McCain           | Edwin McCain           | Edwin McCain           | Edwin McCain           | Edwin McCain           | Edwin McCain           | Edwin McCain           | Edwin McCain           | Edwin McCain           | Edwin McCain           | Edwin McCain           | Edwin McCain           | Edwin McCain           | Edwin McCain           | Edwin McCain           | Edwin McCain           | Edwin McCain           | Edwin McCain           | Edwin McCain           | Edwin McCain           | Edwin McCain           | Edwin McCain           | Edwin McCain           | Edwin McCain           | Edwin McCain           | Edwin McCain           | Edwin McCain           | Edwin McCain           | Edwin McCain           | Edwin McCain           | Edwin McCain           | Edwin McCain           | Edwin McCain           | Edwin McCain           | Edwin McCain           | Edwin McCain           | Edwin McCain           | Edwin McCain           | Edwin McCain           | Edwin McCain           | Edwin McCain           | Edwin McCain           | Edwin McCain           | Edwin McCain           | Edwin McCain           | Edwin McCain           | Edwin McCain           | Edwin McCain           | Edwin McCain           | Edwin McCain           | Edwin McCain           | Edwin McCain           | Edwin McCain           | Edwin McCain           | Edwin McCain           | Edwin McCain           | Edwin McCain           | Edwin McCain           | Edwin McCain           | Edwin McCain           | Edwin McCain           | Edwin McCain           | Edwin McCain           | Edwin McCain           | Edwin McCain           | Edwin McCain           | Edwin McCain           | Edwin McCain           | Edwin McCain           | Edwin McCain           | Edwin McCain           | Edwin McCain           | N/A    | N/A    | N/A    | N/A    | N/A    | N/A    | N/A    | N/A    | N/A    | N/A    | N/A    | N/A    | N/A    | N/A    | N/A    | N/A    | N/A    | N/A    | N/A    | N/A    | N/A    | N/A    | N/A    | N/A    | N/A    | N/A    | N/A    | N/A    | N/A    | N/A    | N/A    | N/A    | N/A    | N/A    | N/A    | N/A    | N/A    | N/A    | N/A    | N/A    | N/A    | N/A    | N/A    | N/A    | N/A    | N/A    | N/A    | N/A    | N/A    | N/A    | N/A    | N/A    | N/A    | N/A    | N/A    | N/A    | N/A    | N/A    | N/A    | N/A    | N/A    | N/A    | N/A    | N/A    | N/A    | N/A    | N/A    | N/A    | N/A    | N/A    | N/A    | N/A    | N/A    | N/A    | N/A    | N/A    | N/A    | N/A    | N/A    | N/A    | N/A    | N/A    | N/A    | N/A    | N/A    | N/A    | N/A    | N/A    | N/A    | N/A    | N/A    | N/A    | N/A    | N/A    | N/A    | N/A    | N/A    | N/A    | N/A    | N/A    | Selezionato | Selezionato | Selezionato | Selezionato | Selezionato | Selezionato | Selezionato | Selezionato | Selezionato | Selezionato | Selezionato | Selezionato | Selezionato | Selezionato | Selezionato | Selezionato | Selezionato | Selezionato | Selezionato | Selezionato | Selezionato | Selezionato | Selezionato | Selezionato | Selezionato | Selezionato | Selezionato | Selezionato | Selezionato | Selezionato | Selezionato | Selezionato | Selezionato | Selezionato | Selezionato | Selezionato | Selezionato | Selezionato | Selezionato | Selezionato | Selezionato | Selezionato | Selezionato | Selezionato | Selezionato | Selezionato | Selezionato | Selezionato | Selezionato | Selezionato | Selezionato | Selezionato | Selezionato | Selezionato | Selezionato | Selezionato | Selezionato | Selezionato | Selezionato | Selezionato | Selezionato | Selezionato | Selezionato | Selezionato | Selezionato | Selezionato | Selezionato | Selezionato | Selezionato | Selezionato |
| Top 24 (12 Uomini) | Top 24 (12 Uomini) | Top 24 (12 Uomini) | Top 24 (12 Uomini) | Top 24 (12 Uomini) | Top 24 (12 Uomini) | Top 24 (12 Uomini) | Top 24 (12 Uomini) | Top 24 (12 Uomini) | Top 24 (12 Uomini) | Top 24 (12 Uomini) | Top 24 (12 Uomini) | Top 24 (12 Uomini) | Top 24 (12 Uomini) | Top 24 (12 Uomini) | Top 24 (12 Uomini) | Top 24 (12 Uomini) | Top 24 (12 Uomini) | Top 24 (12 Uomini) | Top 24 (12 Uomini) | Top 24 (12 Uomini) | Top 24 (12 Uomini) | Top 24 (12 Uomini) | Top 24 (12 Uomini) | Top 24 (12 Uomini) | Top 24 (12 Uomini) | Top 24 (12 Uomini) | Top 24 (12 Uomini) | Top 24 (12 Uomini) | Top 24 (12 Uomini) | Top 24 (12 Uomini) | Top 24 (12 Uomini) | Top 24 (12 Uomini) | Top 24 (12 Uomini) | Top 24 (12 Uomini) | Top 24 (12 Uomini) | Top 24 (12 Uomini) | Top 24 (12 Uomini) | Top 24 (12 Uomini) | Top 24 (12 Uomini) | Top 24 (12 Uomini) | Top 24 (12 Uomini) | Top 24 (12 Uomini) | Top 24 (12 Uomini) | Top 24 (12 Uomini) | Top 24 (12 Uomini) | Top 24 (12 Uomini) | Top 24 (12 Uomini) | Top 24 (12 Uomini) | Top 24 (12 Uomini) | Top 24 (12 Uomini) | Top 24 (12 Uomini) | Top 24 (12 Uomini) | Top 24 (12 Uomini) | Top 24 (12 Uomini) | Top 24 (12 Uomini) | Top 24 (12 Uomini) | Top 24 (12 Uomini) | Top 24 (12 Uomini) | Top 24 (12 Uomini) | Top 24 (12 Uomini) | Top 24 (12 Uomini) | Top 24 (12 Uomini) | Top 24 (12 Uomini) | Top 24 (12 Uomini) | Top 24 (12 Uomini) | Top 24 (12 Uomini) | Top 24 (12 Uomini) | Top 24 (12 Uomini) | Top 24 (12 Uomini) | Top 24 (12 Uomini) | Top 24 (12 Uomini) | Top 24 (12 Uomini) | Top 24 (12 Uomini) | Top 24 (12 Uomini) | Top 24 (12 Uomini) | Top 24 (12 Uomini) | Top 24 (12 Uomini) | Top 24 (12 Uomini) | Top 24 (12 Uomini) | Top 24 (12 Uomini) | Top 24 (12 Uomini) | Top 24 (12 Uomini) | Top 24 (12 Uomini) | Top 24 (12 Uomini) | Top 24 (12 Uomini) | Top 24 (12 Uomini) | Top 24 (12 Uomini) | Top 24 (12 Uomini) | Top 24 (12 Uomini) | The 1960s                   | The 1960s                   | The 1960s                   | The 1960s                   | The 1960s                   | The 1960s                   | The 1960s                   | The 1960s                   | The 1960s                   | The 1960s                   | The 1960s                   | The 1960s                   | The 1960s                   | The 1960s                   | The 1960s                   | The 1960s                   | The 1960s                   | The 1960s                   | The 1960s                   | The 1960s                   | The 1960s                   | The 1960s                   | The 1960s                   | The 1960s                   | The 1960s                   | The 1960s                   | The 1960s                   | The 1960s                   | The 1960s                   | The 1960s                   | The 1960s                   | The 1960s                   | The 1960s                   | The 1960s                   | The 1960s                   | The 1960s                   | The 1960s                   | The 1960s                   | The 1960s                   | The 1960s                   | The 1960s                   | The 1960s                   | The 1960s                   | The 1960s                   | The 1960s                   | The 1960s                   | The 1960s                   | The 1960s                   | The 1960s                   | The 1960s                   | The 1960s                   | The 1960s                   | The 1960s                   | The 1960s                   | The 1960s                   | The 1960s                   | The 1960s                   | The 1960s                   | The 1960s                   | The 1960s                   | The 1960s                   | The 1960s                   | The 1960s                   | The 1960s                   | The 1960s                   | The 1960s                   | The 1960s                   | The 1960s                   | The 1960s                   | The 1960s                   | The 1960s                   | The 1960s                   | The 1960s                   | The 1960s                   | The 1960s                   | The 1960s                   | The 1960s                   | The 1960s                   | The 1960s                   | The 1960s                   | The 1960s                   | The 1960s                   | The 1960s                   | The 1960s                   | The 1960s                   | The 1960s                   | The 1960s                   | The 1960s                   | The 1960s                   | The 1960s                   | The 1960s                   | The 1960s                   | The 1960s                   | The 1960s                   | The 1960s                   | The 1960s                   | The 1960s                   | The 1960s                   | The 1960s                   | The 1960s                   | "Happy Together"                      | "Happy Together"                      | "Happy Together"                      | "Happy Together"                      | "Happy Together"                      | "Happy Together"                      | "Happy Together"                      | "Happy Together"                      | "Happy Together"                      | "Happy Together"                      | "Happy Together"                      | "Happy Together"                      | "Happy Together"                      | "Happy Together"                      | "Happy Together"                      | "Happy Together"                      | "Happy Together"                      | "Happy Together"                      | "Happy Together"                      | "Happy Together"                      | "Happy Together"                      | "Happy Together"                      | "Happy Together"                      | "Happy Together"                      | "Happy Together"                      | "Happy Together"                      | "Happy Together"                      | "Happy Together"                      | "Happy Together"                      | "Happy Together"                      | "Happy Together"                      | "Happy Together"                      | "Happy Together"                      | "Happy Together"                      | "Happy Together"                      | "Happy Together"                      | "Happy Together"                      | "Happy Together"                      | "Happy Together"                      | "Happy Together"                      | "Happy Together"                      | "Happy Together"                      | "Happy Together"                      | "Happy Together"                      | "Happy Together"                      | "Happy Together"                      | "Happy Together"                      | "Happy Together"                      | "Happy Together"                      | "Happy Together"                      | "Happy Together"                      | "Happy Together"                      | "Happy Together"                      | "Happy Together"                      | "Happy Together"                      | "Happy Together"                      | "Happy Together"                      | "Happy Together"                      | "Happy Together"                      | "Happy Together"                      | "Happy Together"                      | "Happy Together"                      | "Happy Together"                      | "Happy Together"                      | "Happy Together"                      | "Happy Together"                      | "Happy Together"                      | "Happy Together"                      | "Happy Together"                      | "Happy Together"                      | "Happy Together"                      | "Happy Together"                      | "Happy Together"                      | "Happy Together"                      | "Happy Together"                      | "Happy Together"                      | "Happy Together"                      | "Happy Together"                      | "Happy Together"                      | "Happy Together"                      | "Happy Together"                      | "Happy Together"                      | "Happy Together"                      | "Happy Together"                      | "Happy Together"                      | "Happy Together"                      | "Happy Together"                      | "Happy Together"                      | "Happy Together"                      | "Happy Together"                      | "Happy Together"                      | "Happy Together"                      | "Happy Together"                      | "Happy Together"                      | "Happy Together"                      | "Happy Together"                      | "Happy Together"                      | "Happy Together"                      | "Happy Together"                      | "Happy Together"                      | "Happy Together"                      | "Happy Together"                      | "Happy Together"                      | "Happy Together"                      | "Happy Together"                      | "Happy Together"                      | "Happy Together"                      | "Happy Together"                      | "Happy Together"                      | "Happy Together"                      | "Happy Together"                      | "Happy Together"                      | "Happy Together"                      | "Happy Together"                      | "Happy Together"                      | "Happy Together"                      | "Happy Together"                      | "Happy Together"                      | "Happy Together"                      | "Happy Together"                      | "Happy Together"                      | "Happy Together"                      | "Happy Together"                      | "Happy Together"                      | "Happy Together"                      | "Happy Together"                      | "Happy Together"                      | "Happy Together"                      | "Happy Together"                      | "Happy Together"                      | The Turtles            | The Turtles            | The Turtles            | The Turtles            | The Turtles            | The Turtles            | The Turtles            | The Turtles            | The Turtles            | The Turtles            | The Turtles            | The Turtles            | The Turtles            | The Turtles            | The Turtles            | The Turtles            | The Turtles            | The Turtles            | The Turtles            | The Turtles            | The Turtles            | The Turtles            | The Turtles            | The Turtles            | The Turtles            | The Turtles            | The Turtles            | The Turtles            | The Turtles            | The Turtles            | The Turtles            | The Turtles            | The Turtles            | The Turtles            | The Turtles            | The Turtles            | The Turtles            | The Turtles            | The Turtles            | The Turtles            | The Turtles            | The Turtles            | The Turtles            | The Turtles            | The Turtles            | The Turtles            | The Turtles            | The Turtles            | The Turtles            | The Turtles            | The Turtles            | The Turtles            | The Turtles            | The Turtles            | The Turtles            | The Turtles            | The Turtles            | The Turtles            | The Turtles            | The Turtles            | The Turtles            | The Turtles            | The Turtles            | The Turtles            | The Turtles            | The Turtles            | The Turtles            | The Turtles            | The Turtles            | The Turtles            | The Turtles            | The Turtles            | The Turtles            | The Turtles            | The Turtles            | The Turtles            | The Turtles            | The Turtles            | The Turtles            | The Turtles            | The Turtles            | The Turtles            | The Turtles            | The Turtles            | The Turtles            | The Turtles            | The Turtles            | The Turtles            | The Turtles            | The Turtles            | The Turtles            | The Turtles            | The Turtles            | The Turtles            | The Turtles            | The Turtles            | The Turtles            | The Turtles            | The Turtles            | The Turtles            | 3      | 3      | 3      | 3      | 3      | 3      | 3      | 3      | 3      | 3      | 3      | 3      | 3      | 3      | 3      | 3      | 3      | 3      | 3      | 3      | 3      | 3      | 3      | 3      | 3      | 3      | 3      | 3      | 3      | 3      | 3      | 3      | 3      | 3      | 3      | 3      | 3      | 3      | 3      | 3      | 3      | 3      | 3      | 3      | 3      | 3      | 3      | 3      | 3      | 3      | 3      | 3      | 3      | 3      | 3      | 3      | 3      | 3      | 3      | 3      | 3      | 3      | 3      | 3      | 3      | 3      | 3      | 3      | 3      | 3      | 3      | 3      | 3      | 3      | 3      | 3      | 3      | 3      | 3      | 3      | 3      | 3      | 3      | 3      | 3      | 3      | 3      | 3      | 3      | 3      | 3      | 3      | 3      | 3      | 3      | 3      | 3      | 3      | 3      | 3      | Salvo       | Salvo       | Salvo       | Salvo       | Salvo       | Salvo       | Salvo       | Salvo       | Salvo       | Salvo       | Salvo       | Salvo       | Salvo       | Salvo       | Salvo       | Salvo       | Salvo       | Salvo       | Salvo       | Salvo       | Salvo       | Salvo       | Salvo       | Salvo       | Salvo       | Salvo       | Salvo       | Salvo       | Salvo       | Salvo       | Salvo       | Salvo       | Salvo       | Salvo       | Salvo       | Salvo       | Salvo       | Salvo       | Salvo       | Salvo       | Salvo       | Salvo       | Salvo       | Salvo       | Salvo       | Salvo       | Salvo       | Salvo       | Salvo       | Salvo       | Salvo       | Salvo       | Salvo       | Salvo       | Salvo       | Salvo       | Salvo       | Salvo       | Salvo       | Salvo       | Salvo       | Salvo       | Salvo       | Salvo       | Salvo       | Salvo       | Salvo       | Salvo       | Salvo       | Salvo       |
| Top 20 (10 Uomini) | Top 20 (10 Uomini) | Top 20 (10 Uomini) | Top 20 (10 Uomini) | Top 20 (10 Uomini) | Top 20 (10 Uomini) | Top 20 (10 Uomini) | Top 20 (10 Uomini) | Top 20 (10 Uomini) | Top 20 (10 Uomini) | Top 20 (10 Uomini) | Top 20 (10 Uomini) | Top 20 (10 Uomini) | Top 20 (10 Uomini) | Top 20 (10 Uomini) | Top 20 (10 Uomini) | Top 20 (10 Uomini) | Top 20 (10 Uomini) | Top 20 (10 Uomini) | Top 20 (10 Uomini) | Top 20 (10 Uomini) | Top 20 (10 Uomini) | Top 20 (10 Uomini) | Top 20 (10 Uomini) | Top 20 (10 Uomini) | Top 20 (10 Uomini) | Top 20 (10 Uomini) | Top 20 (10 Uomini) | Top 20 (10 Uomini) | Top 20 (10 Uomini) | Top 20 (10 Uomini) | Top 20 (10 Uomini) | Top 20 (10 Uomini) | Top 20 (10 Uomini) | Top 20 (10 Uomini) | Top 20 (10 Uomini) | Top 20 (10 Uomini) | Top 20 (10 Uomini) | Top 20 (10 Uomini) | Top 20 (10 Uomini) | Top 20 (10 Uomini) | Top 20 (10 Uomini) | Top 20 (10 Uomini) | Top 20 (10 Uomini) | Top 20 (10 Uomini) | Top 20 (10 Uomini) | Top 20 (10 Uomini) | Top 20 (10 Uomini) | Top 20 (10 Uomini) | Top 20 (10 Uomini) | Top 20 (10 Uomini) | Top 20 (10 Uomini) | Top 20 (10 Uomini) | Top 20 (10 Uomini) | Top 20 (10 Uomini) | Top 20 (10 Uomini) | Top 20 (10 Uomini) | Top 20 (10 Uomini) | Top 20 (10 Uomini) | Top 20 (10 Uomini) | Top 20 (10 Uomini) | Top 20 (10 Uomini) | Top 20 (10 Uomini) | Top 20 (10 Uomini) | Top 20 (10 Uomini) | Top 20 (10 Uomini) | Top 20 (10 Uomini) | Top 20 (10 Uomini) | Top 20 (10 Uomini) | Top 20 (10 Uomini) | Top 20 (10 Uomini) | Top 20 (10 Uomini) | Top 20 (10 Uomini) | Top 20 (10 Uomini) | Top 20 (10 Uomini) | Top 20 (10 Uomini) | Top 20 (10 Uomini) | Top 20 (10 Uomini) | Top 20 (10 Uomini) | Top 20 (10 Uomini) | Top 20 (10 Uomini) | Top 20 (10 Uomini) | Top 20 (10 Uomini) | Top 20 (10 Uomini) | Top 20 (10 Uomini) | Top 20 (10 Uomini) | Top 20 (10 Uomini) | Top 20 (10 Uomini) | Top 20 (10 Uomini) | Top 20 (10 Uomini) | The 1970s                   | The 1970s                   | The 1970s                   | The 1970s                   | The 1970s                   | The 1970s                   | The 1970s                   | The 1970s                   | The 1970s                   | The 1970s                   | The 1970s                   | The 1970s                   | The 1970s                   | The 1970s                   | The 1970s                   | The 1970s                   | The 1970s                   | The 1970s                   | The 1970s                   | The 1970s                   | The 1970s                   | The 1970s                   | The 1970s                   | The 1970s                   | The 1970s                   | The 1970s                   | The 1970s                   | The 1970s                   | The 1970s                   | The 1970s                   | The 1970s                   | The 1970s                   | The 1970s                   | The 1970s                   | The 1970s                   | The 1970s                   | The 1970s                   | The 1970s                   | The 1970s                   | The 1970s                   | The 1970s                   | The 1970s                   | The 1970s                   | The 1970s                   | The 1970s                   | The 1970s                   | The 1970s                   | The 1970s                   | The 1970s                   | The 1970s                   | The 1970s                   | The 1970s                   | The 1970s                   | The 1970s                   | The 1970s                   | The 1970s                   | The 1970s                   | The 1970s                   | The 1970s                   | The 1970s                   | The 1970s                   | The 1970s                   | The 1970s                   | The 1970s                   | The 1970s                   | The 1970s                   | The 1970s                   | The 1970s                   | The 1970s                   | The 1970s                   | The 1970s                   | The 1970s                   | The 1970s                   | The 1970s                   | The 1970s                   | The 1970s                   | The 1970s                   | The 1970s                   | The 1970s                   | The 1970s                   | The 1970s                   | The 1970s                   | The 1970s                   | The 1970s                   | The 1970s                   | The 1970s                   | The 1970s                   | The 1970s                   | The 1970s                   | The 1970s                   | The 1970s                   | The 1970s                   | The 1970s                   | The 1970s                   | The 1970s                   | The 1970s                   | The 1970s                   | The 1970s                   | The 1970s                   | The 1970s                   | "All Right Now"                       | "All Right Now"                       | "All Right Now"                       | "All Right Now"                       | "All Right Now"                       | "All Right Now"                       | "All Right Now"                       | "All Right Now"                       | "All Right Now"                       | "All Right Now"                       | "All Right Now"                       | "All Right Now"                       | "All Right Now"                       | "All Right Now"                       | "All Right Now"                       | "All Right Now"                       | "All Right Now"                       | "All Right Now"                       | "All Right Now"                       | "All Right Now"                       | "All Right Now"                       | "All Right Now"                       | "All Right Now"                       | "All Right Now"                       | "All Right Now"                       | "All Right Now"                       | "All Right Now"                       | "All Right Now"                       | "All Right Now"                       | "All Right Now"                       | "All Right Now"                       | "All Right Now"                       | "All Right Now"                       | "All Right Now"                       | "All Right Now"                       | "All Right Now"                       | "All Right Now"                       | "All Right Now"                       | "All Right Now"                       | "All Right Now"                       | "All Right Now"                       | "All Right Now"                       | "All Right Now"                       | "All Right Now"                       | "All Right Now"                       | "All Right Now"                       | "All Right Now"                       | "All Right Now"                       | "All Right Now"                       | "All Right Now"                       | "All Right Now"                       | "All Right Now"                       | "All Right Now"                       | "All Right Now"                       | "All Right Now"                       | "All Right Now"                       | "All Right Now"                       | "All Right Now"                       | "All Right Now"                       | "All Right Now"                       | "All Right Now"                       | "All Right Now"                       | "All Right Now"                       | "All Right Now"                       | "All Right Now"                       | "All Right Now"                       | "All Right Now"                       | "All Right Now"                       | "All Right Now"                       | "All Right Now"                       | "All Right Now"                       | "All Right Now"                       | "All Right Now"                       | "All Right Now"                       | "All Right Now"                       | "All Right Now"                       | "All Right Now"                       | "All Right Now"                       | "All Right Now"                       | "All Right Now"                       | "All Right Now"                       | "All Right Now"                       | "All Right Now"                       | "All Right Now"                       | "All Right Now"                       | "All Right Now"                       | "All Right Now"                       | "All Right Now"                       | "All Right Now"                       | "All Right Now"                       | "All Right Now"                       | "All Right Now"                       | "All Right Now"                       | "All Right Now"                       | "All Right Now"                       | "All Right Now"                       | "All Right Now"                       | "All Right Now"                       | "All Right Now"                       | "All Right Now"                       | "All Right Now"                       | "All Right Now"                       | "All Right Now"                       | "All Right Now"                       | "All Right Now"                       | "All Right Now"                       | "All Right Now"                       | "All Right Now"                       | "All Right Now"                       | "All Right Now"                       | "All Right Now"                       | "All Right Now"                       | "All Right Now"                       | "All Right Now"                       | "All Right Now"                       | "All Right Now"                       | "All Right Now"                       | "All Right Now"                       | "All Right Now"                       | "All Right Now"                       | "All Right Now"                       | "All Right Now"                       | "All Right Now"                       | "All Right Now"                       | "All Right Now"                       | "All Right Now"                       | "All Right Now"                       | "All Right Now"                       | "All Right Now"                       | "All Right Now"                       | Free                   | Free                   | Free                   | Free                   | Free                   | Free                   | Free                   | Free                   | Free                   | Free                   | Free                   | Free                   | Free                   | Free                   | Free                   | Free                   | Free                   | Free                   | Free                   | Free                   | Free                   | Free                   | Free                   | Free                   | Free                   | Free                   | Free                   | Free                   | Free                   | Free                   | Free                   | Free                   | Free                   | Free                   | Free                   | Free                   | Free                   | Free                   | Free                   | Free                   | Free                   | Free                   | Free                   | Free                   | Free                   | Free                   | Free                   | Free                   | Free                   | Free                   | Free                   | Free                   | Free                   | Free                   | Free                   | Free                   | Free                   | Free                   | Free                   | Free                   | Free                   | Free                   | Free                   | Free                   | Free                   | Free                   | Free                   | Free                   | Free                   | Free                   | Free                   | Free                   | Free                   | Free                   | Free                   | Free                   | Free                   | Free                   | Free                   | Free                   | Free                   | Free                   | Free                   | Free                   | Free                   | Free                   | Free                   | Free                   | Free                   | Free                   | Free                   | Free                   | Free                   | Free                   | Free                   | Free                   | Free                   | Free                   | Free                   | Free                   | 9      | 9      | 9      | 9      | 9      | 9      | 9      | 9      | 9      | 9      | 9      | 9      | 9      | 9      | 9      | 9      | 9      | 9      | 9      | 9      | 9      | 9      | 9      | 9      | 9      | 9      | 9      | 9      | 9      | 9      | 9      | 9      | 9      | 9      | 9      | 9      | 9      | 9      | 9      | 9      | 9      | 9      | 9      | 9      | 9      | 9      | 9      | 9      | 9      | 9      | 9      | 9      | 9      | 9      | 9      | 9      | 9      | 9      | 9      | 9      | 9      | 9      | 9      | 9      | 9      | 9      | 9      | 9      | 9      | 9      | 9      | 9      | 9      | 9      | 9      | 9      | 9      | 9      | 9      | 9      | 9      | 9      | 9      | 9      | 9      | 9      | 9      | 9      | 9      | 9      | 9      | 9      | 9      | 9      | 9      | 9      | 9      | 9      | 9      | 9      | Safe        | Safe        | Safe        | Safe        | Safe        | Safe        | Safe        | Safe        | Safe        | Safe        | Safe        | Safe        | Safe        | Safe        | Safe        | Safe        | Safe        | Safe        | Safe        | Safe        | Safe        | Safe        | Safe        | Safe        | Safe        | Safe        | Safe        | Safe        | Safe        | Safe        | Safe        | Safe        | Safe        | Safe        | Safe        | Safe        | Safe        | Safe        | Safe        | Safe        | Safe        | Safe        | Safe        | Safe        | Safe        | Safe        | Safe        | Safe        | Safe        | Safe        | Safe        | Safe        | Safe        | Safe        | Safe        | Safe        | Safe        | Safe        | Safe        | Safe        | Safe        | Safe        | Safe        | Safe        | Safe        | Safe        | Safe        | Safe        | Safe        | Safe        |
| Top 16 (8 Uomini)  | Top 16 (8 Uomini)  | Top 16 (8 Uomini)  | Top 16 (8 Uomini)  | Top 16 (8 Uomini)  | Top 16 (8 Uomini)  | Top 16 (8 Uomini)  | Top 16 (8 Uomini)  | Top 16 (8 Uomini)  | Top 16 (8 Uomini)  | Top 16 (8 Uomini)  | Top 16 (8 Uomini)  | Top 16 (8 Uomini)  | Top 16 (8 Uomini)  | Top 16 (8 Uomini)  | Top 16 (8 Uomini)  | Top 16 (8 Uomini)  | Top 16 (8 Uomini)  | Top 16 (8 Uomini)  | Top 16 (8 Uomini)  | Top 16 (8 Uomini)  | Top 16 (8 Uomini)  | Top 16 (8 Uomini)  | Top 16 (8 Uomini)  | Top 16 (8 Uomini)  | Top 16 (8 Uomini)  | Top 16 (8 Uomini)  | Top 16 (8 Uomini)  | Top 16 (8 Uomini)  | Top 16 (8 Uomini)  | Top 16 (8 Uomini)  | Top 16 (8 Uomini)  | Top 16 (8 Uomini)  | Top 16 (8 Uomini)  | Top 16 (8 Uomini)  | Top 16 (8 Uomini)  | Top 16 (8 Uomini)  | Top 16 (8 Uomini)  | Top 16 (8 Uomini)  | Top 16 (8 Uomini)  | Top 16 (8 Uomini)  | Top 16 (8 Uomini)  | Top 16 (8 Uomini)  | Top 16 (8 Uomini)  | Top 16 (8 Uomini)  | Top 16 (8 Uomini)  | Top 16 (8 Uomini)  | Top 16 (8 Uomini)  | Top 16 (8 Uomini)  | Top 16 (8 Uomini)  | Top 16 (8 Uomini)  | Top 16 (8 Uomini)  | Top 16 (8 Uomini)  | Top 16 (8 Uomini)  | Top 16 (8 Uomini)  | Top 16 (8 Uomini)  | Top 16 (8 Uomini)  | Top 16 (8 Uomini)  | Top 16 (8 Uomini)  | Top 16 (8 Uomini)  | Top 16 (8 Uomini)  | Top 16 (8 Uomini)  | Top 16 (8 Uomini)  | Top 16 (8 Uomini)  | Top 16 (8 Uomini)  | Top 16 (8 Uomini)  | Top 16 (8 Uomini)  | Top 16 (8 Uomini)  | Top 16 (8 Uomini)  | Top 16 (8 Uomini)  | Top 16 (8 Uomini)  | Top 16 (8 Uomini)  | Top 16 (8 Uomini)  | Top 16 (8 Uomini)  | Top 16 (8 Uomini)  | Top 16 (8 Uomini)  | Top 16 (8 Uomini)  | Top 16 (8 Uomini)  | Top 16 (8 Uomini)  | Top 16 (8 Uomini)  | Top 16 (8 Uomini)  | Top 16 (8 Uomini)  | Top 16 (8 Uomini)  | Top 16 (8 Uomini)  | Top 16 (8 Uomini)  | Top 16 (8 Uomini)  | Top 16 (8 Uomini)  | Top 16 (8 Uomini)  | Top 16 (8 Uomini)  | Top 16 (8 Uomini)  | The 1980s                   | The 1980s                   | The 1980s                   | The 1980s                   | The 1980s                   | The 1980s                   | The 1980s                   | The 1980s                   | The 1980s                   | The 1980s                   | The 1980s                   | The 1980s                   | The 1980s                   | The 1980s                   | The 1980s                   | The 1980s                   | The 1980s                   | The 1980s                   | The 1980s                   | The 1980s                   | The 1980s                   | The 1980s                   | The 1980s                   | The 1980s                   | The 1980s                   | The 1980s                   | The 1980s                   | The 1980s                   | The 1980s                   | The 1980s                   | The 1980s                   | The 1980s                   | The 1980s                   | The 1980s                   | The 1980s                   | The 1980s                   | The 1980s                   | The 1980s                   | The 1980s                   | The 1980s                   | The 1980s                   | The 1980s                   | The 1980s                   | The 1980s                   | The 1980s                   | The 1980s                   | The 1980s                   | The 1980s                   | The 1980s                   | The 1980s                   | The 1980s                   | The 1980s                   | The 1980s                   | The 1980s                   | The 1980s                   | The 1980s                   | The 1980s                   | The 1980s                   | The 1980s                   | The 1980s                   | The 1980s                   | The 1980s                   | The 1980s                   | The 1980s                   | The 1980s                   | The 1980s                   | The 1980s                   | The 1980s                   | The 1980s                   | The 1980s                   | The 1980s                   | The 1980s                   | The 1980s                   | The 1980s                   | The 1980s                   | The 1980s                   | The 1980s                   | The 1980s                   | The 1980s                   | The 1980s                   | The 1980s                   | The 1980s                   | The 1980s                   | The 1980s                   | The 1980s                   | The 1980s                   | The 1980s                   | The 1980s                   | The 1980s                   | The 1980s                   | The 1980s                   | The 1980s                   | The 1980s                   | The 1980s                   | The 1980s                   | The 1980s                   | The 1980s                   | The 1980s                   | The 1980s                   | The 1980s                   | "Hello"                               | "Hello"                               | "Hello"                               | "Hello"                               | "Hello"                               | "Hello"                               | "Hello"                               | "Hello"                               | "Hello"                               | "Hello"                               | "Hello"                               | "Hello"                               | "Hello"                               | "Hello"                               | "Hello"                               | "Hello"                               | "Hello"                               | "Hello"                               | "Hello"                               | "Hello"                               | "Hello"                               | "Hello"                               | "Hello"                               | "Hello"                               | "Hello"                               | "Hello"                               | "Hello"                               | "Hello"                               | "Hello"                               | "Hello"                               | "Hello"                               | "Hello"                               | "Hello"                               | "Hello"                               | "Hello"                               | "Hello"                               | "Hello"                               | "Hello"                               | "Hello"                               | "Hello"                               | "Hello"                               | "Hello"                               | "Hello"                               | "Hello"                               | "Hello"                               | "Hello"                               | "Hello"                               | "Hello"                               | "Hello"                               | "Hello"                               | "Hello"                               | "Hello"                               | "Hello"                               | "Hello"                               | "Hello"                               | "Hello"                               | "Hello"                               | "Hello"                               | "Hello"                               | "Hello"                               | "Hello"                               | "Hello"                               | "Hello"                               | "Hello"                               | "Hello"                               | "Hello"                               | "Hello"                               | "Hello"                               | "Hello"                               | "Hello"                               | "Hello"                               | "Hello"                               | "Hello"                               | "Hello"                               | "Hello"                               | "Hello"                               | "Hello"                               | "Hello"                               | "Hello"                               | "Hello"                               | "Hello"                               | "Hello"                               | "Hello"                               | "Hello"                               | "Hello"                               | "Hello"                               | "Hello"                               | "Hello"                               | "Hello"                               | "Hello"                               | "Hello"                               | "Hello"                               | "Hello"                               | "Hello"                               | "Hello"                               | "Hello"                               | "Hello"                               | "Hello"                               | "Hello"                               | "Hello"                               | "Hello"                               | "Hello"                               | "Hello"                               | "Hello"                               | "Hello"                               | "Hello"                               | "Hello"                               | "Hello"                               | "Hello"                               | "Hello"                               | "Hello"                               | "Hello"                               | "Hello"                               | "Hello"                               | "Hello"                               | "Hello"                               | "Hello"                               | "Hello"                               | "Hello"                               | "Hello"                               | "Hello"                               | "Hello"                               | "Hello"                               | "Hello"                               | "Hello"                               | "Hello"                               | "Hello"                               | "Hello"                               | "Hello"                               | "Hello"                               | Lionel Richie          | Lionel Richie          | Lionel Richie          | Lionel Richie          | Lionel Richie          | Lionel Richie          | Lionel Richie          | Lionel Richie          | Lionel Richie          | Lionel Richie          | Lionel Richie          | Lionel Richie          | Lionel Richie          | Lionel Richie          | Lionel Richie          | Lionel Richie          | Lionel Richie          | Lionel Richie          | Lionel Richie          | Lionel Richie          | Lionel Richie          | Lionel Richie          | Lionel Richie          | Lionel Richie          | Lionel Richie          | Lionel Richie          | Lionel Richie          | Lionel Richie          | Lionel Richie          | Lionel Richie          | Lionel Richie          | Lionel Richie          | Lionel Richie          | Lionel Richie          | Lionel Richie          | Lionel Richie          | Lionel Richie          | Lionel Richie          | Lionel Richie          | Lionel Richie          | Lionel Richie          | Lionel Richie          | Lionel Richie          | Lionel Richie          | Lionel Richie          | Lionel Richie          | Lionel Richie          | Lionel Richie          | Lionel Richie          | Lionel Richie          | Lionel Richie          | Lionel Richie          | Lionel Richie          | Lionel Richie          | Lionel Richie          | Lionel Richie          | Lionel Richie          | Lionel Richie          | Lionel Richie          | Lionel Richie          | Lionel Richie          | Lionel Richie          | Lionel Richie          | Lionel Richie          | Lionel Richie          | Lionel Richie          | Lionel Richie          | Lionel Richie          | Lionel Richie          | Lionel Richie          | Lionel Richie          | Lionel Richie          | Lionel Richie          | Lionel Richie          | Lionel Richie          | Lionel Richie          | Lionel Richie          | Lionel Richie          | Lionel Richie          | Lionel Richie          | Lionel Richie          | Lionel Richie          | Lionel Richie          | Lionel Richie          | Lionel Richie          | Lionel Richie          | Lionel Richie          | Lionel Richie          | Lionel Richie          | Lionel Richie          | Lionel Richie          | Lionel Richie          | Lionel Richie          | Lionel Richie          | Lionel Richie          | Lionel Richie          | Lionel Richie          | Lionel Richie          | Lionel Richie          | Lionel Richie          | 6      | 6      | 6      | 6      | 6      | 6      | 6      | 6      | 6      | 6      | 6      | 6      | 6      | 6      | 6      | 6      | 6      | 6      | 6      | 6      | 6      | 6      | 6      | 6      | 6      | 6      | 6      | 6      | 6      | 6      | 6      | 6      | 6      | 6      | 6      | 6      | 6      | 6      | 6      | 6      | 6      | 6      | 6      | 6      | 6      | 6      | 6      | 6      | 6      | 6      | 6      | 6      | 6      | 6      | 6      | 6      | 6      | 6      | 6      | 6      | 6      | 6      | 6      | 6      | 6      | 6      | 6      | 6      | 6      | 6      | 6      | 6      | 6      | 6      | 6      | 6      | 6      | 6      | 6      | 6      | 6      | 6      | 6      | 6      | 6      | 6      | 6      | 6      | 6      | 6      | 6      | 6      | 6      | 6      | 6      | 6      | 6      | 6      | 6      | 6      | Salvo       | Salvo       | Salvo       | Salvo       | Salvo       | Salvo       | Salvo       | Salvo       | Salvo       | Salvo       | Salvo       | Salvo       | Salvo       | Salvo       | Salvo       | Salvo       | Salvo       | Salvo       | Salvo       | Salvo       | Salvo       | Salvo       | Salvo       | Salvo       | Salvo       | Salvo       | Salvo       | Salvo       | Salvo       | Salvo       | Salvo       | Salvo       | Salvo       | Salvo       | Salvo       | Salvo       | Salvo       | Salvo       | Salvo       | Salvo       | Salvo       | Salvo       | Salvo       | Salvo       | Salvo       | Salvo       | Salvo       | Salvo       | Salvo       | Salvo       | Salvo       | Salvo       | Salvo       | Salvo       | Salvo       | Salvo       | Salvo       | Salvo       | Salvo       | Salvo       | Salvo       | Salvo       | Salvo       | Salvo       | Salvo       | Salvo       | Salvo       | Salvo       | Salvo       | Salvo       |
| Top 12             | Top 12             | Top 12             | Top 12             | Top 12             | Top 12             | Top 12             | Top 12             | Top 12             | Top 12             | Top 12             | Top 12             | Top 12             | Top 12             | Top 12             | Top 12             | Top 12             | Top 12             | Top 12             | Top 12             | Top 12             | Top 12             | Top 12             | Top 12             | Top 12             | Top 12             | Top 12             | Top 12             | Top 12             | Top 12             | Top 12             | Top 12             | Top 12             | Top 12             | Top 12             | Top 12             | Top 12             | Top 12             | Top 12             | Top 12             | Top 12             | Top 12             | Top 12             | Top 12             | Top 12             | Top 12             | Top 12             | Top 12             | Top 12             | Top 12             | Top 12             | Top 12             | Top 12             | Top 12             | Top 12             | Top 12             | Top 12             | Top 12             | Top 12             | Top 12             | Top 12             | Top 12             | Top 12             | Top 12             | Top 12             | Top 12             | Top 12             | Top 12             | Top 12             | Top 12             | Top 12             | Top 12             | Top 12             | Top 12             | Top 12             | Top 12             | Top 12             | Top 12             | Top 12             | Top 12             | Top 12             | Top 12             | Top 12             | Top 12             | Top 12             | Top 12             | Top 12             | Top 12             | Top 12             | Top 12             | Lennon/McCartney            | Lennon/McCartney            | Lennon/McCartney            | Lennon/McCartney            | Lennon/McCartney            | Lennon/McCartney            | Lennon/McCartney            | Lennon/McCartney            | Lennon/McCartney            | Lennon/McCartney            | Lennon/McCartney            | Lennon/McCartney            | Lennon/McCartney            | Lennon/McCartney            | Lennon/McCartney            | Lennon/McCartney            | Lennon/McCartney            | Lennon/McCartney            | Lennon/McCartney            | Lennon/McCartney            | Lennon/McCartney            | Lennon/McCartney            | Lennon/McCartney            | Lennon/McCartney            | Lennon/McCartney            | Lennon/McCartney            | Lennon/McCartney            | Lennon/McCartney            | Lennon/McCartney            | Lennon/McCartney            | Lennon/McCartney            | Lennon/McCartney            | Lennon/McCartney            | Lennon/McCartney            | Lennon/McCartney            | Lennon/McCartney            | Lennon/McCartney            | Lennon/McCartney            | Lennon/McCartney            | Lennon/McCartney            | Lennon/McCartney            | Lennon/McCartney            | Lennon/McCartney            | Lennon/McCartney            | Lennon/McCartney            | Lennon/McCartney            | Lennon/McCartney            | Lennon/McCartney            | Lennon/McCartney            | Lennon/McCartney            | Lennon/McCartney            | Lennon/McCartney            | Lennon/McCartney            | Lennon/McCartney            | Lennon/McCartney            | Lennon/McCartney            | Lennon/McCartney            | Lennon/McCartney            | Lennon/McCartney            | Lennon/McCartney            | Lennon/McCartney            | Lennon/McCartney            | Lennon/McCartney            | Lennon/McCartney            | Lennon/McCartney            | Lennon/McCartney            | Lennon/McCartney            | Lennon/McCartney            | Lennon/McCartney            | Lennon/McCartney            | Lennon/McCartney            | Lennon/McCartney            | Lennon/McCartney            | Lennon/McCartney            | Lennon/McCartney            | Lennon/McCartney            | Lennon/McCartney            | Lennon/McCartney            | Lennon/McCartney            | Lennon/McCartney            | Lennon/McCartney            | Lennon/McCartney            | Lennon/McCartney            | Lennon/McCartney            | Lennon/McCartney            | Lennon/McCartney            | Lennon/McCartney            | Lennon/McCartney            | Lennon/McCartney            | Lennon/McCartney            | Lennon/McCartney            | Lennon/McCartney            | Lennon/McCartney            | Lennon/McCartney            | Lennon/McCartney            | Lennon/McCartney            | Lennon/McCartney            | Lennon/McCartney            | Lennon/McCartney            | Lennon/McCartney            | "Eleanor Rigby"                       | "Eleanor Rigby"                       | "Eleanor Rigby"                       | "Eleanor Rigby"                       | "Eleanor Rigby"                       | "Eleanor Rigby"                       | "Eleanor Rigby"                       | "Eleanor Rigby"                       | "Eleanor Rigby"                       | "Eleanor Rigby"                       | "Eleanor Rigby"                       | "Eleanor Rigby"                       | "Eleanor Rigby"                       | "Eleanor Rigby"                       | "Eleanor Rigby"                       | "Eleanor Rigby"                       | "Eleanor Rigby"                       | "Eleanor Rigby"                       | "Eleanor Rigby"                       | "Eleanor Rigby"                       | "Eleanor Rigby"                       | "Eleanor Rigby"                       | "Eleanor Rigby"                       | "Eleanor Rigby"                       | "Eleanor Rigby"                       | "Eleanor Rigby"                       | "Eleanor Rigby"                       | "Eleanor Rigby"                       | "Eleanor Rigby"                       | "Eleanor Rigby"                       | "Eleanor Rigby"                       | "Eleanor Rigby"                       | "Eleanor Rigby"                       | "Eleanor Rigby"                       | "Eleanor Rigby"                       | "Eleanor Rigby"                       | "Eleanor Rigby"                       | "Eleanor Rigby"                       | "Eleanor Rigby"                       | "Eleanor Rigby"                       | "Eleanor Rigby"                       | "Eleanor Rigby"                       | "Eleanor Rigby"                       | "Eleanor Rigby"                       | "Eleanor Rigby"                       | "Eleanor Rigby"                       | "Eleanor Rigby"                       | "Eleanor Rigby"                       | "Eleanor Rigby"                       | "Eleanor Rigby"                       | "Eleanor Rigby"                       | "Eleanor Rigby"                       | "Eleanor Rigby"                       | "Eleanor Rigby"                       | "Eleanor Rigby"                       | "Eleanor Rigby"                       | "Eleanor Rigby"                       | "Eleanor Rigby"                       | "Eleanor Rigby"                       | "Eleanor Rigby"                       | "Eleanor Rigby"                       | "Eleanor Rigby"                       | "Eleanor Rigby"                       | "Eleanor Rigby"                       | "Eleanor Rigby"                       | "Eleanor Rigby"                       | "Eleanor Rigby"                       | "Eleanor Rigby"                       | "Eleanor Rigby"                       | "Eleanor Rigby"                       | "Eleanor Rigby"                       | "Eleanor Rigby"                       | "Eleanor Rigby"                       | "Eleanor Rigby"                       | "Eleanor Rigby"                       | "Eleanor Rigby"                       | "Eleanor Rigby"                       | "Eleanor Rigby"                       | "Eleanor Rigby"                       | "Eleanor Rigby"                       | "Eleanor Rigby"                       | "Eleanor Rigby"                       | "Eleanor Rigby"                       | "Eleanor Rigby"                       | "Eleanor Rigby"                       | "Eleanor Rigby"                       | "Eleanor Rigby"                       | "Eleanor Rigby"                       | "Eleanor Rigby"                       | "Eleanor Rigby"                       | "Eleanor Rigby"                       | "Eleanor Rigby"                       | "Eleanor Rigby"                       | "Eleanor Rigby"                       | "Eleanor Rigby"                       | "Eleanor Rigby"                       | "Eleanor Rigby"                       | "Eleanor Rigby"                       | "Eleanor Rigby"                       | "Eleanor Rigby"                       | "Eleanor Rigby"                       | "Eleanor Rigby"                       | "Eleanor Rigby"                       | "Eleanor Rigby"                       | "Eleanor Rigby"                       | "Eleanor Rigby"                       | "Eleanor Rigby"                       | "Eleanor Rigby"                       | "Eleanor Rigby"                       | "Eleanor Rigby"                       | "Eleanor Rigby"                       | "Eleanor Rigby"                       | "Eleanor Rigby"                       | "Eleanor Rigby"                       | "Eleanor Rigby"                       | "Eleanor Rigby"                       | "Eleanor Rigby"                       | "Eleanor Rigby"                       | "Eleanor Rigby"                       | "Eleanor Rigby"                       | "Eleanor Rigby"                       | "Eleanor Rigby"                       | "Eleanor Rigby"                       | "Eleanor Rigby"                       | "Eleanor Rigby"                       | "Eleanor Rigby"                       | "Eleanor Rigby"                       | "Eleanor Rigby"                       | "Eleanor Rigby"                       | "Eleanor Rigby"                       | The Beatles            | The Beatles            | The Beatles            | The Beatles            | The Beatles            | The Beatles            | The Beatles            | The Beatles            | The Beatles            | The Beatles            | The Beatles            | The Beatles            | The Beatles            | The Beatles            | The Beatles            | The Beatles            | The Beatles            | The Beatles            | The Beatles            | The Beatles            | The Beatles            | The Beatles            | The Beatles            | The Beatles            | The Beatles            | The Beatles            | The Beatles            | The Beatles            | The Beatles            | The Beatles            | The Beatles            | The Beatles            | The Beatles            | The Beatles            | The Beatles            | The Beatles            | The Beatles            | The Beatles            | The Beatles            | The Beatles            | The Beatles            | The Beatles            | The Beatles            | The Beatles            | The Beatles            | The Beatles            | The Beatles            | The Beatles            | The Beatles            | The Beatles            | The Beatles            | The Beatles            | The Beatles            | The Beatles            | The Beatles            | The Beatles            | The Beatles            | The Beatles            | The Beatles            | The Beatles            | The Beatles            | The Beatles            | The Beatles            | The Beatles            | The Beatles            | The Beatles            | The Beatles            | The Beatles            | The Beatles            | The Beatles            | The Beatles            | The Beatles            | The Beatles            | The Beatles            | The Beatles            | The Beatles            | The Beatles            | The Beatles            | The Beatles            | The Beatles            | The Beatles            | The Beatles            | The Beatles            | The Beatles            | The Beatles            | The Beatles            | The Beatles            | The Beatles            | The Beatles            | The Beatles            | The Beatles            | The Beatles            | The Beatles            | The Beatles            | The Beatles            | The Beatles            | The Beatles            | The Beatles            | The Beatles            | The Beatles            | 6      | 6      | 6      | 6      | 6      | 6      | 6      | 6      | 6      | 6      | 6      | 6      | 6      | 6      | 6      | 6      | 6      | 6      | 6      | 6      | 6      | 6      | 6      | 6      | 6      | 6      | 6      | 6      | 6      | 6      | 6      | 6      | 6      | 6      | 6      | 6      | 6      | 6      | 6      | 6      | 6      | 6      | 6      | 6      | 6      | 6      | 6      | 6      | 6      | 6      | 6      | 6      | 6      | 6      | 6      | 6      | 6      | 6      | 6      | 6      | 6      | 6      | 6      | 6      | 6      | 6      | 6      | 6      | 6      | 6      | 6      | 6      | 6      | 6      | 6      | 6      | 6      | 6      | 6      | 6      | 6      | 6      | 6      | 6      | 6      | 6      | 6      | 6      | 6      | 6      | 6      | 6      | 6      | 6      | 6      | 6      | 6      | 6      | 6      | 6      | Salvo       | Salvo       | Salvo       | Salvo       | Salvo       | Salvo       | Salvo       | Salvo       | Salvo       | Salvo       | Salvo       | Salvo       | Salvo       | Salvo       | Salvo       | Salvo       | Salvo       | Salvo       | Salvo       | Salvo       | Salvo       | Salvo       | Salvo       | Salvo       | Salvo       | Salvo       | Salvo       | Salvo       | Salvo       | Salvo       | Salvo       | Salvo       | Salvo       | Salvo       | Salvo       | Salvo       | Salvo       | Salvo       | Salvo       | Salvo       | Salvo       | Salvo       | Salvo       | Salvo       | Salvo       | Salvo       | Salvo       | Salvo       | Salvo       | Salvo       | Salvo       | Salvo       | Salvo       | Salvo       | Salvo       | Salvo       | Salvo       | Salvo       | Salvo       | Salvo       | Salvo       | Salvo       | Salvo       | Salvo       | Salvo       | Salvo       | Salvo       | Salvo       | Salvo       | Salvo       |
| Top 11             | Top 11             | Top 11             | Top 11             | Top 11             | Top 11             | Top 11             | Top 11             | Top 11             | Top 11             | Top 11             | Top 11             | Top 11             | Top 11             | Top 11             | Top 11             | Top 11             | Top 11             | Top 11             | Top 11             | Top 11             | Top 11             | Top 11             | Top 11             | Top 11             | Top 11             | Top 11             | Top 11             | Top 11             | Top 11             | Top 11             | Top 11             | Top 11             | Top 11             | Top 11             | Top 11             | Top 11             | Top 11             | Top 11             | Top 11             | Top 11             | Top 11             | Top 11             | Top 11             | Top 11             | Top 11             | Top 11             | Top 11             | Top 11             | Top 11             | Top 11             | Top 11             | Top 11             | Top 11             | Top 11             | Top 11             | Top 11             | Top 11             | Top 11             | Top 11             | Top 11             | Top 11             | Top 11             | Top 11             | Top 11             | Top 11             | Top 11             | Top 11             | Top 11             | Top 11             | Top 11             | Top 11             | Top 11             | Top 11             | Top 11             | Top 11             | Top 11             | Top 11             | Top 11             | Top 11             | Top 11             | Top 11             | Top 11             | Top 11             | Top 11             | Top 11             | Top 11             | Top 11             | Top 11             | Top 11             | The Beatles                 | The Beatles                 | The Beatles                 | The Beatles                 | The Beatles                 | The Beatles                 | The Beatles                 | The Beatles                 | The Beatles                 | The Beatles                 | The Beatles                 | The Beatles                 | The Beatles                 | The Beatles                 | The Beatles                 | The Beatles                 | The Beatles                 | The Beatles                 | The Beatles                 | The Beatles                 | The Beatles                 | The Beatles                 | The Beatles                 | The Beatles                 | The Beatles                 | The Beatles                 | The Beatles                 | The Beatles                 | The Beatles                 | The Beatles                 | The Beatles                 | The Beatles                 | The Beatles                 | The Beatles                 | The Beatles                 | The Beatles                 | The Beatles                 | The Beatles                 | The Beatles                 | The Beatles                 | The Beatles                 | The Beatles                 | The Beatles                 | The Beatles                 | The Beatles                 | The Beatles                 | The Beatles                 | The Beatles                 | The Beatles                 | The Beatles                 | The Beatles                 | The Beatles                 | The Beatles                 | The Beatles                 | The Beatles                 | The Beatles                 | The Beatles                 | The Beatles                 | The Beatles                 | The Beatles                 | The Beatles                 | The Beatles                 | The Beatles                 | The Beatles                 | The Beatles                 | The Beatles                 | The Beatles                 | The Beatles                 | The Beatles                 | The Beatles                 | The Beatles                 | The Beatles                 | The Beatles                 | The Beatles                 | The Beatles                 | The Beatles                 | The Beatles                 | The Beatles                 | The Beatles                 | The Beatles                 | The Beatles                 | The Beatles                 | The Beatles                 | The Beatles                 | The Beatles                 | The Beatles                 | The Beatles                 | The Beatles                 | The Beatles                 | The Beatles                 | The Beatles                 | The Beatles                 | The Beatles                 | The Beatles                 | The Beatles                 | The Beatles                 | The Beatles                 | The Beatles                 | The Beatles                 | The Beatles                 | "Day Tripper"                         | "Day Tripper"                         | "Day Tripper"                         | "Day Tripper"                         | "Day Tripper"                         | "Day Tripper"                         | "Day Tripper"                         | "Day Tripper"                         | "Day Tripper"                         | "Day Tripper"                         | "Day Tripper"                         | "Day Tripper"                         | "Day Tripper"                         | "Day Tripper"                         | "Day Tripper"                         | "Day Tripper"                         | "Day Tripper"                         | "Day Tripper"                         | "Day Tripper"                         | "Day Tripper"                         | "Day Tripper"                         | "Day Tripper"                         | "Day Tripper"                         | "Day Tripper"                         | "Day Tripper"                         | "Day Tripper"                         | "Day Tripper"                         | "Day Tripper"                         | "Day Tripper"                         | "Day Tripper"                         | "Day Tripper"                         | "Day Tripper"                         | "Day Tripper"                         | "Day Tripper"                         | "Day Tripper"                         | "Day Tripper"                         | "Day Tripper"                         | "Day Tripper"                         | "Day Tripper"                         | "Day Tripper"                         | "Day Tripper"                         | "Day Tripper"                         | "Day Tripper"                         | "Day Tripper"                         | "Day Tripper"                         | "Day Tripper"                         | "Day Tripper"                         | "Day Tripper"                         | "Day Tripper"                         | "Day Tripper"                         | "Day Tripper"                         | "Day Tripper"                         | "Day Tripper"                         | "Day Tripper"                         | "Day Tripper"                         | "Day Tripper"                         | "Day Tripper"                         | "Day Tripper"                         | "Day Tripper"                         | "Day Tripper"                         | "Day Tripper"                         | "Day Tripper"                         | "Day Tripper"                         | "Day Tripper"                         | "Day Tripper"                         | "Day Tripper"                         | "Day Tripper"                         | "Day Tripper"                         | "Day Tripper"                         | "Day Tripper"                         | "Day Tripper"                         | "Day Tripper"                         | "Day Tripper"                         | "Day Tripper"                         | "Day Tripper"                         | "Day Tripper"                         | "Day Tripper"                         | "Day Tripper"                         | "Day Tripper"                         | "Day Tripper"                         | "Day Tripper"                         | "Day Tripper"                         | "Day Tripper"                         | "Day Tripper"                         | "Day Tripper"                         | "Day Tripper"                         | "Day Tripper"                         | "Day Tripper"                         | "Day Tripper"                         | "Day Tripper"                         | "Day Tripper"                         | "Day Tripper"                         | "Day Tripper"                         | "Day Tripper"                         | "Day Tripper"                         | "Day Tripper"                         | "Day Tripper"                         | "Day Tripper"                         | "Day Tripper"                         | "Day Tripper"                         | "Day Tripper"                         | "Day Tripper"                         | "Day Tripper"                         | "Day Tripper"                         | "Day Tripper"                         | "Day Tripper"                         | "Day Tripper"                         | "Day Tripper"                         | "Day Tripper"                         | "Day Tripper"                         | "Day Tripper"                         | "Day Tripper"                         | "Day Tripper"                         | "Day Tripper"                         | "Day Tripper"                         | "Day Tripper"                         | "Day Tripper"                         | "Day Tripper"                         | "Day Tripper"                         | "Day Tripper"                         | "Day Tripper"                         | "Day Tripper"                         | "Day Tripper"                         | "Day Tripper"                         | "Day Tripper"                         | "Day Tripper"                         | "Day Tripper"                         | "Day Tripper"                         | "Day Tripper"                         | "Day Tripper"                         | The Beatles            | The Beatles            | The Beatles            | The Beatles            | The Beatles            | The Beatles            | The Beatles            | The Beatles            | The Beatles            | The Beatles            | The Beatles            | The Beatles            | The Beatles            | The Beatles            | The Beatles            | The Beatles            | The Beatles            | The Beatles            | The Beatles            | The Beatles            | The Beatles            | The Beatles            | The Beatles            | The Beatles            | The Beatles            | The Beatles            | The Beatles            | The Beatles            | The Beatles            | The Beatles            | The Beatles            | The Beatles            | The Beatles            | The Beatles            | The Beatles            | The Beatles            | The Beatles            | The Beatles            | The Beatles            | The Beatles            | The Beatles            | The Beatles            | The Beatles            | The Beatles            | The Beatles            | The Beatles            | The Beatles            | The Beatles            | The Beatles            | The Beatles            | The Beatles            | The Beatles            | The Beatles            | The Beatles            | The Beatles            | The Beatles            | The Beatles            | The Beatles            | The Beatles            | The Beatles            | The Beatles            | The Beatles            | The Beatles            | The Beatles            | The Beatles            | The Beatles            | The Beatles            | The Beatles            | The Beatles            | The Beatles            | The Beatles            | The Beatles            | The Beatles            | The Beatles            | The Beatles            | The Beatles            | The Beatles            | The Beatles            | The Beatles            | The Beatles            | The Beatles            | The Beatles            | The Beatles            | The Beatles            | The Beatles            | The Beatles            | The Beatles            | The Beatles            | The Beatles            | The Beatles            | The Beatles            | The Beatles            | The Beatles            | The Beatles            | The Beatles            | The Beatles            | The Beatles            | The Beatles            | The Beatles            | The Beatles            | 6      | 6      | 6      | 6      | 6      | 6      | 6      | 6      | 6      | 6      | 6      | 6      | 6      | 6      | 6      | 6      | 6      | 6      | 6      | 6      | 6      | 6      | 6      | 6      | 6      | 6      | 6      | 6      | 6      | 6      | 6      | 6      | 6      | 6      | 6      | 6      | 6      | 6      | 6      | 6      | 6      | 6      | 6      | 6      | 6      | 6      | 6      | 6      | 6      | 6      | 6      | 6      | 6      | 6      | 6      | 6      | 6      | 6      | 6      | 6      | 6      | 6      | 6      | 6      | 6      | 6      | 6      | 6      | 6      | 6      | 6      | 6      | 6      | 6      | 6      | 6      | 6      | 6      | 6      | 6      | 6      | 6      | 6      | 6      | 6      | 6      | 6      | 6      | 6      | 6      | 6      | 6      | 6      | 6      | 6      | 6      | 6      | 6      | 6      | 6      | Salvo       | Salvo       | Salvo       | Salvo       | Salvo       | Salvo       | Salvo       | Salvo       | Salvo       | Salvo       | Salvo       | Salvo       | Salvo       | Salvo       | Salvo       | Salvo       | Salvo       | Salvo       | Salvo       | Salvo       | Salvo       | Salvo       | Salvo       | Salvo       | Salvo       | Salvo       | Salvo       | Salvo       | Salvo       | Salvo       | Salvo       | Salvo       | Salvo       | Salvo       | Salvo       | Salvo       | Salvo       | Salvo       | Salvo       | Salvo       | Salvo       | Salvo       | Salvo       | Salvo       | Salvo       | Salvo       | Salvo       | Salvo       | Salvo       | Salvo       | Salvo       | Salvo       | Salvo       | Salvo       | Salvo       | Salvo       | Salvo       | Salvo       | Salvo       | Salvo       | Salvo       | Salvo       | Salvo       | Salvo       | Salvo       | Salvo       | Salvo       | Salvo       | Salvo       | Salvo       |
| Top 10             | Top 10             | Top 10             | Top 10             | Top 10             | Top 10             | Top 10             | Top 10             | Top 10             | Top 10             | Top 10             | Top 10             | Top 10             | Top 10             | Top 10             | Top 10             | Top 10             | Top 10             | Top 10             | Top 10             | Top 10             | Top 10             | Top 10             | Top 10             | Top 10             | Top 10             | Top 10             | Top 10             | Top 10             | Top 10             | Top 10             | Top 10             | Top 10             | Top 10             | Top 10             | Top 10             | Top 10             | Top 10             | Top 10             | Top 10             | Top 10             | Top 10             | Top 10             | Top 10             | Top 10             | Top 10             | Top 10             | Top 10             | Top 10             | Top 10             | Top 10             | Top 10             | Top 10             | Top 10             | Top 10             | Top 10             | Top 10             | Top 10             | Top 10             | Top 10             | Top 10             | Top 10             | Top 10             | Top 10             | Top 10             | Top 10             | Top 10             | Top 10             | Top 10             | Top 10             | Top 10             | Top 10             | Top 10             | Top 10             | Top 10             | Top 10             | Top 10             | Top 10             | Top 10             | Top 10             | Top 10             | Top 10             | Top 10             | Top 10             | Top 10             | Top 10             | Top 10             | Top 10             | Top 10             | Top 10             | Anno di nascita concorrente | Anno di nascita concorrente | Anno di nascita concorrente | Anno di nascita concorrente | Anno di nascita concorrente | Anno di nascita concorrente | Anno di nascita concorrente | Anno di nascita concorrente | Anno di nascita concorrente | Anno di nascita concorrente | Anno di nascita concorrente | Anno di nascita concorrente | Anno di nascita concorrente | Anno di nascita concorrente | Anno di nascita concorrente | Anno di nascita concorrente | Anno di nascita concorrente | Anno di nascita concorrente | Anno di nascita concorrente | Anno di nascita concorrente | Anno di nascita concorrente | Anno di nascita concorrente | Anno di nascita concorrente | Anno di nascita concorrente | Anno di nascita concorrente | Anno di nascita concorrente | Anno di nascita concorrente | Anno di nascita concorrente | Anno di nascita concorrente | Anno di nascita concorrente | Anno di nascita concorrente | Anno di nascita concorrente | Anno di nascita concorrente | Anno di nascita concorrente | Anno di nascita concorrente | Anno di nascita concorrente | Anno di nascita concorrente | Anno di nascita concorrente | Anno di nascita concorrente | Anno di nascita concorrente | Anno di nascita concorrente | Anno di nascita concorrente | Anno di nascita concorrente | Anno di nascita concorrente | Anno di nascita concorrente | Anno di nascita concorrente | Anno di nascita concorrente | Anno di nascita concorrente | Anno di nascita concorrente | Anno di nascita concorrente | Anno di nascita concorrente | Anno di nascita concorrente | Anno di nascita concorrente | Anno di nascita concorrente | Anno di nascita concorrente | Anno di nascita concorrente | Anno di nascita concorrente | Anno di nascita concorrente | Anno di nascita concorrente | Anno di nascita concorrente | Anno di nascita concorrente | Anno di nascita concorrente | Anno di nascita concorrente | Anno di nascita concorrente | Anno di nascita concorrente | Anno di nascita concorrente | Anno di nascita concorrente | Anno di nascita concorrente | Anno di nascita concorrente | Anno di nascita concorrente | Anno di nascita concorrente | Anno di nascita concorrente | Anno di nascita concorrente | Anno di nascita concorrente | Anno di nascita concorrente | Anno di nascita concorrente | Anno di nascita concorrente | Anno di nascita concorrente | Anno di nascita concorrente | Anno di nascita concorrente | Anno di nascita concorrente | Anno di nascita concorrente | Anno di nascita concorrente | Anno di nascita concorrente | Anno di nascita concorrente | Anno di nascita concorrente | Anno di nascita concorrente | Anno di nascita concorrente | Anno di nascita concorrente | Anno di nascita concorrente | Anno di nascita concorrente | Anno di nascita concorrente | Anno di nascita concorrente | Anno di nascita concorrente | Anno di nascita concorrente | Anno di nascita concorrente | Anno di nascita concorrente | Anno di nascita concorrente | Anno di nascita concorrente | Anno di nascita concorrente | "Billie Jean"                         | "Billie Jean"                         | "Billie Jean"                         | "Billie Jean"                         | "Billie Jean"                         | "Billie Jean"                         | "Billie Jean"                         | "Billie Jean"                         | "Billie Jean"                         | "Billie Jean"                         | "Billie Jean"                         | "Billie Jean"                         | "Billie Jean"                         | "Billie Jean"                         | "Billie Jean"                         | "Billie Jean"                         | "Billie Jean"                         | "Billie Jean"                         | "Billie Jean"                         | "Billie Jean"                         | "Billie Jean"                         | "Billie Jean"                         | "Billie Jean"                         | "Billie Jean"                         | "Billie Jean"                         | "Billie Jean"                         | "Billie Jean"                         | "Billie Jean"                         | "Billie Jean"                         | "Billie Jean"                         | "Billie Jean"                         | "Billie Jean"                         | "Billie Jean"                         | "Billie Jean"                         | "Billie Jean"                         | "Billie Jean"                         | "Billie Jean"                         | "Billie Jean"                         | "Billie Jean"                         | "Billie Jean"                         | "Billie Jean"                         | "Billie Jean"                         | "Billie Jean"                         | "Billie Jean"                         | "Billie Jean"                         | "Billie Jean"                         | "Billie Jean"                         | "Billie Jean"                         | "Billie Jean"                         | "Billie Jean"                         | "Billie Jean"                         | "Billie Jean"                         | "Billie Jean"                         | "Billie Jean"                         | "Billie Jean"                         | "Billie Jean"                         | "Billie Jean"                         | "Billie Jean"                         | "Billie Jean"                         | "Billie Jean"                         | "Billie Jean"                         | "Billie Jean"                         | "Billie Jean"                         | "Billie Jean"                         | "Billie Jean"                         | "Billie Jean"                         | "Billie Jean"                         | "Billie Jean"                         | "Billie Jean"                         | "Billie Jean"                         | "Billie Jean"                         | "Billie Jean"                         | "Billie Jean"                         | "Billie Jean"                         | "Billie Jean"                         | "Billie Jean"                         | "Billie Jean"                         | "Billie Jean"                         | "Billie Jean"                         | "Billie Jean"                         | "Billie Jean"                         | "Billie Jean"                         | "Billie Jean"                         | "Billie Jean"                         | "Billie Jean"                         | "Billie Jean"                         | "Billie Jean"                         | "Billie Jean"                         | "Billie Jean"                         | "Billie Jean"                         | "Billie Jean"                         | "Billie Jean"                         | "Billie Jean"                         | "Billie Jean"                         | "Billie Jean"                         | "Billie Jean"                         | "Billie Jean"                         | "Billie Jean"                         | "Billie Jean"                         | "Billie Jean"                         | "Billie Jean"                         | "Billie Jean"                         | "Billie Jean"                         | "Billie Jean"                         | "Billie Jean"                         | "Billie Jean"                         | "Billie Jean"                         | "Billie Jean"                         | "Billie Jean"                         | "Billie Jean"                         | "Billie Jean"                         | "Billie Jean"                         | "Billie Jean"                         | "Billie Jean"                         | "Billie Jean"                         | "Billie Jean"                         | "Billie Jean"                         | "Billie Jean"                         | "Billie Jean"                         | "Billie Jean"                         | "Billie Jean"                         | "Billie Jean"                         | "Billie Jean"                         | "Billie Jean"                         | "Billie Jean"                         | "Billie Jean"                         | "Billie Jean"                         | "Billie Jean"                         | "Billie Jean"                         | "Billie Jean"                         | Michael Jackson        | Michael Jackson        | Michael Jackson        | Michael Jackson        | Michael Jackson        | Michael Jackson        | Michael Jackson        | Michael Jackson        | Michael Jackson        | Michael Jackson        | Michael Jackson        | Michael Jackson        | Michael Jackson        | Michael Jackson        | Michael Jackson        | Michael Jackson        | Michael Jackson        | Michael Jackson        | Michael Jackson        | Michael Jackson        | Michael Jackson        | Michael Jackson        | Michael Jackson        | Michael Jackson        | Michael Jackson        | Michael Jackson        | Michael Jackson        | Michael Jackson        | Michael Jackson        | Michael Jackson        | Michael Jackson        | Michael Jackson        | Michael Jackson        | Michael Jackson        | Michael Jackson        | Michael Jackson        | Michael Jackson        | Michael Jackson        | Michael Jackson        | Michael Jackson        | Michael Jackson        | Michael Jackson        | Michael Jackson        | Michael Jackson        | Michael Jackson        | Michael Jackson        | Michael Jackson        | Michael Jackson        | Michael Jackson        | Michael Jackson        | Michael Jackson        | Michael Jackson        | Michael Jackson        | Michael Jackson        | Michael Jackson        | Michael Jackson        | Michael Jackson        | Michael Jackson        | Michael Jackson        | Michael Jackson        | Michael Jackson        | Michael Jackson        | Michael Jackson        | Michael Jackson        | Michael Jackson        | Michael Jackson        | Michael Jackson        | Michael Jackson        | Michael Jackson        | Michael Jackson        | Michael Jackson        | Michael Jackson        | Michael Jackson        | Michael Jackson        | Michael Jackson        | Michael Jackson        | Michael Jackson        | Michael Jackson        | Michael Jackson        | Michael Jackson        | Michael Jackson        | Michael Jackson        | Michael Jackson        | Michael Jackson        | Michael Jackson        | Michael Jackson        | Michael Jackson        | Michael Jackson        | Michael Jackson        | Michael Jackson        | Michael Jackson        | Michael Jackson        | Michael Jackson        | Michael Jackson        | Michael Jackson        | Michael Jackson        | Michael Jackson        | Michael Jackson        | Michael Jackson        | Michael Jackson        | 10     | 10     | 10     | 10     | 10     | 10     | 10     | 10     | 10     | 10     | 10     | 10     | 10     | 10     | 10     | 10     | 10     | 10     | 10     | 10     | 10     | 10     | 10     | 10     | 10     | 10     | 10     | 10     | 10     | 10     | 10     | 10     | 10     | 10     | 10     | 10     | 10     | 10     | 10     | 10     | 10     | 10     | 10     | 10     | 10     | 10     | 10     | 10     | 10     | 10     | 10     | 10     | 10     | 10     | 10     | 10     | 10     | 10     | 10     | 10     | 10     | 10     | 10     | 10     | 10     | 10     | 10     | 10     | 10     | 10     | 10     | 10     | 10     | 10     | 10     | 10     | 10     | 10     | 10     | 10     | 10     | 10     | 10     | 10     | 10     | 10     | 10     | 10     | 10     | 10     | 10     | 10     | 10     | 10     | 10     | 10     | 10     | 10     | 10     | 10     | Salvo       | Salvo       | Salvo       | Salvo       | Salvo       | Salvo       | Salvo       | Salvo       | Salvo       | Salvo       | Salvo       | Salvo       | Salvo       | Salvo       | Salvo       | Salvo       | Salvo       | Salvo       | Salvo       | Salvo       | Salvo       | Salvo       | Salvo       | Salvo       | Salvo       | Salvo       | Salvo       | Salvo       | Salvo       | Salvo       | Salvo       | Salvo       | Salvo       | Salvo       | Salvo       | Salvo       | Salvo       | Salvo       | Salvo       | Salvo       | Salvo       | Salvo       | Salvo       | Salvo       | Salvo       | Salvo       | Salvo       | Salvo       | Salvo       | Salvo       | Salvo       | Salvo       | Salvo       | Salvo       | Salvo       | Salvo       | Salvo       | Salvo       | Salvo       | Salvo       | Salvo       | Salvo       | Salvo       | Salvo       | Salvo       | Salvo       | Salvo       | Salvo       | Salvo       | Salvo       |
| Top 9              | Top 9              | Top 9              | Top 9              | Top 9              | Top 9              | Top 9              | Top 9              | Top 9              | Top 9              | Top 9              | Top 9              | Top 9              | Top 9              | Top 9              | Top 9              | Top 9              | Top 9              | Top 9              | Top 9              | Top 9              | Top 9              | Top 9              | Top 9              | Top 9              | Top 9              | Top 9              | Top 9              | Top 9              | Top 9              | Top 9              | Top 9              | Top 9              | Top 9              | Top 9              | Top 9              | Top 9              | Top 9              | Top 9              | Top 9              | Top 9              | Top 9              | Top 9              | Top 9              | Top 9              | Top 9              | Top 9              | Top 9              | Top 9              | Top 9              | Top 9              | Top 9              | Top 9              | Top 9              | Top 9              | Top 9              | Top 9              | Top 9              | Top 9              | Top 9              | Top 9              | Top 9              | Top 9              | Top 9              | Top 9              | Top 9              | Top 9              | Top 9              | Top 9              | Top 9              | Top 9              | Top 9              | Top 9              | Top 9              | Top 9              | Top 9              | Top 9              | Top 9              | Top 9              | Top 9              | Top 9              | Top 9              | Top 9              | Top 9              | Top 9              | Top 9              | Top 9              | Top 9              | Top 9              | Top 9              | Dolly Parton                | Dolly Parton                | Dolly Parton                | Dolly Parton                | Dolly Parton                | Dolly Parton                | Dolly Parton                | Dolly Parton                | Dolly Parton                | Dolly Parton                | Dolly Parton                | Dolly Parton                | Dolly Parton                | Dolly Parton                | Dolly Parton                | Dolly Parton                | Dolly Parton                | Dolly Parton                | Dolly Parton                | Dolly Parton                | Dolly Parton                | Dolly Parton                | Dolly Parton                | Dolly Parton                | Dolly Parton                | Dolly Parton                | Dolly Parton                | Dolly Parton                | Dolly Parton                | Dolly Parton                | Dolly Parton                | Dolly Parton                | Dolly Parton                | Dolly Parton                | Dolly Parton                | Dolly Parton                | Dolly Parton                | Dolly Parton                | Dolly Parton                | Dolly Parton                | Dolly Parton                | Dolly Parton                | Dolly Parton                | Dolly Parton                | Dolly Parton                | Dolly Parton                | Dolly Parton                | Dolly Parton                | Dolly Parton                | Dolly Parton                | Dolly Parton                | Dolly Parton                | Dolly Parton                | Dolly Parton                | Dolly Parton                | Dolly Parton                | Dolly Parton                | Dolly Parton                | Dolly Parton                | Dolly Parton                | Dolly Parton                | Dolly Parton                | Dolly Parton                | Dolly Parton                | Dolly Parton                | Dolly Parton                | Dolly Parton                | Dolly Parton                | Dolly Parton                | Dolly Parton                | Dolly Parton                | Dolly Parton                | Dolly Parton                | Dolly Parton                | Dolly Parton                | Dolly Parton                | Dolly Parton                | Dolly Parton                | Dolly Parton                | Dolly Parton                | Dolly Parton                | Dolly Parton                | Dolly Parton                | Dolly Parton                | Dolly Parton                | Dolly Parton                | Dolly Parton                | Dolly Parton                | Dolly Parton                | Dolly Parton                | Dolly Parton                | Dolly Parton                | Dolly Parton                | Dolly Parton                | Dolly Parton                | Dolly Parton                | Dolly Parton                | Dolly Parton                | Dolly Parton                | Dolly Parton                | "Little Sparrow"                      | "Little Sparrow"                      | "Little Sparrow"                      | "Little Sparrow"                      | "Little Sparrow"                      | "Little Sparrow"                      | "Little Sparrow"                      | "Little Sparrow"                      | "Little Sparrow"                      | "Little Sparrow"                      | "Little Sparrow"                      | "Little Sparrow"                      | "Little Sparrow"                      | "Little Sparrow"                      | "Little Sparrow"                      | "Little Sparrow"                      | "Little Sparrow"                      | "Little Sparrow"                      | "Little Sparrow"                      | "Little Sparrow"                      | "Little Sparrow"                      | "Little Sparrow"                      | "Little Sparrow"                      | "Little Sparrow"                      | "Little Sparrow"                      | "Little Sparrow"                      | "Little Sparrow"                      | "Little Sparrow"                      | "Little Sparrow"                      | "Little Sparrow"                      | "Little Sparrow"                      | "Little Sparrow"                      | "Little Sparrow"                      | "Little Sparrow"                      | "Little Sparrow"                      | "Little Sparrow"                      | "Little Sparrow"                      | "Little Sparrow"                      | "Little Sparrow"                      | "Little Sparrow"                      | "Little Sparrow"                      | "Little Sparrow"                      | "Little Sparrow"                      | "Little Sparrow"                      | "Little Sparrow"                      | "Little Sparrow"                      | "Little Sparrow"                      | "Little Sparrow"                      | "Little Sparrow"                      | "Little Sparrow"                      | "Little Sparrow"                      | "Little Sparrow"                      | "Little Sparrow"                      | "Little Sparrow"                      | "Little Sparrow"                      | "Little Sparrow"                      | "Little Sparrow"                      | "Little Sparrow"                      | "Little Sparrow"                      | "Little Sparrow"                      | "Little Sparrow"                      | "Little Sparrow"                      | "Little Sparrow"                      | "Little Sparrow"                      | "Little Sparrow"                      | "Little Sparrow"                      | "Little Sparrow"                      | "Little Sparrow"                      | "Little Sparrow"                      | "Little Sparrow"                      | "Little Sparrow"                      | "Little Sparrow"                      | "Little Sparrow"                      | "Little Sparrow"                      | "Little Sparrow"                      | "Little Sparrow"                      | "Little Sparrow"                      | "Little Sparrow"                      | "Little Sparrow"                      | "Little Sparrow"                      | "Little Sparrow"                      | "Little Sparrow"                      | "Little Sparrow"                      | "Little Sparrow"                      | "Little Sparrow"                      | "Little Sparrow"                      | "Little Sparrow"                      | "Little Sparrow"                      | "Little Sparrow"                      | "Little Sparrow"                      | "Little Sparrow"                      | "Little Sparrow"                      | "Little Sparrow"                      | "Little Sparrow"                      | "Little Sparrow"                      | "Little Sparrow"                      | "Little Sparrow"                      | "Little Sparrow"                      | "Little Sparrow"                      | "Little Sparrow"                      | "Little Sparrow"                      | "Little Sparrow"                      | "Little Sparrow"                      | "Little Sparrow"                      | "Little Sparrow"                      | "Little Sparrow"                      | "Little Sparrow"                      | "Little Sparrow"                      | "Little Sparrow"                      | "Little Sparrow"                      | "Little Sparrow"                      | "Little Sparrow"                      | "Little Sparrow"                      | "Little Sparrow"                      | "Little Sparrow"                      | "Little Sparrow"                      | "Little Sparrow"                      | "Little Sparrow"                      | "Little Sparrow"                      | "Little Sparrow"                      | "Little Sparrow"                      | "Little Sparrow"                      | "Little Sparrow"                      | "Little Sparrow"                      | "Little Sparrow"                      | "Little Sparrow"                      | "Little Sparrow"                      | "Little Sparrow"                      | "Little Sparrow"                      | "Little Sparrow"                      | Dolly Parton           | Dolly Parton           | Dolly Parton           | Dolly Parton           | Dolly Parton           | Dolly Parton           | Dolly Parton           | Dolly Parton           | Dolly Parton           | Dolly Parton           | Dolly Parton           | Dolly Parton           | Dolly Parton           | Dolly Parton           | Dolly Parton           | Dolly Parton           | Dolly Parton           | Dolly Parton           | Dolly Parton           | Dolly Parton           | Dolly Parton           | Dolly Parton           | Dolly Parton           | Dolly Parton           | Dolly Parton           | Dolly Parton           | Dolly Parton           | Dolly Parton           | Dolly Parton           | Dolly Parton           | Dolly Parton           | Dolly Parton           | Dolly Parton           | Dolly Parton           | Dolly Parton           | Dolly Parton           | Dolly Parton           | Dolly Parton           | Dolly Parton           | Dolly Parton           | Dolly Parton           | Dolly Parton           | Dolly Parton           | Dolly Parton           | Dolly Parton           | Dolly Parton           | Dolly Parton           | Dolly Parton           | Dolly Parton           | Dolly Parton           | Dolly Parton           | Dolly Parton           | Dolly Parton           | Dolly Parton           | Dolly Parton           | Dolly Parton           | Dolly Parton           | Dolly Parton           | Dolly Parton           | Dolly Parton           | Dolly Parton           | Dolly Parton           | Dolly Parton           | Dolly Parton           | Dolly Parton           | Dolly Parton           | Dolly Parton           | Dolly Parton           | Dolly Parton           | Dolly Parton           | Dolly Parton           | Dolly Parton           | Dolly Parton           | Dolly Parton           | Dolly Parton           | Dolly Parton           | Dolly Parton           | Dolly Parton           | Dolly Parton           | Dolly Parton           | Dolly Parton           | Dolly Parton           | Dolly Parton           | Dolly Parton           | Dolly Parton           | Dolly Parton           | Dolly Parton           | Dolly Parton           | Dolly Parton           | Dolly Parton           | Dolly Parton           | Dolly Parton           | Dolly Parton           | Dolly Parton           | Dolly Parton           | Dolly Parton           | Dolly Parton           | Dolly Parton           | Dolly Parton           | Dolly Parton           | 2      | 2      | 2      | 2      | 2      | 2      | 2      | 2      | 2      | 2      | 2      | 2      | 2      | 2      | 2      | 2      | 2      | 2      | 2      | 2      | 2      | 2      | 2      | 2      | 2      | 2      | 2      | 2      | 2      | 2      | 2      | 2      | 2      | 2      | 2      | 2      | 2      | 2      | 2      | 2      | 2      | 2      | 2      | 2      | 2      | 2      | 2      | 2      | 2      | 2      | 2      | 2      | 2      | 2      | 2      | 2      | 2      | 2      | 2      | 2      | 2      | 2      | 2      | 2      | 2      | 2      | 2      | 2      | 2      | 2      | 2      | 2      | 2      | 2      | 2      | 2      | 2      | 2      | 2      | 2      | 2      | 2      | 2      | 2      | 2      | 2      | 2      | 2      | 2      | 2      | 2      | 2      | 2      | 2      | 2      | 2      | 2      | 2      | 2      | 2      | Salvo       | Salvo       | Salvo       | Salvo       | Salvo       | Salvo       | Salvo       | Salvo       | Salvo       | Salvo       | Salvo       | Salvo       | Salvo       | Salvo       | Salvo       | Salvo       | Salvo       | Salvo       | Salvo       | Salvo       | Salvo       | Salvo       | Salvo       | Salvo       | Salvo       | Salvo       | Salvo       | Salvo       | Salvo       | Salvo       | Salvo       | Salvo       | Salvo       | Salvo       | Salvo       | Salvo       | Salvo       | Salvo       | Salvo       | Salvo       | Salvo       | Salvo       | Salvo       | Salvo       | Salvo       | Salvo       | Salvo       | Salvo       | Salvo       | Salvo       | Salvo       | Salvo       | Salvo       | Salvo       | Salvo       | Salvo       | Salvo       | Salvo       | Salvo       | Salvo       | Salvo       | Salvo       | Salvo       | Salvo       | Salvo       | Salvo       | Salvo       | Salvo       | Salvo       | Salvo       |
| Top 8              | Top 8              | Top 8              | Top 8              | Top 8              | Top 8              | Top 8              | Top 8              | Top 8              | Top 8              | Top 8              | Top 8              | Top 8              | Top 8              | Top 8              | Top 8              | Top 8              | Top 8              | Top 8              | Top 8              | Top 8              | Top 8              | Top 8              | Top 8              | Top 8              | Top 8              | Top 8              | Top 8              | Top 8              | Top 8              | Top 8              | Top 8              | Top 8              | Top 8              | Top 8              | Top 8              | Top 8              | Top 8              | Top 8              | Top 8              | Top 8              | Top 8              | Top 8              | Top 8              | Top 8              | Top 8              | Top 8              | Top 8              | Top 8              | Top 8              | Top 8              | Top 8              | Top 8              | Top 8              | Top 8              | Top 8              | Top 8              | Top 8              | Top 8              | Top 8              | Top 8              | Top 8              | Top 8              | Top 8              | Top 8              | Top 8              | Top 8              | Top 8              | Top 8              | Top 8              | Top 8              | Top 8              | Top 8              | Top 8              | Top 8              | Top 8              | Top 8              | Top 8              | Top 8              | Top 8              | Top 8              | Top 8              | Top 8              | Top 8              | Top 8              | Top 8              | Top 8              | Top 8              | Top 8              | Top 8              | Musica d'ispirazione        | Musica d'ispirazione        | Musica d'ispirazione        | Musica d'ispirazione        | Musica d'ispirazione        | Musica d'ispirazione        | Musica d'ispirazione        | Musica d'ispirazione        | Musica d'ispirazione        | Musica d'ispirazione        | Musica d'ispirazione        | Musica d'ispirazione        | Musica d'ispirazione        | Musica d'ispirazione        | Musica d'ispirazione        | Musica d'ispirazione        | Musica d'ispirazione        | Musica d'ispirazione        | Musica d'ispirazione        | Musica d'ispirazione        | Musica d'ispirazione        | Musica d'ispirazione        | Musica d'ispirazione        | Musica d'ispirazione        | Musica d'ispirazione        | Musica d'ispirazione        | Musica d'ispirazione        | Musica d'ispirazione        | Musica d'ispirazione        | Musica d'ispirazione        | Musica d'ispirazione        | Musica d'ispirazione        | Musica d'ispirazione        | Musica d'ispirazione        | Musica d'ispirazione        | Musica d'ispirazione        | Musica d'ispirazione        | Musica d'ispirazione        | Musica d'ispirazione        | Musica d'ispirazione        | Musica d'ispirazione        | Musica d'ispirazione        | Musica d'ispirazione        | Musica d'ispirazione        | Musica d'ispirazione        | Musica d'ispirazione        | Musica d'ispirazione        | Musica d'ispirazione        | Musica d'ispirazione        | Musica d'ispirazione        | Musica d'ispirazione        | Musica d'ispirazione        | Musica d'ispirazione        | Musica d'ispirazione        | Musica d'ispirazione        | Musica d'ispirazione        | Musica d'ispirazione        | Musica d'ispirazione        | Musica d'ispirazione        | Musica d'ispirazione        | Musica d'ispirazione        | Musica d'ispirazione        | Musica d'ispirazione        | Musica d'ispirazione        | Musica d'ispirazione        | Musica d'ispirazione        | Musica d'ispirazione        | Musica d'ispirazione        | Musica d'ispirazione        | Musica d'ispirazione        | Musica d'ispirazione        | Musica d'ispirazione        | Musica d'ispirazione        | Musica d'ispirazione        | Musica d'ispirazione        | Musica d'ispirazione        | Musica d'ispirazione        | Musica d'ispirazione        | Musica d'ispirazione        | Musica d'ispirazione        | Musica d'ispirazione        | Musica d'ispirazione        | Musica d'ispirazione        | Musica d'ispirazione        | Musica d'ispirazione        | Musica d'ispirazione        | Musica d'ispirazione        | Musica d'ispirazione        | Musica d'ispirazione        | Musica d'ispirazione        | Musica d'ispirazione        | Musica d'ispirazione        | Musica d'ispirazione        | Musica d'ispirazione        | Musica d'ispirazione        | Musica d'ispirazione        | Musica d'ispirazione        | Musica d'ispirazione        | Musica d'ispirazione        | Musica d'ispirazione        | "Innocent"                            | "Innocent"                            | "Innocent"                            | "Innocent"                            | "Innocent"                            | "Innocent"                            | "Innocent"                            | "Innocent"                            | "Innocent"                            | "Innocent"                            | "Innocent"                            | "Innocent"                            | "Innocent"                            | "Innocent"                            | "Innocent"                            | "Innocent"                            | "Innocent"                            | "Innocent"                            | "Innocent"                            | "Innocent"                            | "Innocent"                            | "Innocent"                            | "Innocent"                            | "Innocent"                            | "Innocent"                            | "Innocent"                            | "Innocent"                            | "Innocent"                            | "Innocent"                            | "Innocent"                            | "Innocent"                            | "Innocent"                            | "Innocent"                            | "Innocent"                            | "Innocent"                            | "Innocent"                            | "Innocent"                            | "Innocent"                            | "Innocent"                            | "Innocent"                            | "Innocent"                            | "Innocent"                            | "Innocent"                            | "Innocent"                            | "Innocent"                            | "Innocent"                            | "Innocent"                            | "Innocent"                            | "Innocent"                            | "Innocent"                            | "Innocent"                            | "Innocent"                            | "Innocent"                            | "Innocent"                            | "Innocent"                            | "Innocent"                            | "Innocent"                            | "Innocent"                            | "Innocent"                            | "Innocent"                            | "Innocent"                            | "Innocent"                            | "Innocent"                            | "Innocent"                            | "Innocent"                            | "Innocent"                            | "Innocent"                            | "Innocent"                            | "Innocent"                            | "Innocent"                            | "Innocent"                            | "Innocent"                            | "Innocent"                            | "Innocent"                            | "Innocent"                            | "Innocent"                            | "Innocent"                            | "Innocent"                            | "Innocent"                            | "Innocent"                            | "Innocent"                            | "Innocent"                            | "Innocent"                            | "Innocent"                            | "Innocent"                            | "Innocent"                            | "Innocent"                            | "Innocent"                            | "Innocent"                            | "Innocent"                            | "Innocent"                            | "Innocent"                            | "Innocent"                            | "Innocent"                            | "Innocent"                            | "Innocent"                            | "Innocent"                            | "Innocent"                            | "Innocent"                            | "Innocent"                            | "Innocent"                            | "Innocent"                            | "Innocent"                            | "Innocent"                            | "Innocent"                            | "Innocent"                            | "Innocent"                            | "Innocent"                            | "Innocent"                            | "Innocent"                            | "Innocent"                            | "Innocent"                            | "Innocent"                            | "Innocent"                            | "Innocent"                            | "Innocent"                            | "Innocent"                            | "Innocent"                            | "Innocent"                            | "Innocent"                            | "Innocent"                            | "Innocent"                            | "Innocent"                            | "Innocent"                            | "Innocent"                            | "Innocent"                            | "Innocent"                            | "Innocent"                            | "Innocent"                            | "Innocent"                            | Our Lady Peace         | Our Lady Peace         | Our Lady Peace         | Our Lady Peace         | Our Lady Peace         | Our Lady Peace         | Our Lady Peace         | Our Lady Peace         | Our Lady Peace         | Our Lady Peace         | Our Lady Peace         | Our Lady Peace         | Our Lady Peace         | Our Lady Peace         | Our Lady Peace         | Our Lady Peace         | Our Lady Peace         | Our Lady Peace         | Our Lady Peace         | Our Lady Peace         | Our Lady Peace         | Our Lady Peace         | Our Lady Peace         | Our Lady Peace         | Our Lady Peace         | Our Lady Peace         | Our Lady Peace         | Our Lady Peace         | Our Lady Peace         | Our Lady Peace         | Our Lady Peace         | Our Lady Peace         | Our Lady Peace         | Our Lady Peace         | Our Lady Peace         | Our Lady Peace         | Our Lady Peace         | Our Lady Peace         | Our Lady Peace         | Our Lady Peace         | Our Lady Peace         | Our Lady Peace         | Our Lady Peace         | Our Lady Peace         | Our Lady Peace         | Our Lady Peace         | Our Lady Peace         | Our Lady Peace         | Our Lady Peace         | Our Lady Peace         | Our Lady Peace         | Our Lady Peace         | Our Lady Peace         | Our Lady Peace         | Our Lady Peace         | Our Lady Peace         | Our Lady Peace         | Our Lady Peace         | Our Lady Peace         | Our Lady Peace         | Our Lady Peace         | Our Lady Peace         | Our Lady Peace         | Our Lady Peace         | Our Lady Peace         | Our Lady Peace         | Our Lady Peace         | Our Lady Peace         | Our Lady Peace         | Our Lady Peace         | Our Lady Peace         | Our Lady Peace         | Our Lady Peace         | Our Lady Peace         | Our Lady Peace         | Our Lady Peace         | Our Lady Peace         | Our Lady Peace         | Our Lady Peace         | Our Lady Peace         | Our Lady Peace         | Our Lady Peace         | Our Lady Peace         | Our Lady Peace         | Our Lady Peace         | Our Lady Peace         | Our Lady Peace         | Our Lady Peace         | Our Lady Peace         | Our Lady Peace         | Our Lady Peace         | Our Lady Peace         | Our Lady Peace         | Our Lady Peace         | Our Lady Peace         | Our Lady Peace         | Our Lady Peace         | Our Lady Peace         | Our Lady Peace         | Our Lady Peace         | 5      | 5      | 5      | 5      | 5      | 5      | 5      | 5      | 5      | 5      | 5      | 5      | 5      | 5      | 5      | 5      | 5      | 5      | 5      | 5      | 5      | 5      | 5      | 5      | 5      | 5      | 5      | 5      | 5      | 5      | 5      | 5      | 5      | 5      | 5      | 5      | 5      | 5      | 5      | 5      | 5      | 5      | 5      | 5      | 5      | 5      | 5      | 5      | 5      | 5      | 5      | 5      | 5      | 5      | 5      | 5      | 5      | 5      | 5      | 5      | 5      | 5      | 5      | 5      | 5      | 5      | 5      | 5      | 5      | 5      | 5      | 5      | 5      | 5      | 5      | 5      | 5      | 5      | 5      | 5      | 5      | 5      | 5      | 5      | 5      | 5      | 5      | 5      | 5      | 5      | 5      | 5      | 5      | 5      | 5      | 5      | 5      | 5      | 5      | 5      | Salvo       | Salvo       | Salvo       | Salvo       | Salvo       | Salvo       | Salvo       | Salvo       | Salvo       | Salvo       | Salvo       | Salvo       | Salvo       | Salvo       | Salvo       | Salvo       | Salvo       | Salvo       | Salvo       | Salvo       | Salvo       | Salvo       | Salvo       | Salvo       | Salvo       | Salvo       | Salvo       | Salvo       | Salvo       | Salvo       | Salvo       | Salvo       | Salvo       | Salvo       | Salvo       | Salvo       | Salvo       | Salvo       | Salvo       | Salvo       | Salvo       | Salvo       | Salvo       | Salvo       | Salvo       | Salvo       | Salvo       | Salvo       | Salvo       | Salvo       | Salvo       | Salvo       | Salvo       | Salvo       | Salvo       | Salvo       | Salvo       | Salvo       | Salvo       | Salvo       | Salvo       | Salvo       | Salvo       | Salvo       | Salvo       | Salvo       | Salvo       | Salvo       | Salvo       | Salvo       |
| Top 7              | Top 7              | Top 7              | Top 7              | Top 7              | Top 7              | Top 7              | Top 7              | Top 7              | Top 7              | Top 7              | Top 7              | Top 7              | Top 7              | Top 7              | Top 7              | Top 7              | Top 7              | Top 7              | Top 7              | Top 7              | Top 7              | Top 7              | Top 7              | Top 7              | Top 7              | Top 7              | Top 7              | Top 7              | Top 7              | Top 7              | Top 7              | Top 7              | Top 7              | Top 7              | Top 7              | Top 7              | Top 7              | Top 7              | Top 7              | Top 7              | Top 7              | Top 7              | Top 7              | Top 7              | Top 7              | Top 7              | Top 7              | Top 7              | Top 7              | Top 7              | Top 7              | Top 7              | Top 7              | Top 7              | Top 7              | Top 7              | Top 7              | Top 7              | Top 7              | Top 7              | Top 7              | Top 7              | Top 7              | Top 7              | Top 7              | Top 7              | Top 7              | Top 7              | Top 7              | Top 7              | Top 7              | Top 7              | Top 7              | Top 7              | Top 7              | Top 7              | Top 7              | Top 7              | Top 7              | Top 7              | Top 7              | Top 7              | Top 7              | Top 7              | Top 7              | Top 7              | Top 7              | Top 7              | Top 7              | Mariah Carey                | Mariah Carey                | Mariah Carey                | Mariah Carey                | Mariah Carey                | Mariah Carey                | Mariah Carey                | Mariah Carey                | Mariah Carey                | Mariah Carey                | Mariah Carey                | Mariah Carey                | Mariah Carey                | Mariah Carey                | Mariah Carey                | Mariah Carey                | Mariah Carey                | Mariah Carey                | Mariah Carey                | Mariah Carey                | Mariah Carey                | Mariah Carey                | Mariah Carey                | Mariah Carey                | Mariah Carey                | Mariah Carey                | Mariah Carey                | Mariah Carey                | Mariah Carey                | Mariah Carey                | Mariah Carey                | Mariah Carey                | Mariah Carey                | Mariah Carey                | Mariah Carey                | Mariah Carey                | Mariah Carey                | Mariah Carey                | Mariah Carey                | Mariah Carey                | Mariah Carey                | Mariah Carey                | Mariah Carey                | Mariah Carey                | Mariah Carey                | Mariah Carey                | Mariah Carey                | Mariah Carey                | Mariah Carey                | Mariah Carey                | Mariah Carey                | Mariah Carey                | Mariah Carey                | Mariah Carey                | Mariah Carey                | Mariah Carey                | Mariah Carey                | Mariah Carey                | Mariah Carey                | Mariah Carey                | Mariah Carey                | Mariah Carey                | Mariah Carey                | Mariah Carey                | Mariah Carey                | Mariah Carey                | Mariah Carey                | Mariah Carey                | Mariah Carey                | Mariah Carey                | Mariah Carey                | Mariah Carey                | Mariah Carey                | Mariah Carey                | Mariah Carey                | Mariah Carey                | Mariah Carey                | Mariah Carey                | Mariah Carey                | Mariah Carey                | Mariah Carey                | Mariah Carey                | Mariah Carey                | Mariah Carey                | Mariah Carey                | Mariah Carey                | Mariah Carey                | Mariah Carey                | Mariah Carey                | Mariah Carey                | Mariah Carey                | Mariah Carey                | Mariah Carey                | Mariah Carey                | Mariah Carey                | Mariah Carey                | Mariah Carey                | Mariah Carey                | Mariah Carey                | Mariah Carey                | "Always Be My Baby"                   | "Always Be My Baby"                   | "Always Be My Baby"                   | "Always Be My Baby"                   | "Always Be My Baby"                   | "Always Be My Baby"                   | "Always Be My Baby"                   | "Always Be My Baby"                   | "Always Be My Baby"                   | "Always Be My Baby"                   | "Always Be My Baby"                   | "Always Be My Baby"                   | "Always Be My Baby"                   | "Always Be My Baby"                   | "Always Be My Baby"                   | "Always Be My Baby"                   | "Always Be My Baby"                   | "Always Be My Baby"                   | "Always Be My Baby"                   | "Always Be My Baby"                   | "Always Be My Baby"                   | "Always Be My Baby"                   | "Always Be My Baby"                   | "Always Be My Baby"                   | "Always Be My Baby"                   | "Always Be My Baby"                   | "Always Be My Baby"                   | "Always Be My Baby"                   | "Always Be My Baby"                   | "Always Be My Baby"                   | "Always Be My Baby"                   | "Always Be My Baby"                   | "Always Be My Baby"                   | "Always Be My Baby"                   | "Always Be My Baby"                   | "Always Be My Baby"                   | "Always Be My Baby"                   | "Always Be My Baby"                   | "Always Be My Baby"                   | "Always Be My Baby"                   | "Always Be My Baby"                   | "Always Be My Baby"                   | "Always Be My Baby"                   | "Always Be My Baby"                   | "Always Be My Baby"                   | "Always Be My Baby"                   | "Always Be My Baby"                   | "Always Be My Baby"                   | "Always Be My Baby"                   | "Always Be My Baby"                   | "Always Be My Baby"                   | "Always Be My Baby"                   | "Always Be My Baby"                   | "Always Be My Baby"                   | "Always Be My Baby"                   | "Always Be My Baby"                   | "Always Be My Baby"                   | "Always Be My Baby"                   | "Always Be My Baby"                   | "Always Be My Baby"                   | "Always Be My Baby"                   | "Always Be My Baby"                   | "Always Be My Baby"                   | "Always Be My Baby"                   | "Always Be My Baby"                   | "Always Be My Baby"                   | "Always Be My Baby"                   | "Always Be My Baby"                   | "Always Be My Baby"                   | "Always Be My Baby"                   | "Always Be My Baby"                   | "Always Be My Baby"                   | "Always Be My Baby"                   | "Always Be My Baby"                   | "Always Be My Baby"                   | "Always Be My Baby"                   | "Always Be My Baby"                   | "Always Be My Baby"                   | "Always Be My Baby"                   | "Always Be My Baby"                   | "Always Be My Baby"                   | "Always Be My Baby"                   | "Always Be My Baby"                   | "Always Be My Baby"                   | "Always Be My Baby"                   | "Always Be My Baby"                   | "Always Be My Baby"                   | "Always Be My Baby"                   | "Always Be My Baby"                   | "Always Be My Baby"                   | "Always Be My Baby"                   | "Always Be My Baby"                   | "Always Be My Baby"                   | "Always Be My Baby"                   | "Always Be My Baby"                   | "Always Be My Baby"                   | "Always Be My Baby"                   | "Always Be My Baby"                   | "Always Be My Baby"                   | "Always Be My Baby"                   | "Always Be My Baby"                   | "Always Be My Baby"                   | "Always Be My Baby"                   | "Always Be My Baby"                   | "Always Be My Baby"                   | "Always Be My Baby"                   | "Always Be My Baby"                   | "Always Be My Baby"                   | "Always Be My Baby"                   | "Always Be My Baby"                   | "Always Be My Baby"                   | "Always Be My Baby"                   | "Always Be My Baby"                   | "Always Be My Baby"                   | "Always Be My Baby"                   | "Always Be My Baby"                   | "Always Be My Baby"                   | "Always Be My Baby"                   | "Always Be My Baby"                   | "Always Be My Baby"                   | "Always Be My Baby"                   | "Always Be My Baby"                   | "Always Be My Baby"                   | "Always Be My Baby"                   | "Always Be My Baby"                   | "Always Be My Baby"                   | "Always Be My Baby"                   | "Always Be My Baby"                   | "Always Be My Baby"                   | "Always Be My Baby"                   | Mariah Carey           | Mariah Carey           | Mariah Carey           | Mariah Carey           | Mariah Carey           | Mariah Carey           | Mariah Carey           | Mariah Carey           | Mariah Carey           | Mariah Carey           | Mariah Carey           | Mariah Carey           | Mariah Carey           | Mariah Carey           | Mariah Carey           | Mariah Carey           | Mariah Carey           | Mariah Carey           | Mariah Carey           | Mariah Carey           | Mariah Carey           | Mariah Carey           | Mariah Carey           | Mariah Carey           | Mariah Carey           | Mariah Carey           | Mariah Carey           | Mariah Carey           | Mariah Carey           | Mariah Carey           | Mariah Carey           | Mariah Carey           | Mariah Carey           | Mariah Carey           | Mariah Carey           | Mariah Carey           | Mariah Carey           | Mariah Carey           | Mariah Carey           | Mariah Carey           | Mariah Carey           | Mariah Carey           | Mariah Carey           | Mariah Carey           | Mariah Carey           | Mariah Carey           | Mariah Carey           | Mariah Carey           | Mariah Carey           | Mariah Carey           | Mariah Carey           | Mariah Carey           | Mariah Carey           | Mariah Carey           | Mariah Carey           | Mariah Carey           | Mariah Carey           | Mariah Carey           | Mariah Carey           | Mariah Carey           | Mariah Carey           | Mariah Carey           | Mariah Carey           | Mariah Carey           | Mariah Carey           | Mariah Carey           | Mariah Carey           | Mariah Carey           | Mariah Carey           | Mariah Carey           | Mariah Carey           | Mariah Carey           | Mariah Carey           | Mariah Carey           | Mariah Carey           | Mariah Carey           | Mariah Carey           | Mariah Carey           | Mariah Carey           | Mariah Carey           | Mariah Carey           | Mariah Carey           | Mariah Carey           | Mariah Carey           | Mariah Carey           | Mariah Carey           | Mariah Carey           | Mariah Carey           | Mariah Carey           | Mariah Carey           | Mariah Carey           | Mariah Carey           | Mariah Carey           | Mariah Carey           | Mariah Carey           | Mariah Carey           | Mariah Carey           | Mariah Carey           | Mariah Carey           | Mariah Carey           | 6      | 6      | 6      | 6      | 6      | 6      | 6      | 6      | 6      | 6      | 6      | 6      | 6      | 6      | 6      | 6      | 6      | 6      | 6      | 6      | 6      | 6      | 6      | 6      | 6      | 6      | 6      | 6      | 6      | 6      | 6      | 6      | 6      | 6      | 6      | 6      | 6      | 6      | 6      | 6      | 6      | 6      | 6      | 6      | 6      | 6      | 6      | 6      | 6      | 6      | 6      | 6      | 6      | 6      | 6      | 6      | 6      | 6      | 6      | 6      | 6      | 6      | 6      | 6      | 6      | 6      | 6      | 6      | 6      | 6      | 6      | 6      | 6      | 6      | 6      | 6      | 6      | 6      | 6      | 6      | 6      | 6      | 6      | 6      | 6      | 6      | 6      | 6      | 6      | 6      | 6      | 6      | 6      | 6      | 6      | 6      | 6      | 6      | 6      | 6      | Salvo       | Salvo       | Salvo       | Salvo       | Salvo       | Salvo       | Salvo       | Salvo       | Salvo       | Salvo       | Salvo       | Salvo       | Salvo       | Salvo       | Salvo       | Salvo       | Salvo       | Salvo       | Salvo       | Salvo       | Salvo       | Salvo       | Salvo       | Salvo       | Salvo       | Salvo       | Salvo       | Salvo       | Salvo       | Salvo       | Salvo       | Salvo       | Salvo       | Salvo       | Salvo       | Salvo       | Salvo       | Salvo       | Salvo       | Salvo       | Salvo       | Salvo       | Salvo       | Salvo       | Salvo       | Salvo       | Salvo       | Salvo       | Salvo       | Salvo       | Salvo       | Salvo       | Salvo       | Salvo       | Salvo       | Salvo       | Salvo       | Salvo       | Salvo       | Salvo       | Salvo       | Salvo       | Salvo       | Salvo       | Salvo       | Salvo       | Salvo       | Salvo       | Salvo       | Salvo       |
| Top 6              | Top 6              | Top 6              | Top 6              | Top 6              | Top 6              | Top 6              | Top 6              | Top 6              | Top 6              | Top 6              | Top 6              | Top 6              | Top 6              | Top 6              | Top 6              | Top 6              | Top 6              | Top 6              | Top 6              | Top 6              | Top 6              | Top 6              | Top 6              | Top 6              | Top 6              | Top 6              | Top 6              | Top 6              | Top 6              | Top 6              | Top 6              | Top 6              | Top 6              | Top 6              | Top 6              | Top 6              | Top 6              | Top 6              | Top 6              | Top 6              | Top 6              | Top 6              | Top 6              | Top 6              | Top 6              | Top 6              | Top 6              | Top 6              | Top 6              | Top 6              | Top 6              | Top 6              | Top 6              | Top 6              | Top 6              | Top 6              | Top 6              | Top 6              | Top 6              | Top 6              | Top 6              | Top 6              | Top 6              | Top 6              | Top 6              | Top 6              | Top 6              | Top 6              | Top 6              | Top 6              | Top 6              | Top 6              | Top 6              | Top 6              | Top 6              | Top 6              | Top 6              | Top 6              | Top 6              | Top 6              | Top 6              | Top 6              | Top 6              | Top 6              | Top 6              | Top 6              | Top 6              | Top 6              | Top 6              | Andrew Lloyd Webber         | Andrew Lloyd Webber         | Andrew Lloyd Webber         | Andrew Lloyd Webber         | Andrew Lloyd Webber         | Andrew Lloyd Webber         | Andrew Lloyd Webber         | Andrew Lloyd Webber         | Andrew Lloyd Webber         | Andrew Lloyd Webber         | Andrew Lloyd Webber         | Andrew Lloyd Webber         | Andrew Lloyd Webber         | Andrew Lloyd Webber         | Andrew Lloyd Webber         | Andrew Lloyd Webber         | Andrew Lloyd Webber         | Andrew Lloyd Webber         | Andrew Lloyd Webber         | Andrew Lloyd Webber         | Andrew Lloyd Webber         | Andrew Lloyd Webber         | Andrew Lloyd Webber         | Andrew Lloyd Webber         | Andrew Lloyd Webber         | Andrew Lloyd Webber         | Andrew Lloyd Webber         | Andrew Lloyd Webber         | Andrew Lloyd Webber         | Andrew Lloyd Webber         | Andrew Lloyd Webber         | Andrew Lloyd Webber         | Andrew Lloyd Webber         | Andrew Lloyd Webber         | Andrew Lloyd Webber         | Andrew Lloyd Webber         | Andrew Lloyd Webber         | Andrew Lloyd Webber         | Andrew Lloyd Webber         | Andrew Lloyd Webber         | Andrew Lloyd Webber         | Andrew Lloyd Webber         | Andrew Lloyd Webber         | Andrew Lloyd Webber         | Andrew Lloyd Webber         | Andrew Lloyd Webber         | Andrew Lloyd Webber         | Andrew Lloyd Webber         | Andrew Lloyd Webber         | Andrew Lloyd Webber         | Andrew Lloyd Webber         | Andrew Lloyd Webber         | Andrew Lloyd Webber         | Andrew Lloyd Webber         | Andrew Lloyd Webber         | Andrew Lloyd Webber         | Andrew Lloyd Webber         | Andrew Lloyd Webber         | Andrew Lloyd Webber         | Andrew Lloyd Webber         | Andrew Lloyd Webber         | Andrew Lloyd Webber         | Andrew Lloyd Webber         | Andrew Lloyd Webber         | Andrew Lloyd Webber         | Andrew Lloyd Webber         | Andrew Lloyd Webber         | Andrew Lloyd Webber         | Andrew Lloyd Webber         | Andrew Lloyd Webber         | Andrew Lloyd Webber         | Andrew Lloyd Webber         | Andrew Lloyd Webber         | Andrew Lloyd Webber         | Andrew Lloyd Webber         | Andrew Lloyd Webber         | Andrew Lloyd Webber         | Andrew Lloyd Webber         | Andrew Lloyd Webber         | Andrew Lloyd Webber         | Andrew Lloyd Webber         | Andrew Lloyd Webber         | Andrew Lloyd Webber         | Andrew Lloyd Webber         | Andrew Lloyd Webber         | Andrew Lloyd Webber         | Andrew Lloyd Webber         | Andrew Lloyd Webber         | Andrew Lloyd Webber         | Andrew Lloyd Webber         | Andrew Lloyd Webber         | Andrew Lloyd Webber         | Andrew Lloyd Webber         | Andrew Lloyd Webber         | Andrew Lloyd Webber         | Andrew Lloyd Webber         | Andrew Lloyd Webber         | Andrew Lloyd Webber         | Andrew Lloyd Webber         | Andrew Lloyd Webber         | "The Music of the Night"              | "The Music of the Night"              | "The Music of the Night"              | "The Music of the Night"              | "The Music of the Night"              | "The Music of the Night"              | "The Music of the Night"              | "The Music of the Night"              | "The Music of the Night"              | "The Music of the Night"              | "The Music of the Night"              | "The Music of the Night"              | "The Music of the Night"              | "The Music of the Night"              | "The Music of the Night"              | "The Music of the Night"              | "The Music of the Night"              | "The Music of the Night"              | "The Music of the Night"              | "The Music of the Night"              | "The Music of the Night"              | "The Music of the Night"              | "The Music of the Night"              | "The Music of the Night"              | "The Music of the Night"              | "The Music of the Night"              | "The Music of the Night"              | "The Music of the Night"              | "The Music of the Night"              | "The Music of the Night"              | "The Music of the Night"              | "The Music of the Night"              | "The Music of the Night"              | "The Music of the Night"              | "The Music of the Night"              | "The Music of the Night"              | "The Music of the Night"              | "The Music of the Night"              | "The Music of the Night"              | "The Music of the Night"              | "The Music of the Night"              | "The Music of the Night"              | "The Music of the Night"              | "The Music of the Night"              | "The Music of the Night"              | "The Music of the Night"              | "The Music of the Night"              | "The Music of the Night"              | "The Music of the Night"              | "The Music of the Night"              | "The Music of the Night"              | "The Music of the Night"              | "The Music of the Night"              | "The Music of the Night"              | "The Music of the Night"              | "The Music of the Night"              | "The Music of the Night"              | "The Music of the Night"              | "The Music of the Night"              | "The Music of the Night"              | "The Music of the Night"              | "The Music of the Night"              | "The Music of the Night"              | "The Music of the Night"              | "The Music of the Night"              | "The Music of the Night"              | "The Music of the Night"              | "The Music of the Night"              | "The Music of the Night"              | "The Music of the Night"              | "The Music of the Night"              | "The Music of the Night"              | "The Music of the Night"              | "The Music of the Night"              | "The Music of the Night"              | "The Music of the Night"              | "The Music of the Night"              | "The Music of the Night"              | "The Music of the Night"              | "The Music of the Night"              | "The Music of the Night"              | "The Music of the Night"              | "The Music of the Night"              | "The Music of the Night"              | "The Music of the Night"              | "The Music of the Night"              | "The Music of the Night"              | "The Music of the Night"              | "The Music of the Night"              | "The Music of the Night"              | "The Music of the Night"              | "The Music of the Night"              | "The Music of the Night"              | "The Music of the Night"              | "The Music of the Night"              | "The Music of the Night"              | "The Music of the Night"              | "The Music of the Night"              | "The Music of the Night"              | "The Music of the Night"              | "The Music of the Night"              | "The Music of the Night"              | "The Music of the Night"              | "The Music of the Night"              | "The Music of the Night"              | "The Music of the Night"              | "The Music of the Night"              | "The Music of the Night"              | "The Music of the Night"              | "The Music of the Night"              | "The Music of the Night"              | "The Music of the Night"              | "The Music of the Night"              | "The Music of the Night"              | "The Music of the Night"              | "The Music of the Night"              | "The Music of the Night"              | "The Music of the Night"              | "The Music of the Night"              | "The Music of the Night"              | "The Music of the Night"              | "The Music of the Night"              | "The Music of the Night"              | "The Music of the Night"              | "The Music of the Night"              | "The Music of the Night"              | "The Music of the Night"              | "The Music of the Night"              | "The Music of the Night"              | "The Music of the Night"              | Il fantasma dell'Opera | Il fantasma dell'Opera | Il fantasma dell'Opera | Il fantasma dell'Opera | Il fantasma dell'Opera | Il fantasma dell'Opera | Il fantasma dell'Opera | Il fantasma dell'Opera | Il fantasma dell'Opera | Il fantasma dell'Opera | Il fantasma dell'Opera | Il fantasma dell'Opera | Il fantasma dell'Opera | Il fantasma dell'Opera | Il fantasma dell'Opera | Il fantasma dell'Opera | Il fantasma dell'Opera | Il fantasma dell'Opera | Il fantasma dell'Opera | Il fantasma dell'Opera | Il fantasma dell'Opera | Il fantasma dell'Opera | Il fantasma dell'Opera | Il fantasma dell'Opera | Il fantasma dell'Opera | Il fantasma dell'Opera | Il fantasma dell'Opera | Il fantasma dell'Opera | Il fantasma dell'Opera | Il fantasma dell'Opera | Il fantasma dell'Opera | Il fantasma dell'Opera | Il fantasma dell'Opera | Il fantasma dell'Opera | Il fantasma dell'Opera | Il fantasma dell'Opera | Il fantasma dell'Opera | Il fantasma dell'Opera | Il fantasma dell'Opera | Il fantasma dell'Opera | Il fantasma dell'Opera | Il fantasma dell'Opera | Il fantasma dell'Opera | Il fantasma dell'Opera | Il fantasma dell'Opera | Il fantasma dell'Opera | Il fantasma dell'Opera | Il fantasma dell'Opera | Il fantasma dell'Opera | Il fantasma dell'Opera | Il fantasma dell'Opera | Il fantasma dell'Opera | Il fantasma dell'Opera | Il fantasma dell'Opera | Il fantasma dell'Opera | Il fantasma dell'Opera | Il fantasma dell'Opera | Il fantasma dell'Opera | Il fantasma dell'Opera | Il fantasma dell'Opera | Il fantasma dell'Opera | Il fantasma dell'Opera | Il fantasma dell'Opera | Il fantasma dell'Opera | Il fantasma dell'Opera | Il fantasma dell'Opera | Il fantasma dell'Opera | Il fantasma dell'Opera | Il fantasma dell'Opera | Il fantasma dell'Opera | Il fantasma dell'Opera | Il fantasma dell'Opera | Il fantasma dell'Opera | Il fantasma dell'Opera | Il fantasma dell'Opera | Il fantasma dell'Opera | Il fantasma dell'Opera | Il fantasma dell'Opera | Il fantasma dell'Opera | Il fantasma dell'Opera | Il fantasma dell'Opera | Il fantasma dell'Opera | Il fantasma dell'Opera | Il fantasma dell'Opera | Il fantasma dell'Opera | Il fantasma dell'Opera | Il fantasma dell'Opera | Il fantasma dell'Opera | Il fantasma dell'Opera | Il fantasma dell'Opera | Il fantasma dell'Opera | Il fantasma dell'Opera | Il fantasma dell'Opera | Il fantasma dell'Opera | Il fantasma dell'Opera | Il fantasma dell'Opera | Il fantasma dell'Opera | Il fantasma dell'Opera | Il fantasma dell'Opera | Il fantasma dell'Opera | 6      | 6      | 6      | 6      | 6      | 6      | 6      | 6      | 6      | 6      | 6      | 6      | 6      | 6      | 6      | 6      | 6      | 6      | 6      | 6      | 6      | 6      | 6      | 6      | 6      | 6      | 6      | 6      | 6      | 6      | 6      | 6      | 6      | 6      | 6      | 6      | 6      | 6      | 6      | 6      | 6      | 6      | 6      | 6      | 6      | 6      | 6      | 6      | 6      | 6      | 6      | 6      | 6      | 6      | 6      | 6      | 6      | 6      | 6      | 6      | 6      | 6      | 6      | 6      | 6      | 6      | 6      | 6      | 6      | 6      | 6      | 6      | 6      | 6      | 6      | 6      | 6      | 6      | 6      | 6      | 6      | 6      | 6      | 6      | 6      | 6      | 6      | 6      | 6      | 6      | 6      | 6      | 6      | 6      | 6      | 6      | 6      | 6      | 6      | 6      | Salvo       | Salvo       | Salvo       | Salvo       | Salvo       | Salvo       | Salvo       | Salvo       | Salvo       | Salvo       | Salvo       | Salvo       | Salvo       | Salvo       | Salvo       | Salvo       | Salvo       | Salvo       | Salvo       | Salvo       | Salvo       | Salvo       | Salvo       | Salvo       | Salvo       | Salvo       | Salvo       | Salvo       | Salvo       | Salvo       | Salvo       | Salvo       | Salvo       | Salvo       | Salvo       | Salvo       | Salvo       | Salvo       | Salvo       | Salvo       | Salvo       | Salvo       | Salvo       | Salvo       | Salvo       | Salvo       | Salvo       | Salvo       | Salvo       | Salvo       | Salvo       | Salvo       | Salvo       | Salvo       | Salvo       | Salvo       | Salvo       | Salvo       | Salvo       | Salvo       | Salvo       | Salvo       | Salvo       | Salvo       | Salvo       | Salvo       | Salvo       | Salvo       | Salvo       | Salvo       |
| Top 5              | Top 5              | Top 5              | Top 5              | Top 5              | Top 5              | Top 5              | Top 5              | Top 5              | Top 5              | Top 5              | Top 5              | Top 5              | Top 5              | Top 5              | Top 5              | Top 5              | Top 5              | Top 5              | Top 5              | Top 5              | Top 5              | Top 5              | Top 5              | Top 5              | Top 5              | Top 5              | Top 5              | Top 5              | Top 5              | Top 5              | Top 5              | Top 5              | Top 5              | Top 5              | Top 5              | Top 5              | Top 5              | Top 5              | Top 5              | Top 5              | Top 5              | Top 5              | Top 5              | Top 5              | Top 5              | Top 5              | Top 5              | Top 5              | Top 5              | Top 5              | Top 5              | Top 5              | Top 5              | Top 5              | Top 5              | Top 5              | Top 5              | Top 5              | Top 5              | Top 5              | Top 5              | Top 5              | Top 5              | Top 5              | Top 5              | Top 5              | Top 5              | Top 5              | Top 5              | Top 5              | Top 5              | Top 5              | Top 5              | Top 5              | Top 5              | Top 5              | Top 5              | Top 5              | Top 5              | Top 5              | Top 5              | Top 5              | Top 5              | Top 5              | Top 5              | Top 5              | Top 5              | Top 5              | Top 5              | Neil Diamond                | Neil Diamond                | Neil Diamond                | Neil Diamond                | Neil Diamond                | Neil Diamond                | Neil Diamond                | Neil Diamond                | Neil Diamond                | Neil Diamond                | Neil Diamond                | Neil Diamond                | Neil Diamond                | Neil Diamond                | Neil Diamond                | Neil Diamond                | Neil Diamond                | Neil Diamond                | Neil Diamond                | Neil Diamond                | Neil Diamond                | Neil Diamond                | Neil Diamond                | Neil Diamond                | Neil Diamond                | Neil Diamond                | Neil Diamond                | Neil Diamond                | Neil Diamond                | Neil Diamond                | Neil Diamond                | Neil Diamond                | Neil Diamond                | Neil Diamond                | Neil Diamond                | Neil Diamond                | Neil Diamond                | Neil Diamond                | Neil Diamond                | Neil Diamond                | Neil Diamond                | Neil Diamond                | Neil Diamond                | Neil Diamond                | Neil Diamond                | Neil Diamond                | Neil Diamond                | Neil Diamond                | Neil Diamond                | Neil Diamond                | Neil Diamond                | Neil Diamond                | Neil Diamond                | Neil Diamond                | Neil Diamond                | Neil Diamond                | Neil Diamond                | Neil Diamond                | Neil Diamond                | Neil Diamond                | Neil Diamond                | Neil Diamond                | Neil Diamond                | Neil Diamond                | Neil Diamond                | Neil Diamond                | Neil Diamond                | Neil Diamond                | Neil Diamond                | Neil Diamond                | Neil Diamond                | Neil Diamond                | Neil Diamond                | Neil Diamond                | Neil Diamond                | Neil Diamond                | Neil Diamond                | Neil Diamond                | Neil Diamond                | Neil Diamond                | Neil Diamond                | Neil Diamond                | Neil Diamond                | Neil Diamond                | Neil Diamond                | Neil Diamond                | Neil Diamond                | Neil Diamond                | Neil Diamond                | Neil Diamond                | Neil Diamond                | Neil Diamond                | Neil Diamond                | Neil Diamond                | Neil Diamond                | Neil Diamond                | Neil Diamond                | Neil Diamond                | Neil Diamond                | Neil Diamond                | "I'm Alive" All I Really Need Is You" | "I'm Alive" All I Really Need Is You" | "I'm Alive" All I Really Need Is You" | "I'm Alive" All I Really Need Is You" | "I'm Alive" All I Really Need Is You" | "I'm Alive" All I Really Need Is You" | "I'm Alive" All I Really Need Is You" | "I'm Alive" All I Really Need Is You" | "I'm Alive" All I Really Need Is You" | "I'm Alive" All I Really Need Is You" | "I'm Alive" All I Really Need Is You" | "I'm Alive" All I Really Need Is You" | "I'm Alive" All I Really Need Is You" | "I'm Alive" All I Really Need Is You" | "I'm Alive" All I Really Need Is You" | "I'm Alive" All I Really Need Is You" | "I'm Alive" All I Really Need Is You" | "I'm Alive" All I Really Need Is You" | "I'm Alive" All I Really Need Is You" | "I'm Alive" All I Really Need Is You" | "I'm Alive" All I Really Need Is You" | "I'm Alive" All I Really Need Is You" | "I'm Alive" All I Really Need Is You" | "I'm Alive" All I Really Need Is You" | "I'm Alive" All I Really Need Is You" | "I'm Alive" All I Really Need Is You" | "I'm Alive" All I Really Need Is You" | "I'm Alive" All I Really Need Is You" | "I'm Alive" All I Really Need Is You" | "I'm Alive" All I Really Need Is You" | "I'm Alive" All I Really Need Is You" | "I'm Alive" All I Really Need Is You" | "I'm Alive" All I Really Need Is You" | "I'm Alive" All I Really Need Is You" | "I'm Alive" All I Really Need Is You" | "I'm Alive" All I Really Need Is You" | "I'm Alive" All I Really Need Is You" | "I'm Alive" All I Really Need Is You" | "I'm Alive" All I Really Need Is You" | "I'm Alive" All I Really Need Is You" | "I'm Alive" All I Really Need Is You" | "I'm Alive" All I Really Need Is You" | "I'm Alive" All I Really Need Is You" | "I'm Alive" All I Really Need Is You" | "I'm Alive" All I Really Need Is You" | "I'm Alive" All I Really Need Is You" | "I'm Alive" All I Really Need Is You" | "I'm Alive" All I Really Need Is You" | "I'm Alive" All I Really Need Is You" | "I'm Alive" All I Really Need Is You" | "I'm Alive" All I Really Need Is You" | "I'm Alive" All I Really Need Is You" | "I'm Alive" All I Really Need Is You" | "I'm Alive" All I Really Need Is You" | "I'm Alive" All I Really Need Is You" | "I'm Alive" All I Really Need Is You" | "I'm Alive" All I Really Need Is You" | "I'm Alive" All I Really Need Is You" | "I'm Alive" All I Really Need Is You" | "I'm Alive" All I Really Need Is You" | "I'm Alive" All I Really Need Is You" | "I'm Alive" All I Really Need Is You" | "I'm Alive" All I Really Need Is You" | "I'm Alive" All I Really Need Is You" | "I'm Alive" All I Really Need Is You" | "I'm Alive" All I Really Need Is You" | "I'm Alive" All I Really Need Is You" | "I'm Alive" All I Really Need Is You" | "I'm Alive" All I Really Need Is You" | "I'm Alive" All I Really Need Is You" | "I'm Alive" All I Really Need Is You" | "I'm Alive" All I Really Need Is You" | "I'm Alive" All I Really Need Is You" | "I'm Alive" All I Really Need Is You" | "I'm Alive" All I Really Need Is You" | "I'm Alive" All I Really Need Is You" | "I'm Alive" All I Really Need Is You" | "I'm Alive" All I Really Need Is You" | "I'm Alive" All I Really Need Is You" | "I'm Alive" All I Really Need Is You" | "I'm Alive" All I Really Need Is You" | "I'm Alive" All I Really Need Is You" | "I'm Alive" All I Really Need Is You" | "I'm Alive" All I Really Need Is You" | "I'm Alive" All I Really Need Is You" | "I'm Alive" All I Really Need Is You" | "I'm Alive" All I Really Need Is You" | "I'm Alive" All I Really Need Is You" | "I'm Alive" All I Really Need Is You" | "I'm Alive" All I Really Need Is You" | "I'm Alive" All I Really Need Is You" | "I'm Alive" All I Really Need Is You" | "I'm Alive" All I Really Need Is You" | "I'm Alive" All I Really Need Is You" | "I'm Alive" All I Really Need Is You" | "I'm Alive" All I Really Need Is You" | "I'm Alive" All I Really Need Is You" | "I'm Alive" All I Really Need Is You" | "I'm Alive" All I Really Need Is You" | "I'm Alive" All I Really Need Is You" | "I'm Alive" All I Really Need Is You" | "I'm Alive" All I Really Need Is You" | "I'm Alive" All I Really Need Is You" | "I'm Alive" All I Really Need Is You" | "I'm Alive" All I Really Need Is You" | "I'm Alive" All I Really Need Is You" | "I'm Alive" All I Really Need Is You" | "I'm Alive" All I Really Need Is You" | "I'm Alive" All I Really Need Is You" | "I'm Alive" All I Really Need Is You" | "I'm Alive" All I Really Need Is You" | "I'm Alive" All I Really Need Is You" | "I'm Alive" All I Really Need Is You" | "I'm Alive" All I Really Need Is You" | "I'm Alive" All I Really Need Is You" | "I'm Alive" All I Really Need Is You" | "I'm Alive" All I Really Need Is You" | "I'm Alive" All I Really Need Is You" | "I'm Alive" All I Really Need Is You" | "I'm Alive" All I Really Need Is You" | "I'm Alive" All I Really Need Is You" | "I'm Alive" All I Really Need Is You" | "I'm Alive" All I Really Need Is You" | "I'm Alive" All I Really Need Is You" | "I'm Alive" All I Really Need Is You" | "I'm Alive" All I Really Need Is You" | "I'm Alive" All I Really Need Is You" | "I'm Alive" All I Really Need Is You" | "I'm Alive" All I Really Need Is You" | "I'm Alive" All I Really Need Is You" | Neil Diamond           | Neil Diamond           | Neil Diamond           | Neil Diamond           | Neil Diamond           | Neil Diamond           | Neil Diamond           | Neil Diamond           | Neil Diamond           | Neil Diamond           | Neil Diamond           | Neil Diamond           | Neil Diamond           | Neil Diamond           | Neil Diamond           | Neil Diamond           | Neil Diamond           | Neil Diamond           | Neil Diamond           | Neil Diamond           | Neil Diamond           | Neil Diamond           | Neil Diamond           | Neil Diamond           | Neil Diamond           | Neil Diamond           | Neil Diamond           | Neil Diamond           | Neil Diamond           | Neil Diamond           | Neil Diamond           | Neil Diamond           | Neil Diamond           | Neil Diamond           | Neil Diamond           | Neil Diamond           | Neil Diamond           | Neil Diamond           | Neil Diamond           | Neil Diamond           | Neil Diamond           | Neil Diamond           | Neil Diamond           | Neil Diamond           | Neil Diamond           | Neil Diamond           | Neil Diamond           | Neil Diamond           | Neil Diamond           | Neil Diamond           | Neil Diamond           | Neil Diamond           | Neil Diamond           | Neil Diamond           | Neil Diamond           | Neil Diamond           | Neil Diamond           | Neil Diamond           | Neil Diamond           | Neil Diamond           | Neil Diamond           | Neil Diamond           | Neil Diamond           | Neil Diamond           | Neil Diamond           | Neil Diamond           | Neil Diamond           | Neil Diamond           | Neil Diamond           | Neil Diamond           | Neil Diamond           | Neil Diamond           | Neil Diamond           | Neil Diamond           | Neil Diamond           | Neil Diamond           | Neil Diamond           | Neil Diamond           | Neil Diamond           | Neil Diamond           | Neil Diamond           | Neil Diamond           | Neil Diamond           | Neil Diamond           | Neil Diamond           | Neil Diamond           | Neil Diamond           | Neil Diamond           | Neil Diamond           | Neil Diamond           | Neil Diamond           | Neil Diamond           | Neil Diamond           | Neil Diamond           | Neil Diamond           | Neil Diamond           | Neil Diamond           | Neil Diamond           | Neil Diamond           | Neil Diamond           | 2 7    | 2 7    | 2 7    | 2 7    | 2 7    | 2 7    | 2 7    | 2 7    | 2 7    | 2 7    | 2 7    | 2 7    | 2 7    | 2 7    | 2 7    | 2 7    | 2 7    | 2 7    | 2 7    | 2 7    | 2 7    | 2 7    | 2 7    | 2 7    | 2 7    | 2 7    | 2 7    | 2 7    | 2 7    | 2 7    | 2 7    | 2 7    | 2 7    | 2 7    | 2 7    | 2 7    | 2 7    | 2 7    | 2 7    | 2 7    | 2 7    | 2 7    | 2 7    | 2 7    | 2 7    | 2 7    | 2 7    | 2 7    | 2 7    | 2 7    | 2 7    | 2 7    | 2 7    | 2 7    | 2 7    | 2 7    | 2 7    | 2 7    | 2 7    | 2 7    | 2 7    | 2 7    | 2 7    | 2 7    | 2 7    | 2 7    | 2 7    | 2 7    | 2 7    | 2 7    | 2 7    | 2 7    | 2 7    | 2 7    | 2 7    | 2 7    | 2 7    | 2 7    | 2 7    | 2 7    | 2 7    | 2 7    | 2 7    | 2 7    | 2 7    | 2 7    | 2 7    | 2 7    | 2 7    | 2 7    | 2 7    | 2 7    | 2 7    | 2 7    | 2 7    | 2 7    | 2 7    | 2 7    | 2 7    | 2 7    | Salvo       | Salvo       | Salvo       | Salvo       | Salvo       | Salvo       | Salvo       | Salvo       | Salvo       | Salvo       | Salvo       | Salvo       | Salvo       | Salvo       | Salvo       | Salvo       | Salvo       | Salvo       | Salvo       | Salvo       | Salvo       | Salvo       | Salvo       | Salvo       | Salvo       | Salvo       | Salvo       | Salvo       | Salvo       | Salvo       | Salvo       | Salvo       | Salvo       | Salvo       | Salvo       | Salvo       | Salvo       | Salvo       | Salvo       | Salvo       | Salvo       | Salvo       | Salvo       | Salvo       | Salvo       | Salvo       | Salvo       | Salvo       | Salvo       | Salvo       | Salvo       | Salvo       | Salvo       | Salvo       | Salvo       | Salvo       | Salvo       | Salvo       | Salvo       | Salvo       | Salvo       | Salvo       | Salvo       | Salvo       | Salvo       | Salvo       | Salvo       | Salvo       | Salvo       | Salvo       |
| Top 4              | Top 4              | Top 4              | Top 4              | Top 4              | Top 4              | Top 4              | Top 4              | Top 4              | Top 4              | Top 4              | Top 4              | Top 4              | Top 4              | Top 4              | Top 4              | Top 4              | Top 4              | Top 4              | Top 4              | Top 4              | Top 4              | Top 4              | Top 4              | Top 4              | Top 4              | Top 4              | Top 4              | Top 4              | Top 4              | Top 4              | Top 4              | Top 4              | Top 4              | Top 4              | Top 4              | Top 4              | Top 4              | Top 4              | Top 4              | Top 4              | Top 4              | Top 4              | Top 4              | Top 4              | Top 4              | Top 4              | Top 4              | Top 4              | Top 4              | Top 4              | Top 4              | Top 4              | Top 4              | Top 4              | Top 4              | Top 4              | Top 4              | Top 4              | Top 4              | Top 4              | Top 4              | Top 4              | Top 4              | Top 4              | Top 4              | Top 4              | Top 4              | Top 4              | Top 4              | Top 4              | Top 4              | Top 4              | Top 4              | Top 4              | Top 4              | Top 4              | Top 4              | Top 4              | Top 4              | Top 4              | Top 4              | Top 4              | Top 4              | Top 4              | Top 4              | Top 4              | Top 4              | Top 4              | Top 4              | Rock and Roll Hall of Fame  | Rock and Roll Hall of Fame  | Rock and Roll Hall of Fame  | Rock and Roll Hall of Fame  | Rock and Roll Hall of Fame  | Rock and Roll Hall of Fame  | Rock and Roll Hall of Fame  | Rock and Roll Hall of Fame  | Rock and Roll Hall of Fame  | Rock and Roll Hall of Fame  | Rock and Roll Hall of Fame  | Rock and Roll Hall of Fame  | Rock and Roll Hall of Fame  | Rock and Roll Hall of Fame  | Rock and Roll Hall of Fame  | Rock and Roll Hall of Fame  | Rock and Roll Hall of Fame  | Rock and Roll Hall of Fame  | Rock and Roll Hall of Fame  | Rock and Roll Hall of Fame  | Rock and Roll Hall of Fame  | Rock and Roll Hall of Fame  | Rock and Roll Hall of Fame  | Rock and Roll Hall of Fame  | Rock and Roll Hall of Fame  | Rock and Roll Hall of Fame  | Rock and Roll Hall of Fame  | Rock and Roll Hall of Fame  | Rock and Roll Hall of Fame  | Rock and Roll Hall of Fame  | Rock and Roll Hall of Fame  | Rock and Roll Hall of Fame  | Rock and Roll Hall of Fame  | Rock and Roll Hall of Fame  | Rock and Roll Hall of Fame  | Rock and Roll Hall of Fame  | Rock and Roll Hall of Fame  | Rock and Roll Hall of Fame  | Rock and Roll Hall of Fame  | Rock and Roll Hall of Fame  | Rock and Roll Hall of Fame  | Rock and Roll Hall of Fame  | Rock and Roll Hall of Fame  | Rock and Roll Hall of Fame  | Rock and Roll Hall of Fame  | Rock and Roll Hall of Fame  | Rock and Roll Hall of Fame  | Rock and Roll Hall of Fame  | Rock and Roll Hall of Fame  | Rock and Roll Hall of Fame  | Rock and Roll Hall of Fame  | Rock and Roll Hall of Fame  | Rock and Roll Hall of Fame  | Rock and Roll Hall of Fame  | Rock and Roll Hall of Fame  | Rock and Roll Hall of Fame  | Rock and Roll Hall of Fame  | Rock and Roll Hall of Fame  | Rock and Roll Hall of Fame  | Rock and Roll Hall of Fame  | Rock and Roll Hall of Fame  | Rock and Roll Hall of Fame  | Rock and Roll Hall of Fame  | Rock and Roll Hall of Fame  | Rock and Roll Hall of Fame  | Rock and Roll Hall of Fame  | Rock and Roll Hall of Fame  | Rock and Roll Hall of Fame  | Rock and Roll Hall of Fame  | Rock and Roll Hall of Fame  | Rock and Roll Hall of Fame  | Rock and Roll Hall of Fame  | Rock and Roll Hall of Fame  | Rock and Roll Hall of Fame  | Rock and Roll Hall of Fame  | Rock and Roll Hall of Fame  | Rock and Roll Hall of Fame  | Rock and Roll Hall of Fame  | Rock and Roll Hall of Fame  | Rock and Roll Hall of Fame  | Rock and Roll Hall of Fame  | Rock and Roll Hall of Fame  | Rock and Roll Hall of Fame  | Rock and Roll Hall of Fame  | Rock and Roll Hall of Fame  | Rock and Roll Hall of Fame  | Rock and Roll Hall of Fame  | Rock and Roll Hall of Fame  | Rock and Roll Hall of Fame  | Rock and Roll Hall of Fame  | Rock and Roll Hall of Fame  | Rock and Roll Hall of Fame  | Rock and Roll Hall of Fame  | Rock and Roll Hall of Fame  | Rock and Roll Hall of Fame  | Rock and Roll Hall of Fame  | Rock and Roll Hall of Fame  | Rock and Roll Hall of Fame  | Rock and Roll Hall of Fame  | Rock and Roll Hall of Fame  | "Hungry like the Wolf" Baba O'Riley"  | "Hungry like the Wolf" Baba O'Riley"  | "Hungry like the Wolf" Baba O'Riley"  | "Hungry like the Wolf" Baba O'Riley"  | "Hungry like the Wolf" Baba O'Riley"  | "Hungry like the Wolf" Baba O'Riley"  | "Hungry like the Wolf" Baba O'Riley"  | "Hungry like the Wolf" Baba O'Riley"  | "Hungry like the Wolf" Baba O'Riley"  | "Hungry like the Wolf" Baba O'Riley"  | "Hungry like the Wolf" Baba O'Riley"  | "Hungry like the Wolf" Baba O'Riley"  | "Hungry like the Wolf" Baba O'Riley"  | "Hungry like the Wolf" Baba O'Riley"  | "Hungry like the Wolf" Baba O'Riley"  | "Hungry like the Wolf" Baba O'Riley"  | "Hungry like the Wolf" Baba O'Riley"  | "Hungry like the Wolf" Baba O'Riley"  | "Hungry like the Wolf" Baba O'Riley"  | "Hungry like the Wolf" Baba O'Riley"  | "Hungry like the Wolf" Baba O'Riley"  | "Hungry like the Wolf" Baba O'Riley"  | "Hungry like the Wolf" Baba O'Riley"  | "Hungry like the Wolf" Baba O'Riley"  | "Hungry like the Wolf" Baba O'Riley"  | "Hungry like the Wolf" Baba O'Riley"  | "Hungry like the Wolf" Baba O'Riley"  | "Hungry like the Wolf" Baba O'Riley"  | "Hungry like the Wolf" Baba O'Riley"  | "Hungry like the Wolf" Baba O'Riley"  | "Hungry like the Wolf" Baba O'Riley"  | "Hungry like the Wolf" Baba O'Riley"  | "Hungry like the Wolf" Baba O'Riley"  | "Hungry like the Wolf" Baba O'Riley"  | "Hungry like the Wolf" Baba O'Riley"  | "Hungry like the Wolf" Baba O'Riley"  | "Hungry like the Wolf" Baba O'Riley"  | "Hungry like the Wolf" Baba O'Riley"  | "Hungry like the Wolf" Baba O'Riley"  | "Hungry like the Wolf" Baba O'Riley"  | "Hungry like the Wolf" Baba O'Riley"  | "Hungry like the Wolf" Baba O'Riley"  | "Hungry like the Wolf" Baba O'Riley"  | "Hungry like the Wolf" Baba O'Riley"  | "Hungry like the Wolf" Baba O'Riley"  | "Hungry like the Wolf" Baba O'Riley"  | "Hungry like the Wolf" Baba O'Riley"  | "Hungry like the Wolf" Baba O'Riley"  | "Hungry like the Wolf" Baba O'Riley"  | "Hungry like the Wolf" Baba O'Riley"  | "Hungry like the Wolf" Baba O'Riley"  | "Hungry like the Wolf" Baba O'Riley"  | "Hungry like the Wolf" Baba O'Riley"  | "Hungry like the Wolf" Baba O'Riley"  | "Hungry like the Wolf" Baba O'Riley"  | "Hungry like the Wolf" Baba O'Riley"  | "Hungry like the Wolf" Baba O'Riley"  | "Hungry like the Wolf" Baba O'Riley"  | "Hungry like the Wolf" Baba O'Riley"  | "Hungry like the Wolf" Baba O'Riley"  | "Hungry like the Wolf" Baba O'Riley"  | "Hungry like the Wolf" Baba O'Riley"  | "Hungry like the Wolf" Baba O'Riley"  | "Hungry like the Wolf" Baba O'Riley"  | "Hungry like the Wolf" Baba O'Riley"  | "Hungry like the Wolf" Baba O'Riley"  | "Hungry like the Wolf" Baba O'Riley"  | "Hungry like the Wolf" Baba O'Riley"  | "Hungry like the Wolf" Baba O'Riley"  | "Hungry like the Wolf" Baba O'Riley"  | "Hungry like the Wolf" Baba O'Riley"  | "Hungry like the Wolf" Baba O'Riley"  | "Hungry like the Wolf" Baba O'Riley"  | "Hungry like the Wolf" Baba O'Riley"  | "Hungry like the Wolf" Baba O'Riley"  | "Hungry like the Wolf" Baba O'Riley"  | "Hungry like the Wolf" Baba O'Riley"  | "Hungry like the Wolf" Baba O'Riley"  | "Hungry like the Wolf" Baba O'Riley"  | "Hungry like the Wolf" Baba O'Riley"  | "Hungry like the Wolf" Baba O'Riley"  | "Hungry like the Wolf" Baba O'Riley"  | "Hungry like the Wolf" Baba O'Riley"  | "Hungry like the Wolf" Baba O'Riley"  | "Hungry like the Wolf" Baba O'Riley"  | "Hungry like the Wolf" Baba O'Riley"  | "Hungry like the Wolf" Baba O'Riley"  | "Hungry like the Wolf" Baba O'Riley"  | "Hungry like the Wolf" Baba O'Riley"  | "Hungry like the Wolf" Baba O'Riley"  | "Hungry like the Wolf" Baba O'Riley"  | "Hungry like the Wolf" Baba O'Riley"  | "Hungry like the Wolf" Baba O'Riley"  | "Hungry like the Wolf" Baba O'Riley"  | "Hungry like the Wolf" Baba O'Riley"  | "Hungry like the Wolf" Baba O'Riley"  | "Hungry like the Wolf" Baba O'Riley"  | "Hungry like the Wolf" Baba O'Riley"  | "Hungry like the Wolf" Baba O'Riley"  | "Hungry like the Wolf" Baba O'Riley"  | "Hungry like the Wolf" Baba O'Riley"  | "Hungry like the Wolf" Baba O'Riley"  | "Hungry like the Wolf" Baba O'Riley"  | "Hungry like the Wolf" Baba O'Riley"  | "Hungry like the Wolf" Baba O'Riley"  | "Hungry like the Wolf" Baba O'Riley"  | "Hungry like the Wolf" Baba O'Riley"  | "Hungry like the Wolf" Baba O'Riley"  | "Hungry like the Wolf" Baba O'Riley"  | "Hungry like the Wolf" Baba O'Riley"  | "Hungry like the Wolf" Baba O'Riley"  | "Hungry like the Wolf" Baba O'Riley"  | "Hungry like the Wolf" Baba O'Riley"  | "Hungry like the Wolf" Baba O'Riley"  | "Hungry like the Wolf" Baba O'Riley"  | "Hungry like the Wolf" Baba O'Riley"  | "Hungry like the Wolf" Baba O'Riley"  | "Hungry like the Wolf" Baba O'Riley"  | "Hungry like the Wolf" Baba O'Riley"  | "Hungry like the Wolf" Baba O'Riley"  | "Hungry like the Wolf" Baba O'Riley"  | "Hungry like the Wolf" Baba O'Riley"  | "Hungry like the Wolf" Baba O'Riley"  | "Hungry like the Wolf" Baba O'Riley"  | "Hungry like the Wolf" Baba O'Riley"  | "Hungry like the Wolf" Baba O'Riley"  | "Hungry like the Wolf" Baba O'Riley"  | "Hungry like the Wolf" Baba O'Riley"  | "Hungry like the Wolf" Baba O'Riley"  | "Hungry like the Wolf" Baba O'Riley"  | Duran Duran The Who    | Duran Duran The Who    | Duran Duran The Who    | Duran Duran The Who    | Duran Duran The Who    | Duran Duran The Who    | Duran Duran The Who    | Duran Duran The Who    | Duran Duran The Who    | Duran Duran The Who    | Duran Duran The Who    | Duran Duran The Who    | Duran Duran The Who    | Duran Duran The Who    | Duran Duran The Who    | Duran Duran The Who    | Duran Duran The Who    | Duran Duran The Who    | Duran Duran The Who    | Duran Duran The Who    | Duran Duran The Who    | Duran Duran The Who    | Duran Duran The Who    | Duran Duran The Who    | Duran Duran The Who    | Duran Duran The Who    | Duran Duran The Who    | Duran Duran The Who    | Duran Duran The Who    | Duran Duran The Who    | Duran Duran The Who    | Duran Duran The Who    | Duran Duran The Who    | Duran Duran The Who    | Duran Duran The Who    | Duran Duran The Who    | Duran Duran The Who    | Duran Duran The Who    | Duran Duran The Who    | Duran Duran The Who    | Duran Duran The Who    | Duran Duran The Who    | Duran Duran The Who    | Duran Duran The Who    | Duran Duran The Who    | Duran Duran The Who    | Duran Duran The Who    | Duran Duran The Who    | Duran Duran The Who    | Duran Duran The Who    | Duran Duran The Who    | Duran Duran The Who    | Duran Duran The Who    | Duran Duran The Who    | Duran Duran The Who    | Duran Duran The Who    | Duran Duran The Who    | Duran Duran The Who    | Duran Duran The Who    | Duran Duran The Who    | Duran Duran The Who    | Duran Duran The Who    | Duran Duran The Who    | Duran Duran The Who    | Duran Duran The Who    | Duran Duran The Who    | Duran Duran The Who    | Duran Duran The Who    | Duran Duran The Who    | Duran Duran The Who    | Duran Duran The Who    | Duran Duran The Who    | Duran Duran The Who    | Duran Duran The Who    | Duran Duran The Who    | Duran Duran The Who    | Duran Duran The Who    | Duran Duran The Who    | Duran Duran The Who    | Duran Duran The Who    | Duran Duran The Who    | Duran Duran The Who    | Duran Duran The Who    | Duran Duran The Who    | Duran Duran The Who    | Duran Duran The Who    | Duran Duran The Who    | Duran Duran The Who    | Duran Duran The Who    | Duran Duran The Who    | Duran Duran The Who    | Duran Duran The Who    | Duran Duran The Who    | Duran Duran The Who    | Duran Duran The Who    | Duran Duran The Who    | Duran Duran The Who    | Duran Duran The Who    | Duran Duran The Who    | Duran Duran The Who    | 1 5    | 1 5    | 1 5    | 1 5    | 1 5    | 1 5    | 1 5    | 1 5    | 1 5    | 1 5    | 1 5    | 1 5    | 1 5    | 1 5    | 1 5    | 1 5    | 1 5    | 1 5    | 1 5    | 1 5    | 1 5    | 1 5    | 1 5    | 1 5    | 1 5    | 1 5    | 1 5    | 1 5    | 1 5    | 1 5    | 1 5    | 1 5    | 1 5    | 1 5    | 1 5    | 1 5    | 1 5    | 1 5    | 1 5    | 1 5    | 1 5    | 1 5    | 1 5    | 1 5    | 1 5    | 1 5    | 1 5    | 1 5    | 1 5    | 1 5    | 1 5    | 1 5    | 1 5    | 1 5    | 1 5    | 1 5    | 1 5    | 1 5    | 1 5    | 1 5    | 1 5    | 1 5    | 1 5    | 1 5    | 1 5    | 1 5    | 1 5    | 1 5    | 1 5    | 1 5    | 1 5    | 1 5    | 1 5    | 1 5    | 1 5    | 1 5    | 1 5    | 1 5    | 1 5    | 1 5    | 1 5    | 1 5    | 1 5    | 1 5    | 1 5    | 1 5    | 1 5    | 1 5    | 1 5    | 1 5    | 1 5    | 1 5    | 1 5    | 1 5    | 1 5    | 1 5    | 1 5    | 1 5    | 1 5    | 1 5    | Salvo       | Salvo       | Salvo       | Salvo       | Salvo       | Salvo       | Salvo       | Salvo       | Salvo       | Salvo       | Salvo       | Salvo       | Salvo       | Salvo       | Salvo       | Salvo       | Salvo       | Salvo       | Salvo       | Salvo       | Salvo       | Salvo       | Salvo       | Salvo       | Salvo       | Salvo       | Salvo       | Salvo       | Salvo       | Salvo       | Salvo       | Salvo       | Salvo       | Salvo       | Salvo       | Salvo       | Salvo       | Salvo       | Salvo       | Salvo       | Salvo       | Salvo       | Salvo       | Salvo       | Salvo       | Salvo       | Salvo       | Salvo       | Salvo       | Salvo       | Salvo       | Salvo       | Salvo       | Salvo       | Salvo       | Salvo       | Salvo       | Salvo       | Salvo       | Salvo       | Salvo       | Salvo       | Salvo       | Salvo       | Salvo       | Salvo       | Salvo       | Salvo       | Salvo       | Salvo       |

## Discografia

### Album Studio
Solista
- 2006: Analog Heart
- 2008: David Cook
- 2011: This Loud Morning

Axium
- 2002: Matter of Time[17]
- 2003: Blindsided[17][18]
- 2004: The Story Thus Far[17]

Midwest Kings

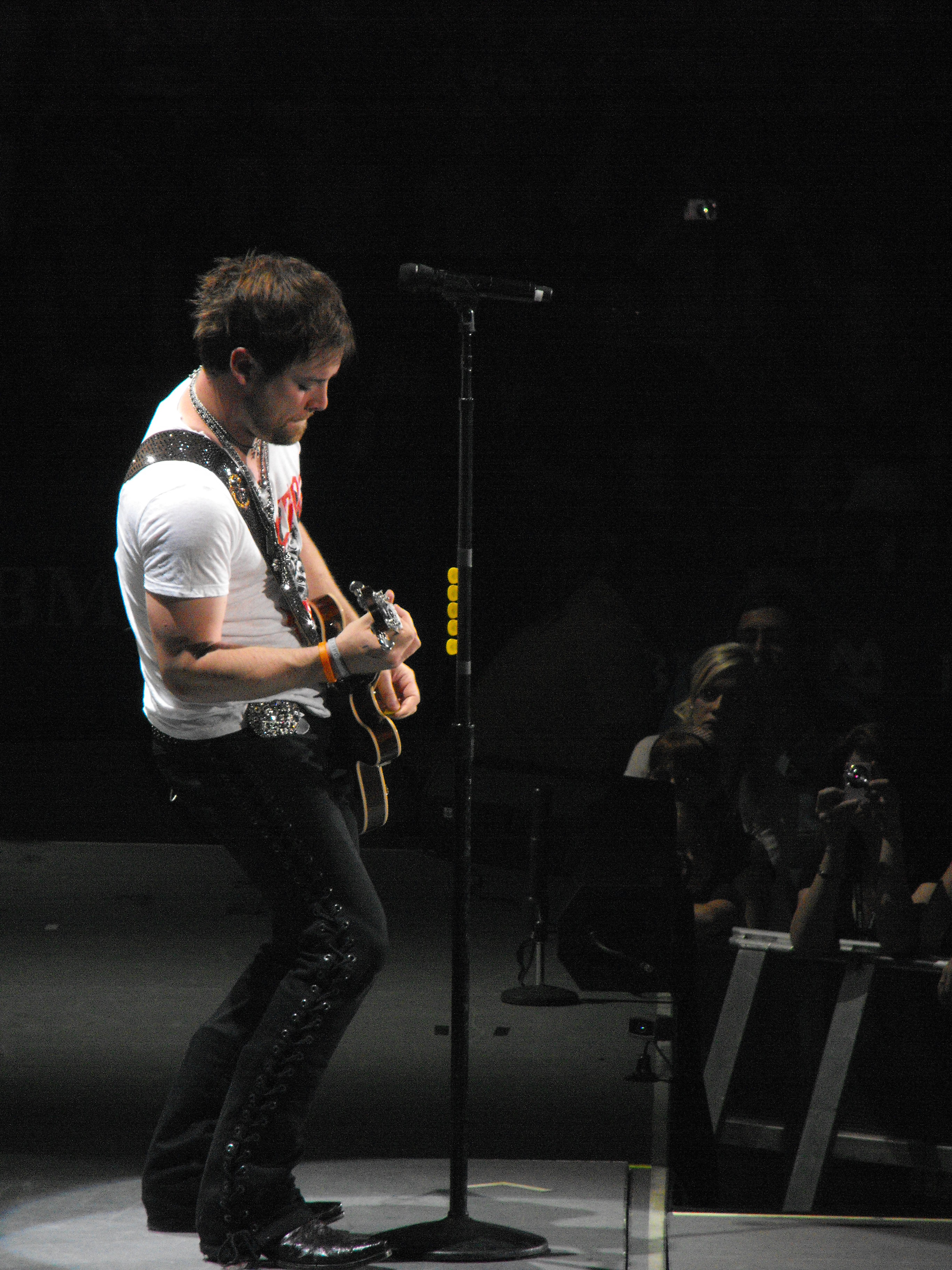
Cook in concerto.

- 2006: Incoherent With Desire To Move On

Album Live
Axium
- 2004: Alive in Tulsa[17]

Singoli fuori classifica
- 2001: "Dear Heaven"
- 2007: "Better Never Than Late" (aka "Optimistic to a Fault")

### Singoli
| Anno | Singolo               | Posizione in classifica | Posizione in classifica | Posizione in classifica | Posizione in classifica | Posizione in classifica | Posizione in classifica | Posizione in classifica | Album      |
| Anno | Singolo               | US Hot 100              | US Pop 100              | US Digital              | US Adult                | US AC                   | CAN                     | UK                      | Album      |
| ---- | --------------------- | ----------------------- | ----------------------- | ----------------------- | ----------------------- | ----------------------- | ----------------------- | ----------------------- | ---------- |
| 2008 | "The Time of My Life" | 3                       | 6                       | 1                       | 7                       | 1                       | 2                       | 61                      | David Cook |
| 2008 | "Light On"            | 17                      | 24                      | 8                       | 20                      | —                       | 53                      | 184                     | David Cook |

### Altre canzoni entrate in classifica
| 2008 | "Dream Big" (Canzone dall'edizione 2008 di "American Idol Songwriter Competition") | 15  | 17 | 7   | 21 |
| 2008 | "I Still Haven't Found What I'm Looking For" (Originariamente cantata da U2)       | 22  | 24 | 9   | 17 |
| 2008 | "The World I Know" (Originariamente cantata da Collective Soul)                    | 28  | 31 | 14  | 24 |
| 2008 | "I Don't Want to Miss a Thing" (Originariamente cantata da Aerosmith)              | 42  | 38 | 21  | 43 |
| 2008 | "Billie Jean" (Originariamente cantata da Michael Jackson)                         | 47  | 39 | 24  | 41 |
| 2008 | "Always Be My Baby" (Originariamente cantata da Mariah Carey)                      | 67  | 46 | 29  | 59 |
| 2008 | "Hello" (Originariamente cantata da Lionel Richie)                                 | 73  | 48 | 32  | 57 |
| 2008 | "The Music of the Night" (Originariamente cantata da Il fantasma dell'Opera)       | 77  | 54 | 41  | 73 |
| 2008 | "Eleanor Rigby" (Originariamente cantata da The Beatles)                           | 92  | 62 | 51  | 83 |
| 2008 | "I'm Alive" (Originariamente cantata da Neil Diamond)                              | 99  | 73 | 60  | —  |
| 2008 | "Little Sparrow" (Originariamente cantata da Dolly Parton)                         | 101 | 79 | 66  | 96 |
| 2008 | "Hungry like the Wolf" (Originariamente cantata da Duran Duran)                    | 103 | 81 | 68  | —  |
| 2008 | "Innocent" (Originariamente cantata da Our Lady Peace)                             | 104 | 82 | 69  | —  |
| 2008 | "Day Tripper" (Originariamente cantata da The Beatles)                             | 114 | 95 | 82  | —  |
| 2008 | "All Right Now" (Originariamente cantata da Free)                                  | 118 | —  | 90  | —  |
| 2008 | "Happy Together" (Originariamente cantata da The Turtles)                          | 125 | —  | 97  | —  |
| 2008 | "Declaration"                                                                      | 113 | —  | 75  | —  |
| 2008 | "Permanent"                                                                        | —   | —  | 122 | —  |
| 2008 | "Come Back to Me"                                                                  | —   | —  | 148 | —  |

1. 1 2 3 4 5 6  Registrazioni live ad American Idol.
2. 1 2 3  Tracce da David Cook.

## Tour
- American Idols LIVE! Tour 2008

## Award/Nomination
| Anno | Evento               | Premio                                                        | Risultato |
| ---- | -------------------- | ------------------------------------------------------------- | --------- |
| 2008 | Teen Choice Awards   | Categoria tv: Miglior personaggio maschile in un reality show | Vinto     |
| 2008 | Teen Choice Awards   | Miglior presentatore (Post Show)                              | Nominato  |
| 2008 | The New Music Awards | Miglior artista dell'anno                                     | Vinto     |